# Натюрморт

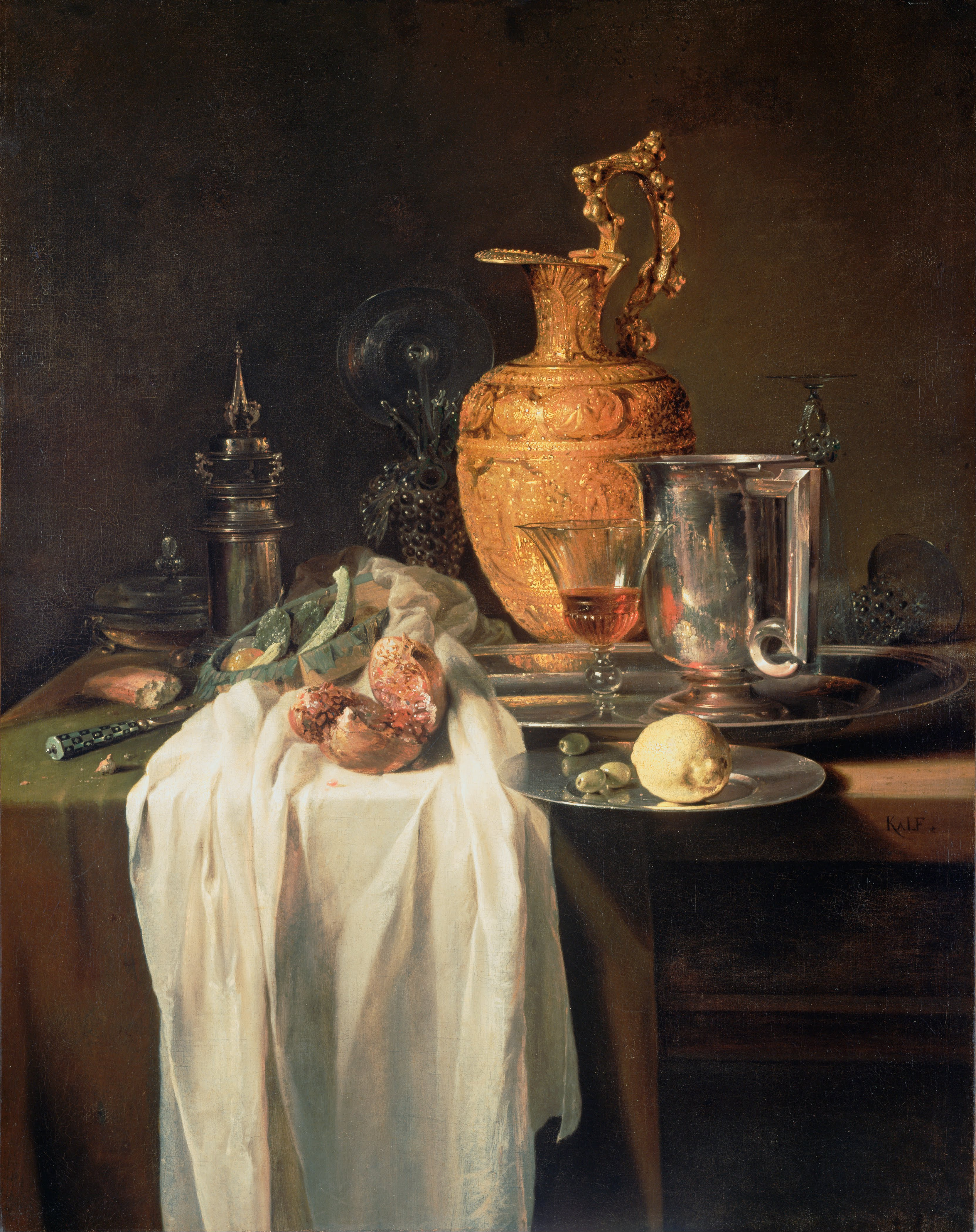
Натюрморт Віллема Калфа, 1640-ві.

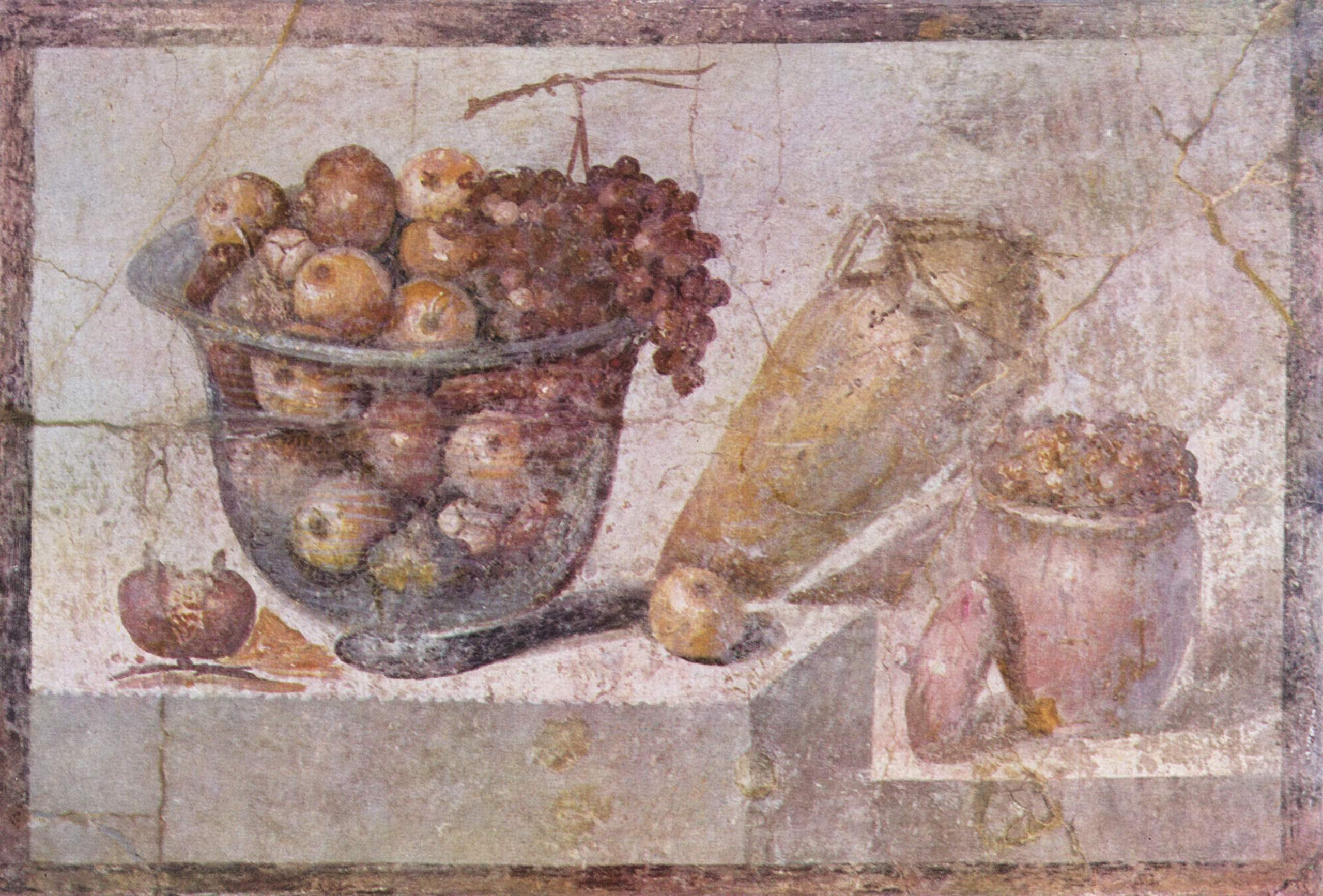
Натюрморт, фреска з Помпей

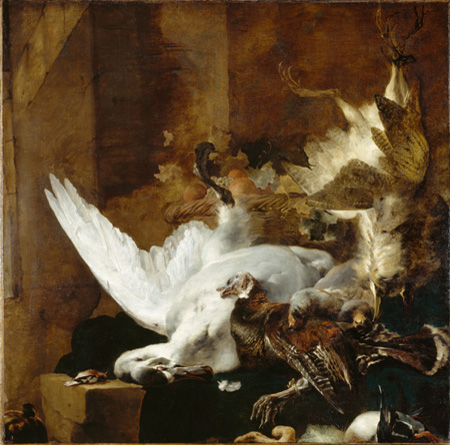
Ян Баптист Веникс. «Натюрморт з білим лебедем».

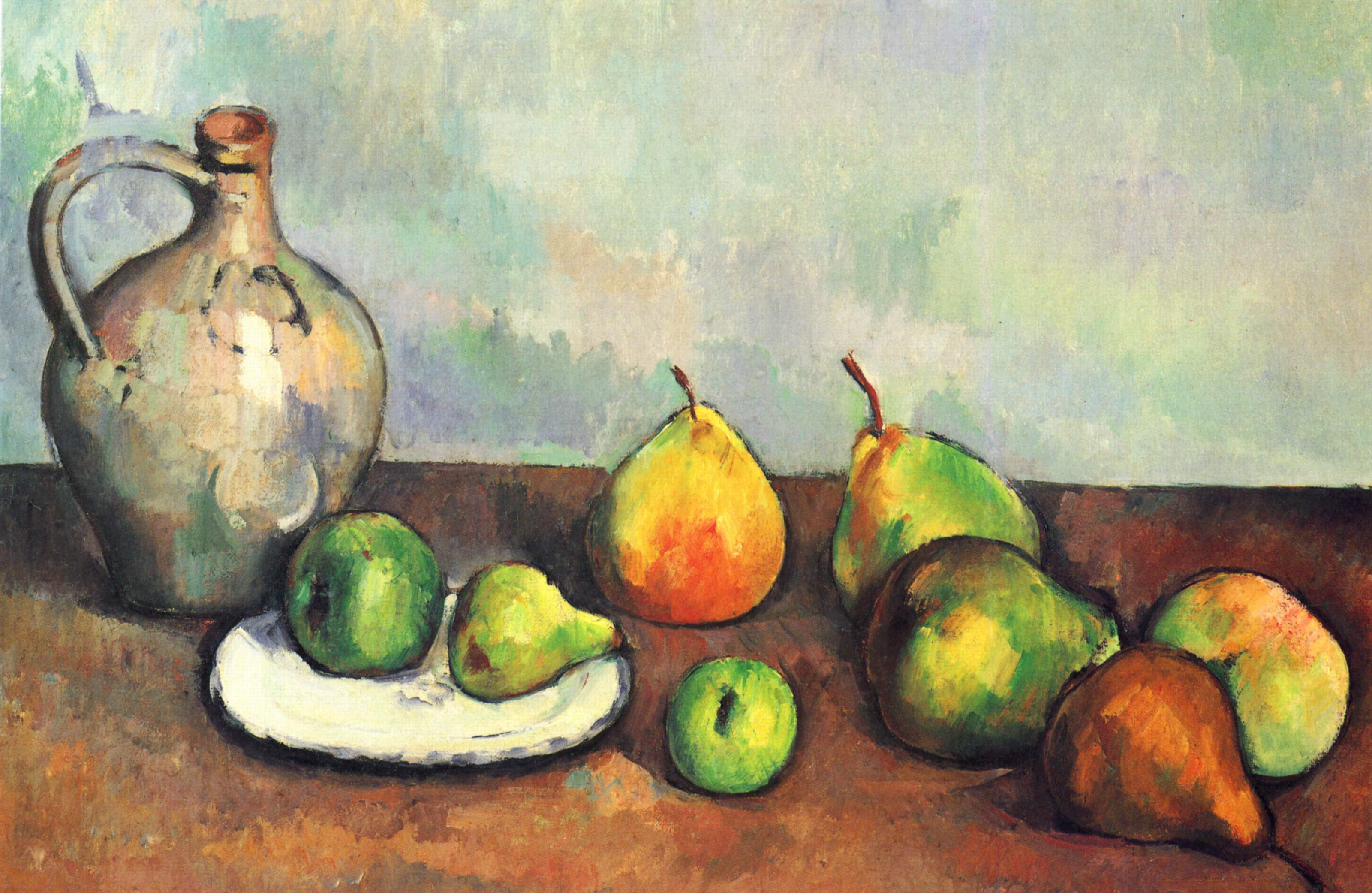
Натюрморт Поля Сезана

Натюрмо́рт (фр. Nature morte — дослівно — мертва природа) — різновид малярства, що зображає зірвані плоди, квіти, спійману рибу та здобич мисливців, пізніше додались предмети, з часом - букети квітів, композиції овочів, фруктів, посуд тощо.
Перші фрески та зображення на посуді з сюжетами, які пізніше назвали «натюрморти», можна знайти на фресках Стародавньої Греції та Стародавнього Рима (збірка музею Каподімонте, Неаполь). Збереглися такі композиції у мозаїках. Темперний та олійний живопис прискорили створення картин, і натюрморт відродився, а потім став окремим жанром. Переклад «мертва природа» помилковий, це лише зображення нерухомих речей.

## Техніки виконання та основи
Існують різні техніки виконання натюрмортів.
Історія мистецтв знає натюрморти на фресках, в мозаїках, пергаменті, на дерев'яній основі чи металевих пластинах олійними фарбами. Натюрморти робили сангіною, олівцями, в техніці пастелі, водяними фарбами. Безліч проб є в гравюрі - від малюнків Дюрера («Першоцвіти», 1526, пергамен, музей Хаммера) до кольорових літографій Бернара Бюффе. Відбулися виставки, що показали лише натюрморт («Натюрморт в європейському живопису»), від голландців 17 століття до Ван Гога.

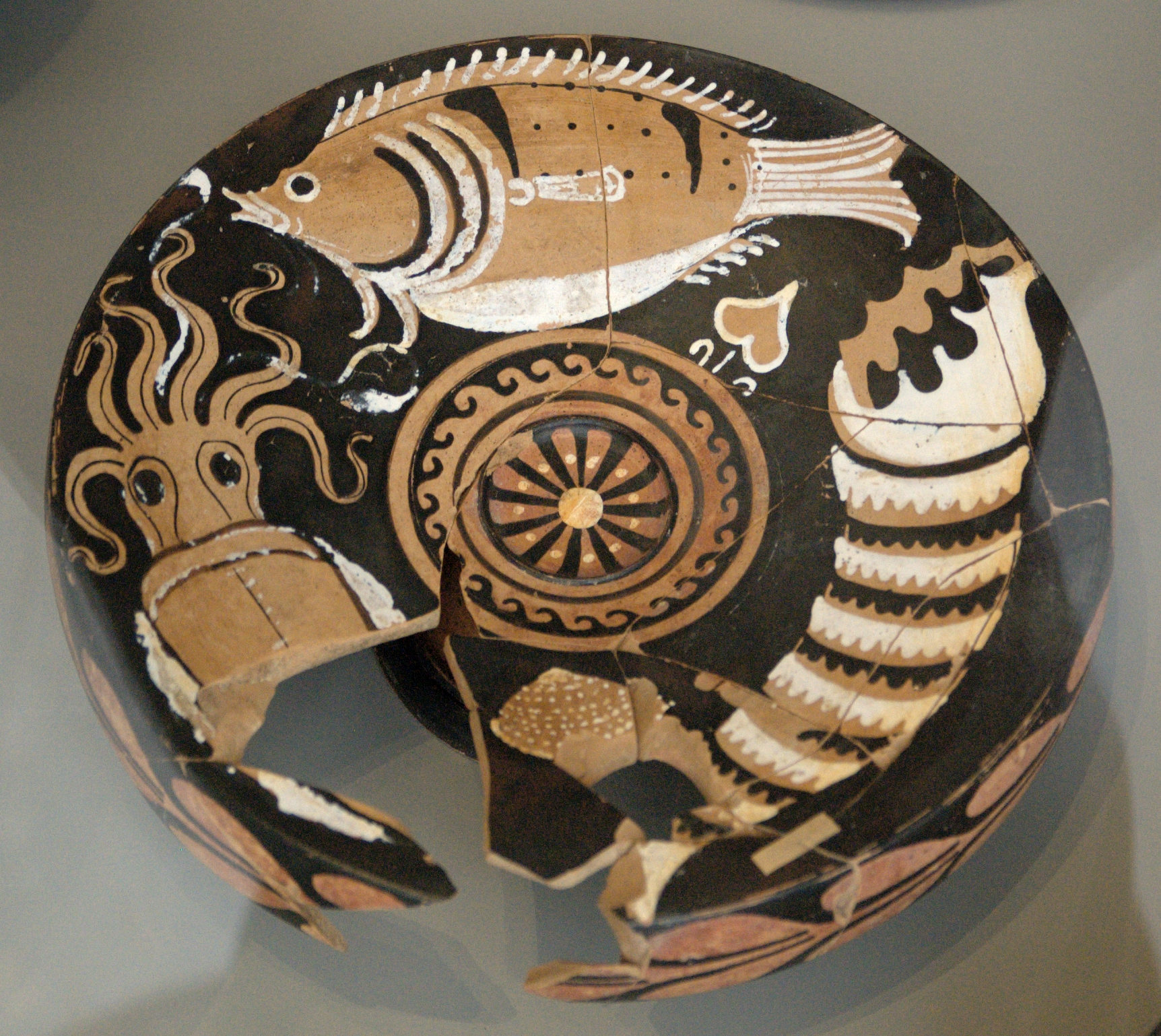
Таріль «морські тварини», Берлін
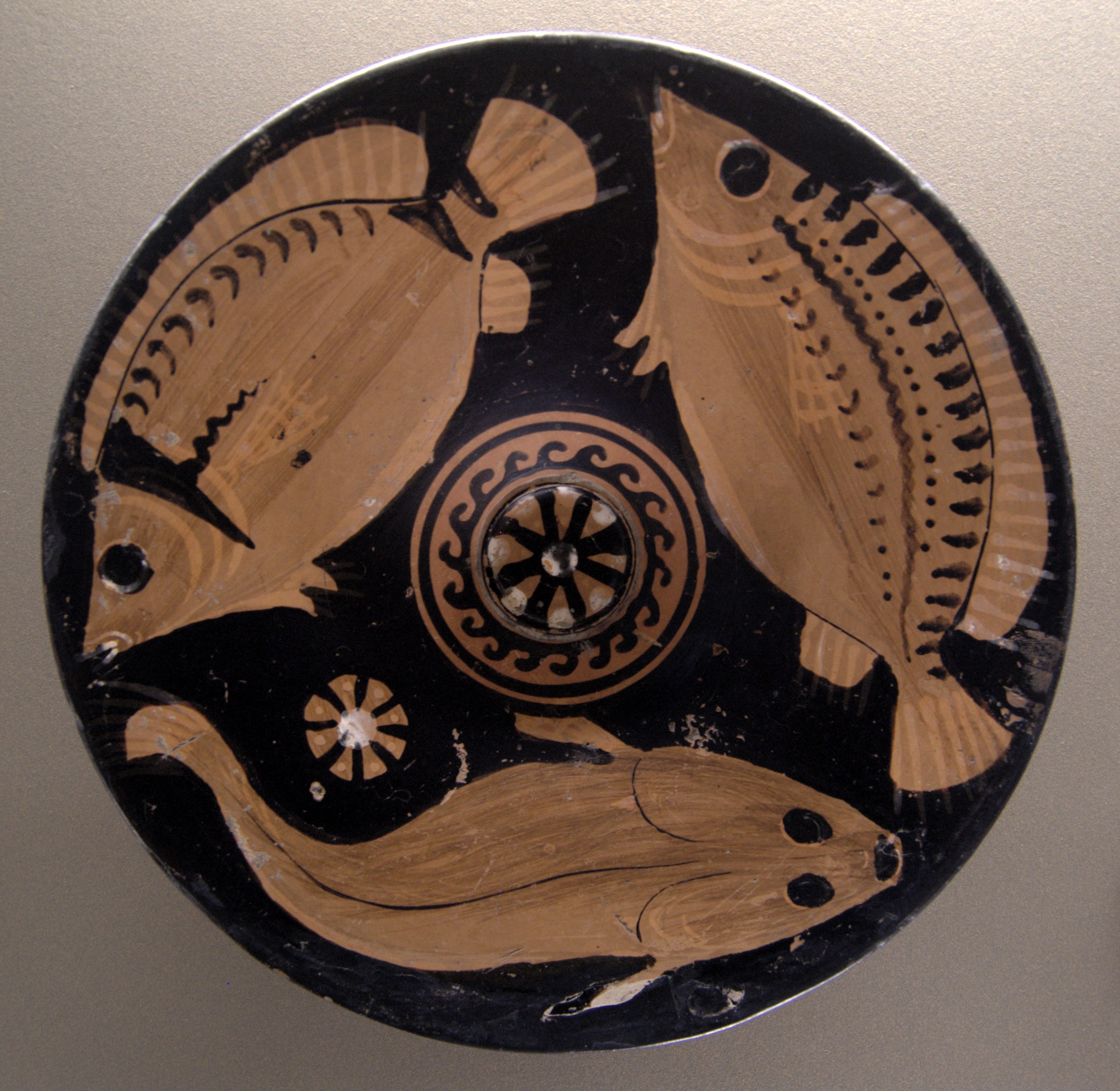
Таріль з рибами. Стародавня Греція. Лувр.
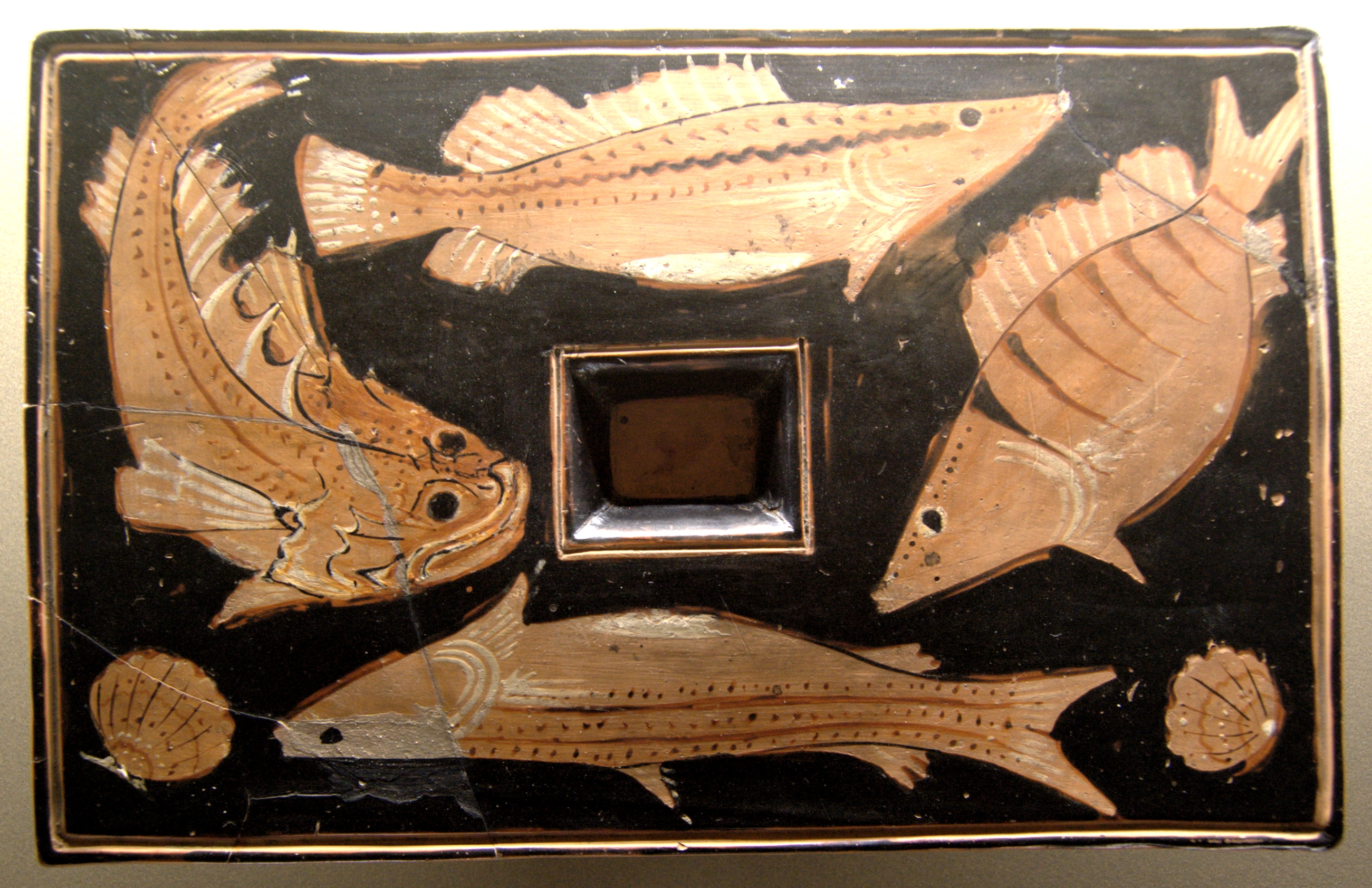
Кераміка стародавньої Греції. Риби. Лувр.
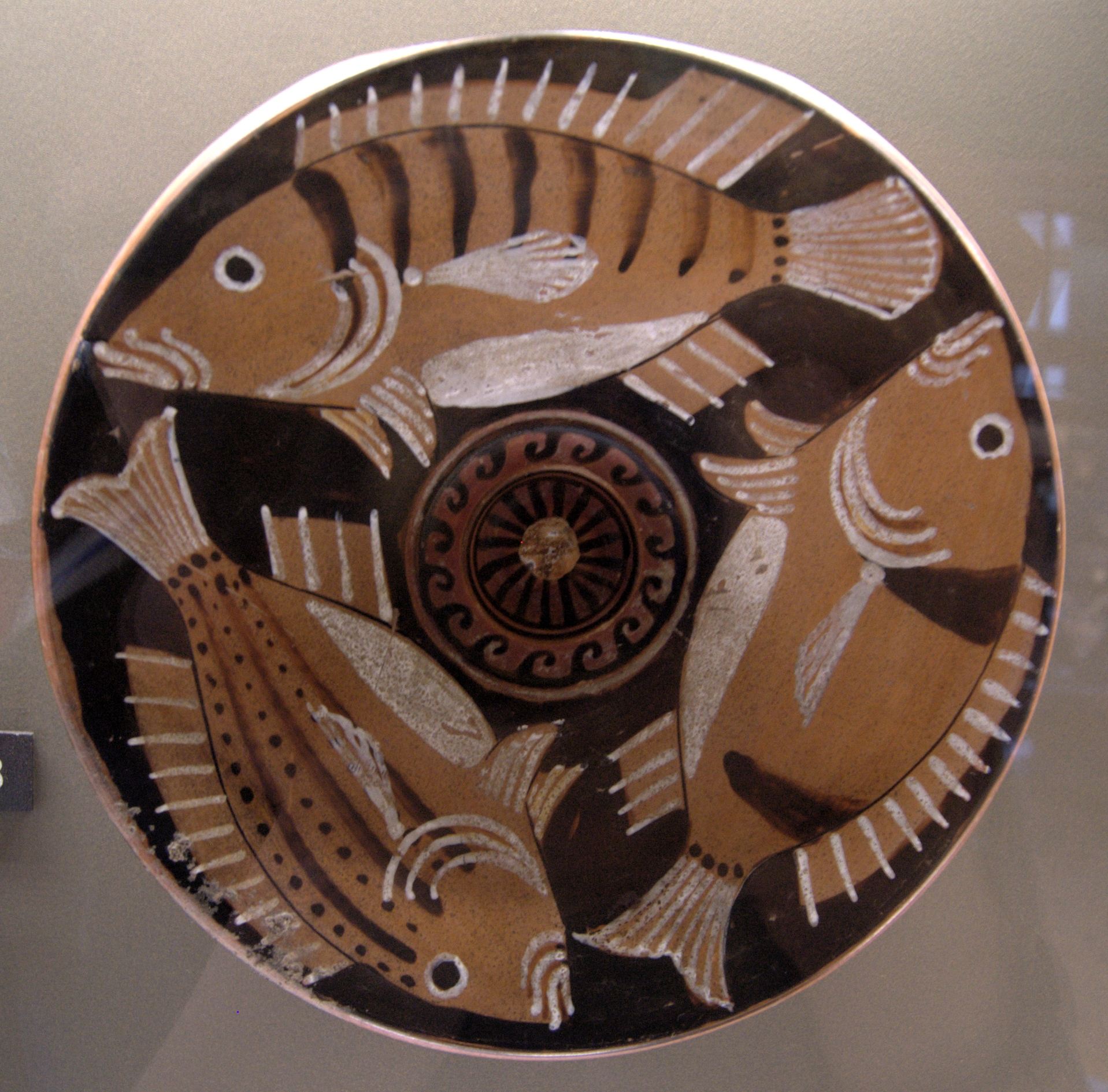
Полумисок з рибами. Стародавня Греція. Лувр

## Натюрморти Караваджо та караваджистів
В чистому вигляді зберіглося два натюрморти Караваджо. До ранішнього етапу творчості належить «Натюрморт з квітами і фруктами» (Рим, галерея Боргезе). Він ще перенасичений речами, наче несміливий ще художник поспіхом зображє все, що навчився малювати на полотні. Зовсім інше враження справляє натюрморт «Кошик з фруктами» (Мілан, Амброзіана). Куди й поділися несміливість, слабка композиція і збряклі фарби. Мінімум речей не робить натюрморт незаповненим, а композиція, проста і водночас приховано діагональна, стає просто формулою натюрморту як такого. Дослідники досі сперечаються, що це — добре виконаний ескіз до якоїсь картини чи вже закінчена картина. Натюрморти не зникають і надалі, але вони стають у Караваджо частинами побутових полотен — «Юнак з кошиком фруктів», «Юнак з лютнею», «Хлопчик, якого вкусила ящірка», «Вакх з келихом вина», в картині Хворий Вакх.
Караваджисти (послідовники художника) роками копіювали його картини і розкрадали його ідеї, композиції і теми. Він дав приклад і натюрморти надзвичайно поширилися в творах самих різних майстрів. Свої інтерпретації побутових тем Караваджо і цитат з його натюрмортів дали художники Риму, Неаполя, північної Італії, Іспанії, Франції, Голландії тощо.

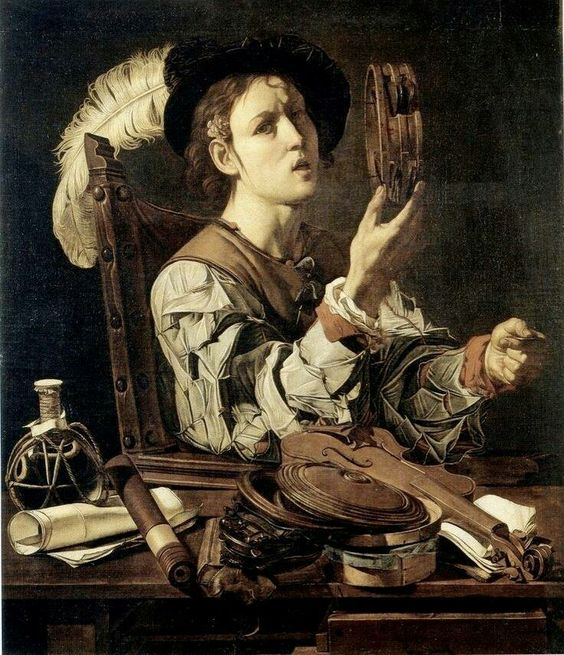
Юнак з музичними інструментами. Афіни. нац. галерея.
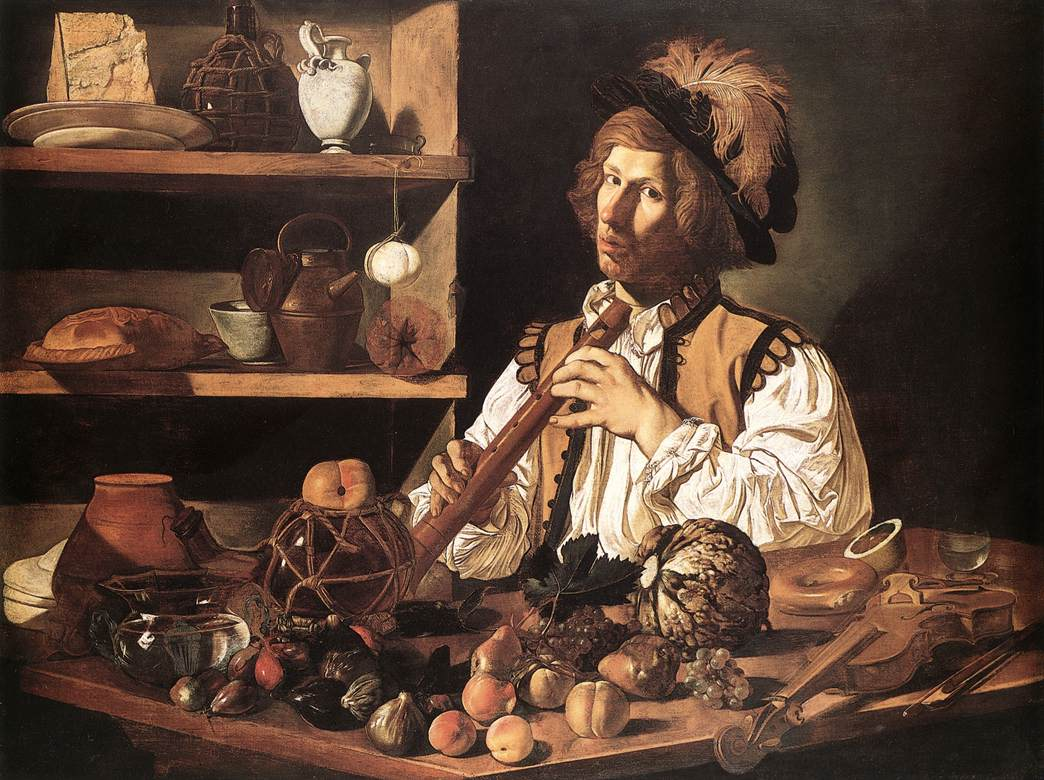
Худ. Франческо Бонері, Флейтист. Ашмолеан музей, Британія.

## Франческо Нолетті. Натюрморти доби бароко

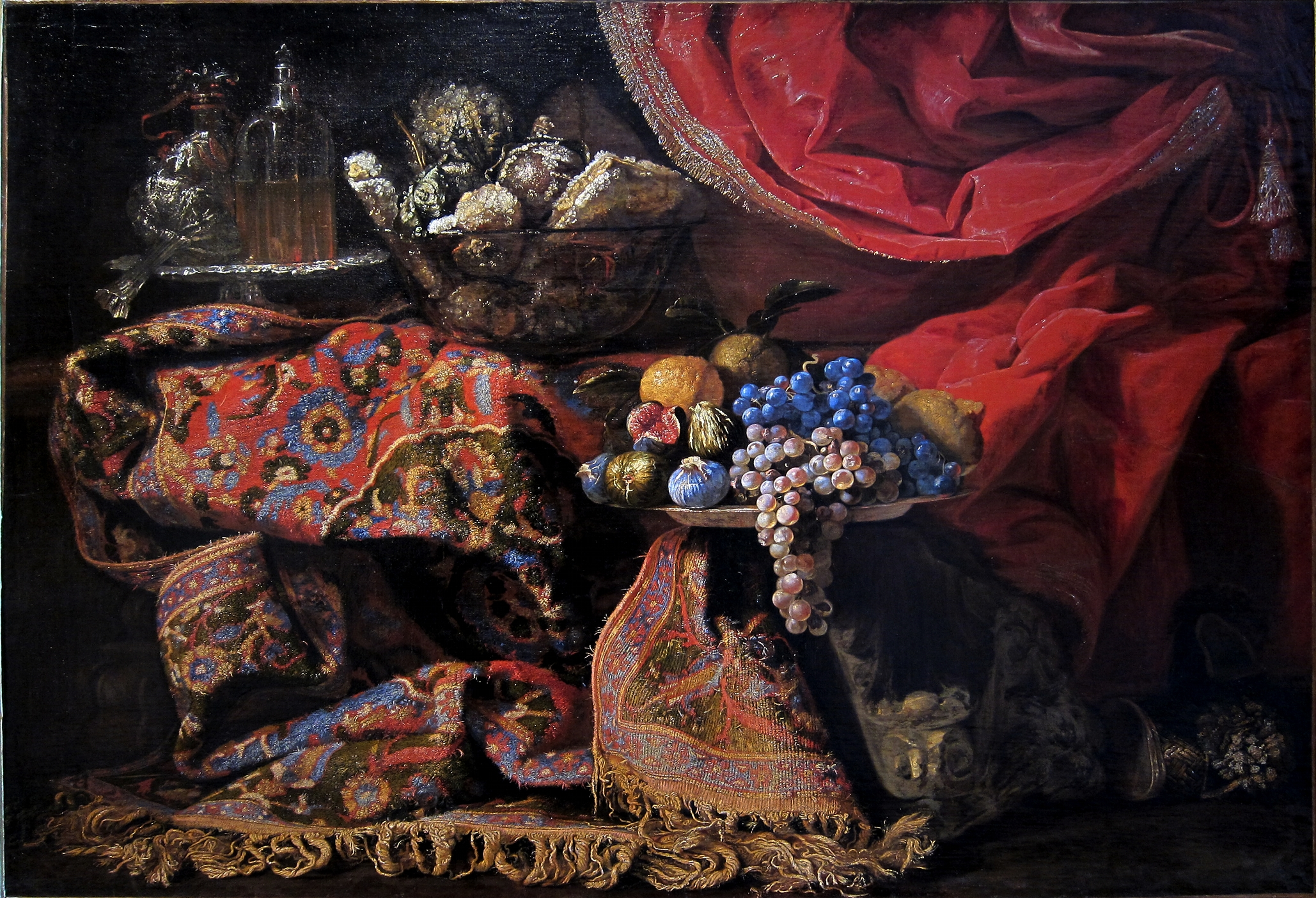
Ф. Нолетті. «Солодощі, фрукти і арабський килим», до 1653 р.
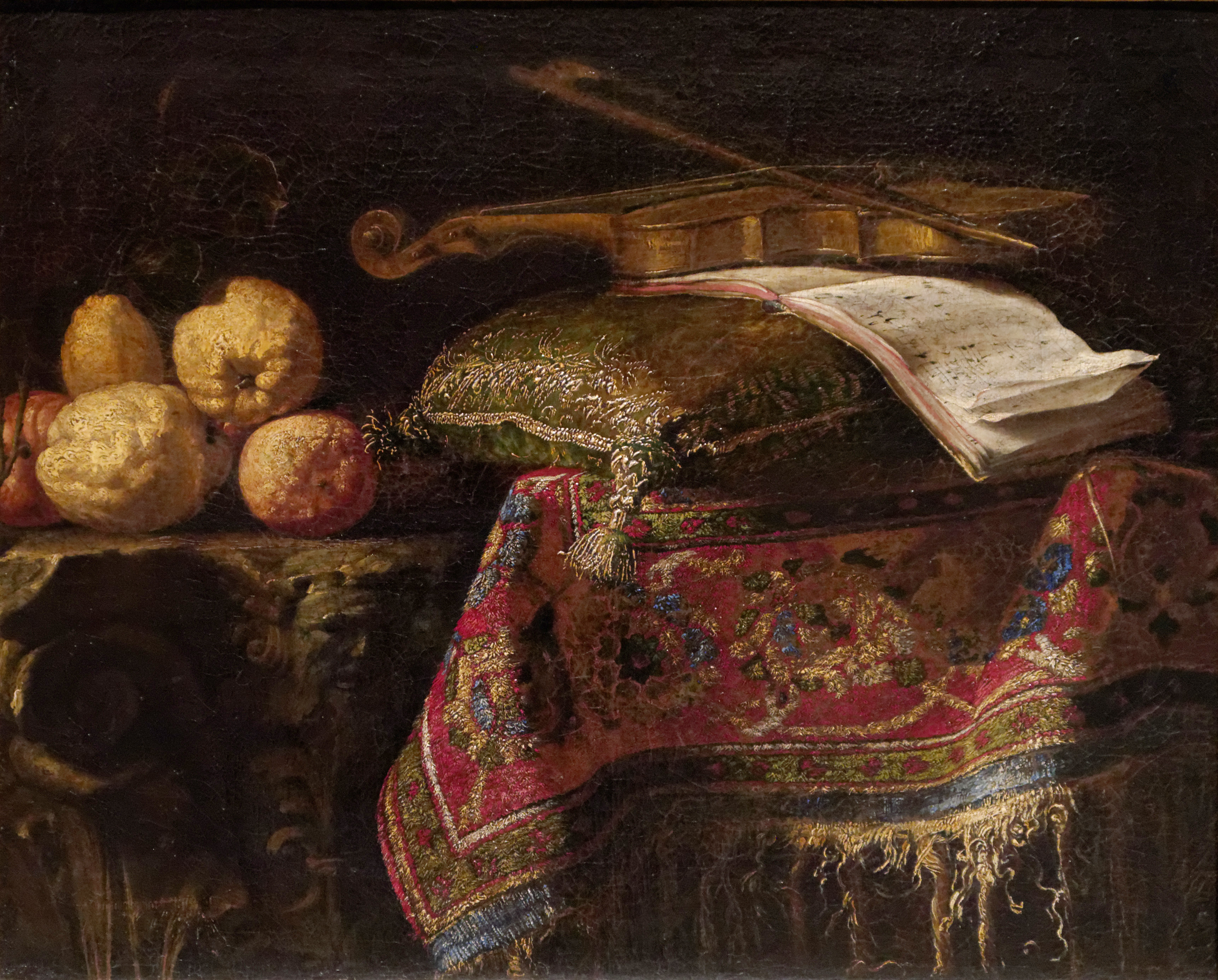
Ф. Нолетті. «Скрипка, нотний зошит і цитрони на арабському килимі», до 1653 р., Лувр, Париж.
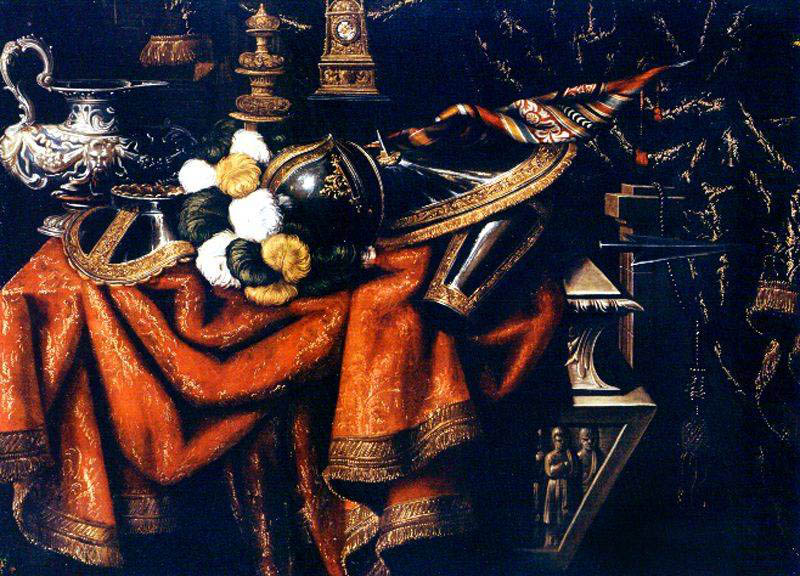
Ф. Нолетті. «Коштовний посуд і годинник та парадні обладунки», до 1653 р., Культурний інститут Рікардо Бреннард, Ресіфе, Бразилія
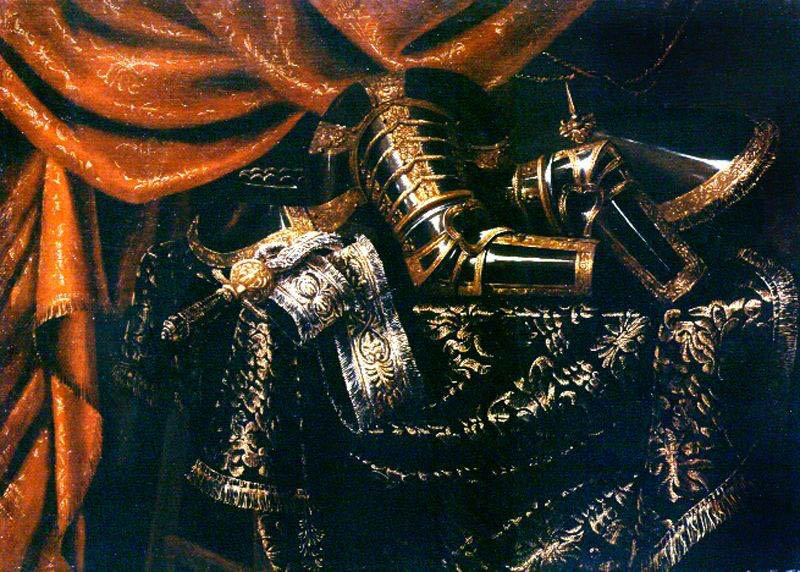
Ф. Нолетті. «Коштовні обладунки і рідкісні тканини», до 1653 р., Культурний інститут Рікардо Бреннард, Ресіфе, Бразилія

## Західноєвропейський натюрморт

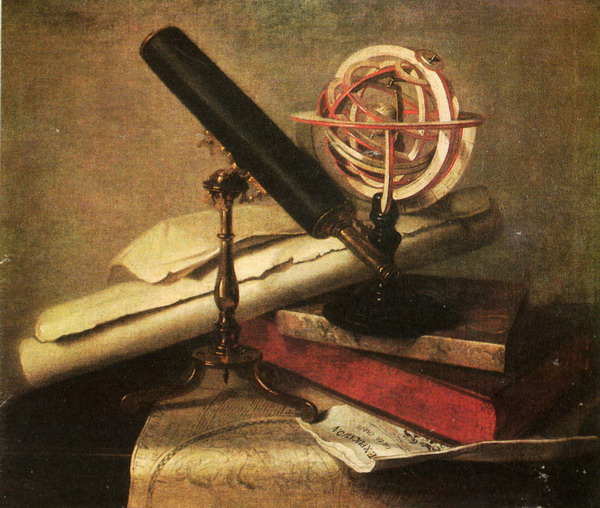
Філіп де Ла Гір. Натюрморт «Астрономічні прилади». Кінець 17 ст.

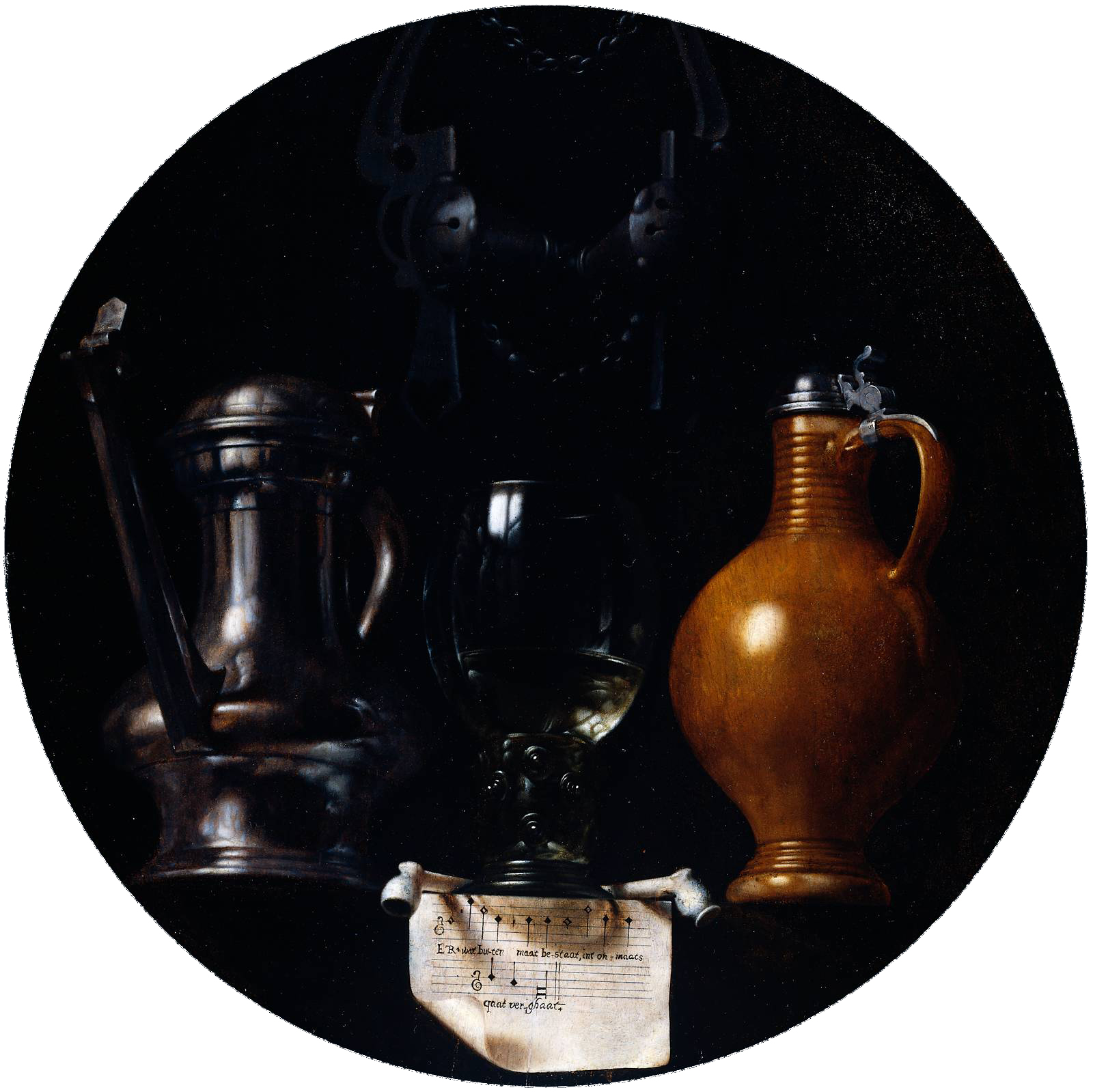
Йоханнес Торрентіус. Емблематичний натюрморт

Визначні шедеври серед натюрмортів — «Астрономічні прилади» Філіпа де ля Гіра (1589—1629), цілком світський за сюжетом, що ніби відкривав добу Просвітництва в Європі, різноманітні «Лавки» Франса Снейдерса (1579—1657), майже всі натюрморти Караваджо (1571—1610), Франсіско де Сурбарана (1598—1664), Пітера Класа (1597—1661), Едуарда Мане (1832—1883), неперевершеного Ван Гога (1853—1890) та Сезанна (1839—1906).
Майже за одними натюрмортами відома творчість талановитих, але призабутих художників, серед яких
- Еварісто Баскеніс,
- Георг Флегель,
- Себастьян Штоскопф
- Бонавентура Беттера (роки життя невідомі, на зламі 17-18 ст.),
- Крістофоро Мунарі (1667—1720),
- Джованні Руопполо (1620—1685),
- Джузеппе Рекко (1634—1695),
- Бартоломео Бімбі (1648—1730),
- Карло Маджині (1720—1806),
- Адріан Корте (Суниці (Корте)).

Велику вартість для душі людини мали книжки. Їх часто малювали у натюрмортах: Давид Тенірс — «Книжки та глобус Землі». А «Дві бібліотеки» у Джузеппе Марія Креспі подають книжкові полички, книжки та ноти. «Натюрморт з Біблією» залишив нам Вінсент ван Гог.
Відвідувачів музею Лувр дивує «Натюрморт з омаром» Ежена Делакруа, який, нібито, не писав натюрмортів. Свій зразок натюрморту зробив і Франсуа Мілле, який теж придбав Лувр («Букет маргариток» 1874 р., пастель).
Натюрморт не помер і в 20 столітті. Нових рис та кольорів він набув у Матісса (1869—1954),Пьєра Лапрада (1875—1932), Жоржа Брака або Пікассо(1881—1973). Своє бачення речей та їхніх взаємозв'язків мали й жінки художниці — Зінаїда Серебрякова(1884—1967) чи Наталя Гончарова (1881—1962) — натюрморт «Променясті лілеї».

## Різновид натюрморту «Ванітас»

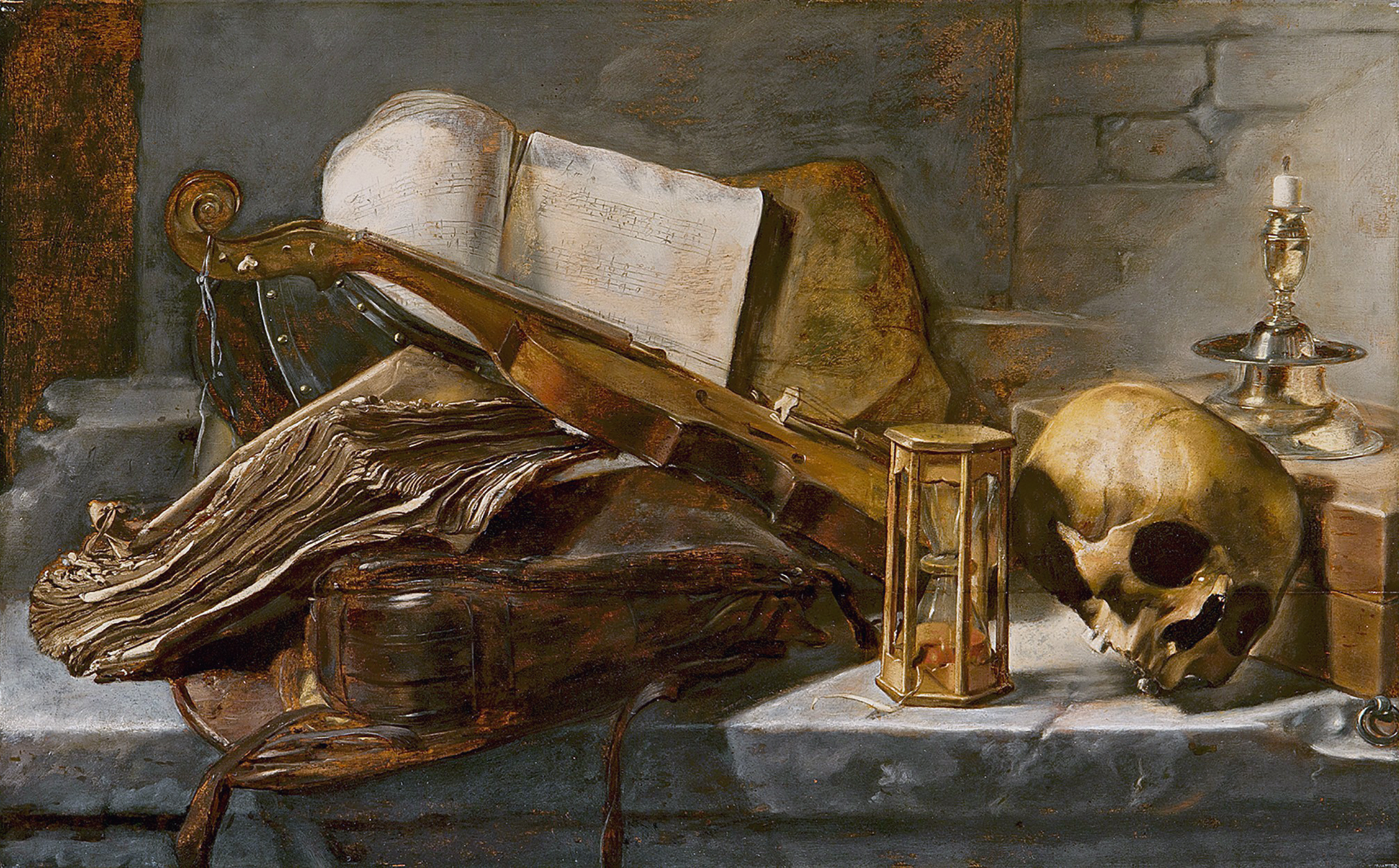
Ян Лівенс (1607—1674). «Манота марнот»

Ванітас (Vanitas) — у перекладі з латини — марнота. Цей різновид натюрморту йшов від біблійних нагадувань про швидкоплинність часу, швидкоплинність людського життя, о́суду марнославства і нагадування про кару за прижиттєві гріхи. Біблійних святих не було, а ідею марноти втілювали алегоричні предмети-знаки: годинник, свічка — перебіг часу, людський череп — нагадування про смерть, музичні інструменти — короткочасність насолод та ін.
Череп — давній предмет як нагадування про смерть. Він часто з'являється поряд зі святими або в сценах каяття (Тіціан «Каяття Марії Магдалини», Хосе де Рібера «Святий Єронім», офорт, Ель Греко «Святий Франциск»). У натюрмортах «ванітас» череп урівнений з іншими предметами, але надає натюрморту серйозного, філософського настрою, що підкорює йому й інші речі. Особливе поширення натюрморти теми «ванітас» мали в Нідерландах 16 століття і Голландії 17-го.
У 20 столітті череп повернули в натюрморт. Але формалістичні пошуки, деформації, надмірність у спробах художників бути новаторами позбавили ці натюрморти філософського змісту. А самі натюрморти зовсім не сприймаються як давні «ванітас» західноєвропейських майстрів 16-17 століть навіть в творах Пікассо («Натюрморт з черепом», 1907, Ермітаж, Петербург). Це порожня оболонка без давнього змісту, насиченого роздумами над світом і своїм місцем в ньому.

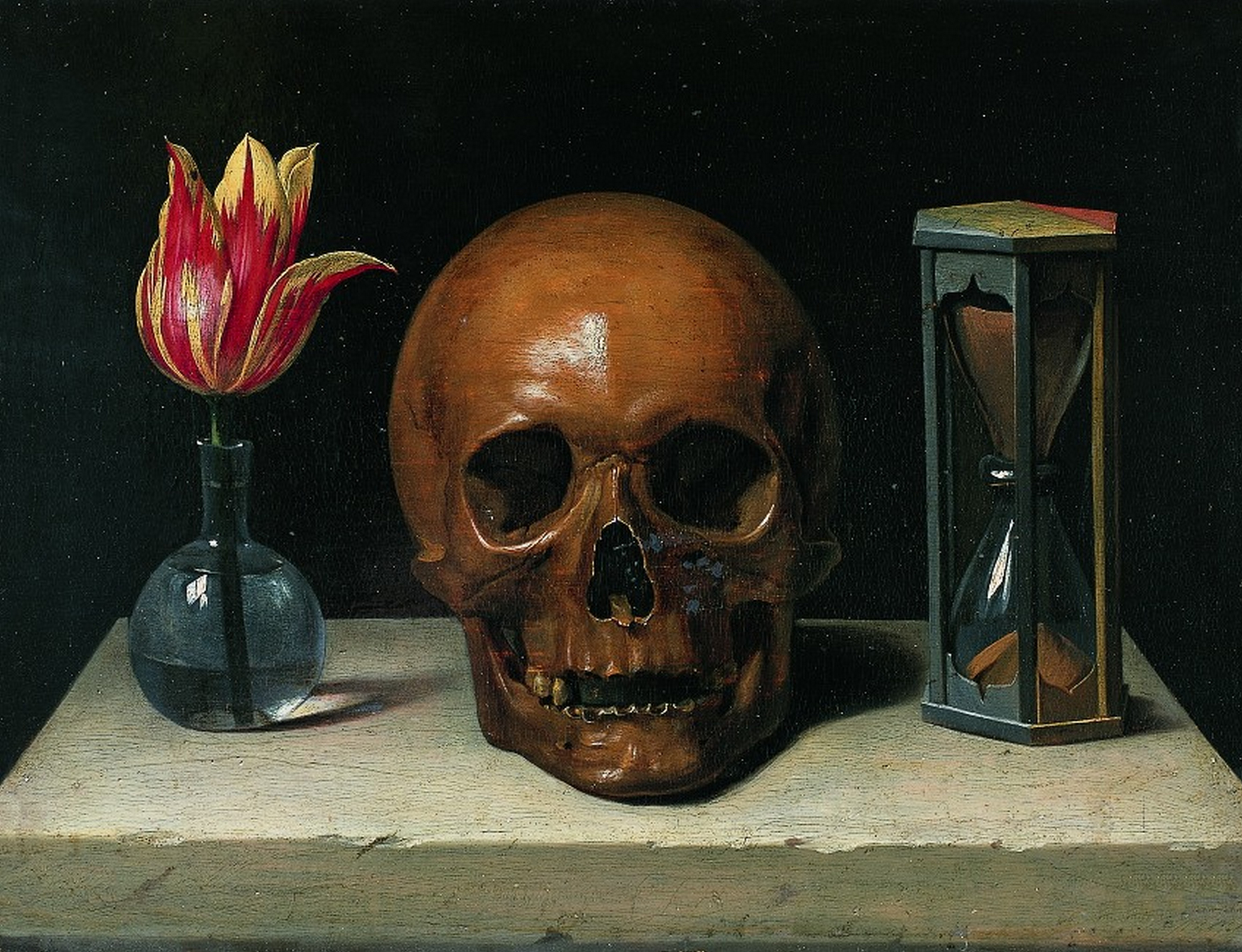
Філіп де Шампень, Франція, Ванітас
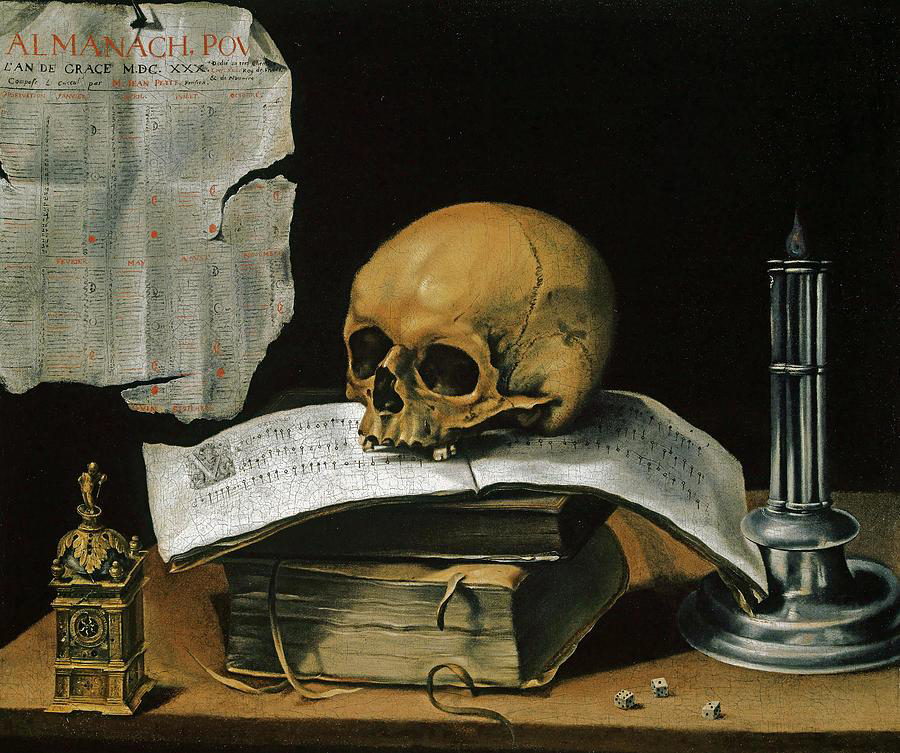
Себастьян Штоскопф. Ванітас. 1630, Художній музей. Базель
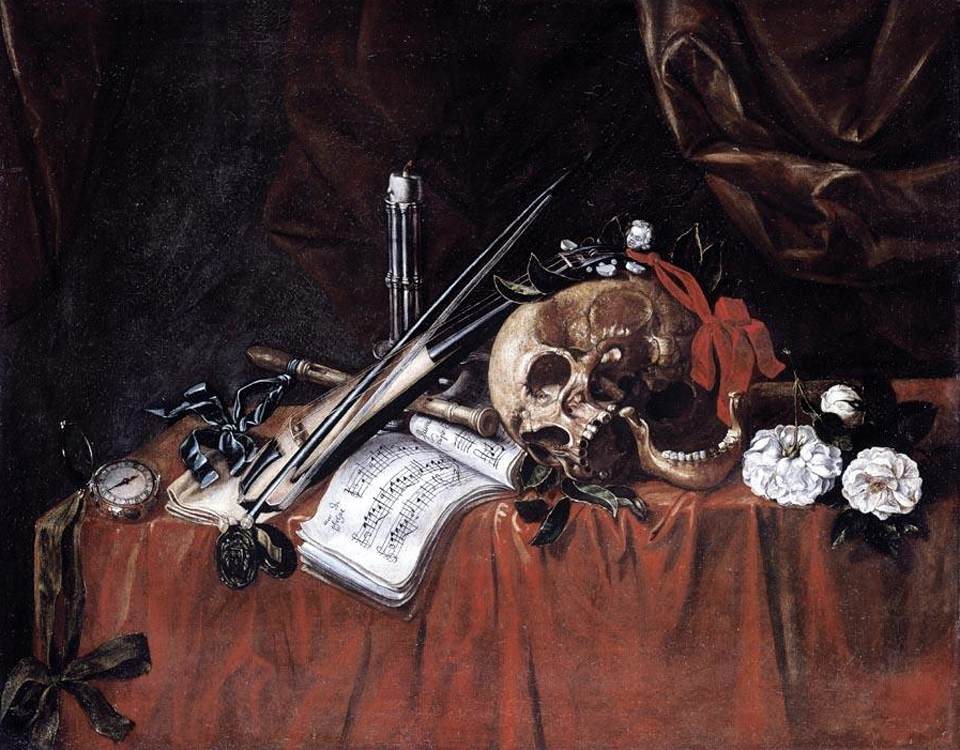
Симон Ренерд де Сент-Андре (1613-1677), Франція. «Марнота марнот», перша половина 17 ст., приватна збірка.
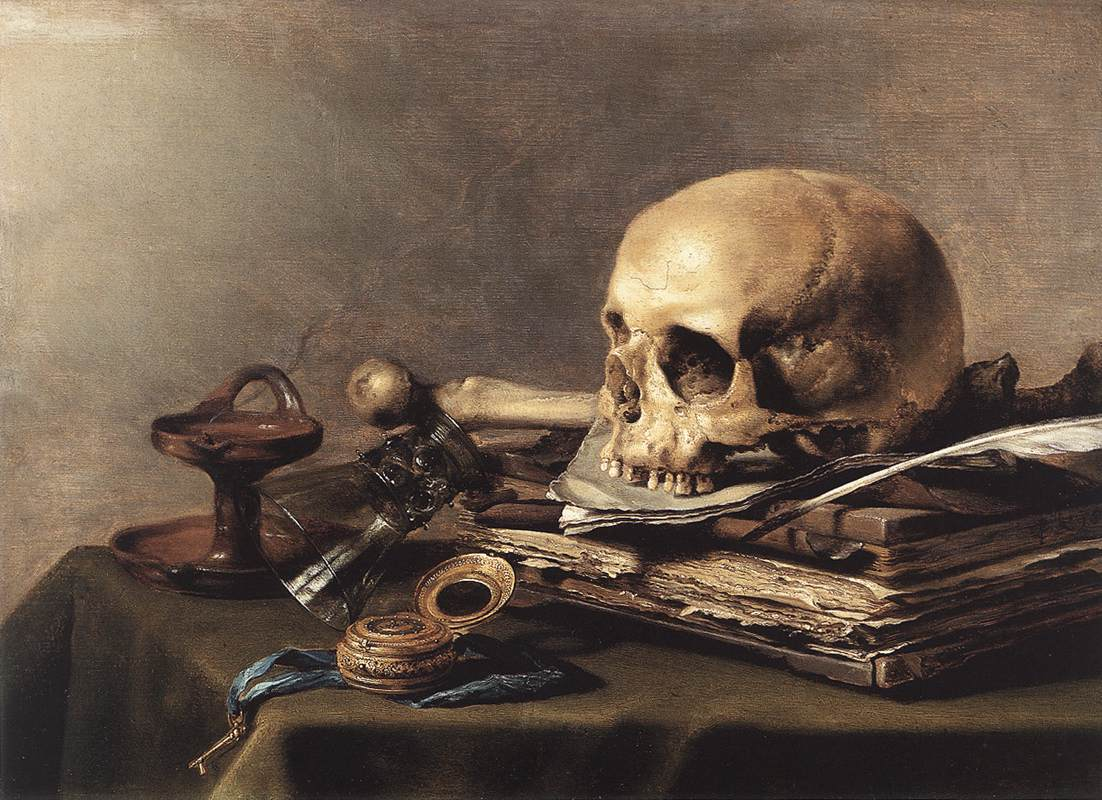
Пітер Клас. «Ванітас». 1640, Мауріцгейс, Гаага

## Музичні інструменти Баскеніса (Італія)

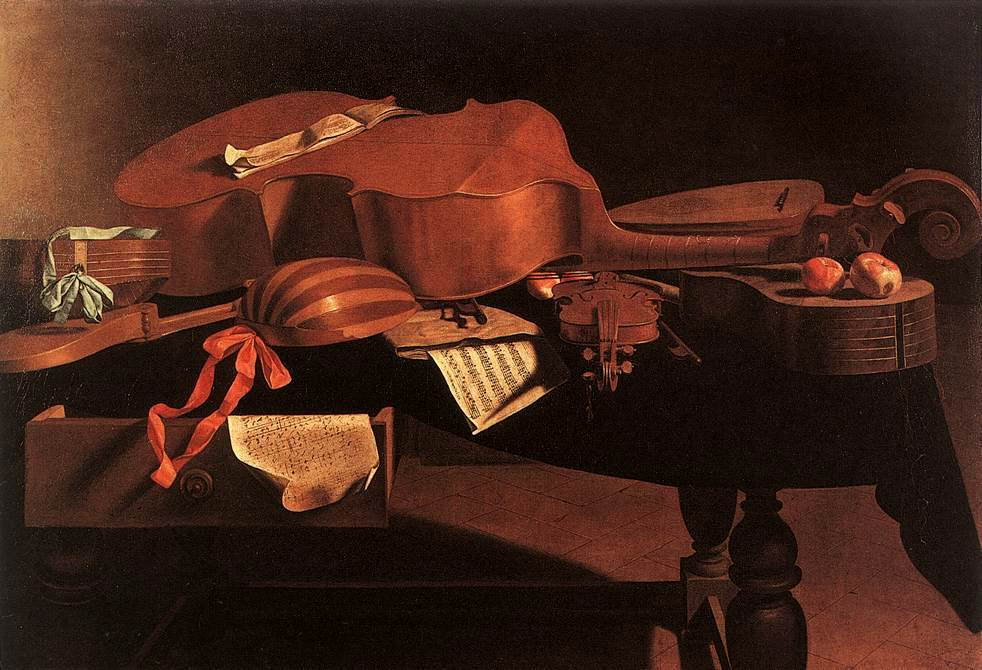
Еварісто Баскеніс, «Музичні інструменти», Брюссель

Без усякого зв'язку з темою «Ванітас» (марнота) робив свої натюрморти з музичними інструментами художник Еварісто Баскеніс (1617—1677). В Італії 17 року набуває розквіту музика доби бароко, виникають оркестри, що використовують декілька інструментів. Поширюється використання інструментів у зв'язку з розвитком як інструментальної музики бароко, так і опери, що виникла наприкінці 16 ст. В Італії з повагою ставились до майстрів музичних інструментів, а слава Аматі, Гварнері дель Джезу, Страдіварі сягнула кордонів Іспанії і берегів Англії.
У Баскеніса з'явилися і свої послідовники (Бартоломео і Бонавентура Беттера).

## Натюрморти художників Італії

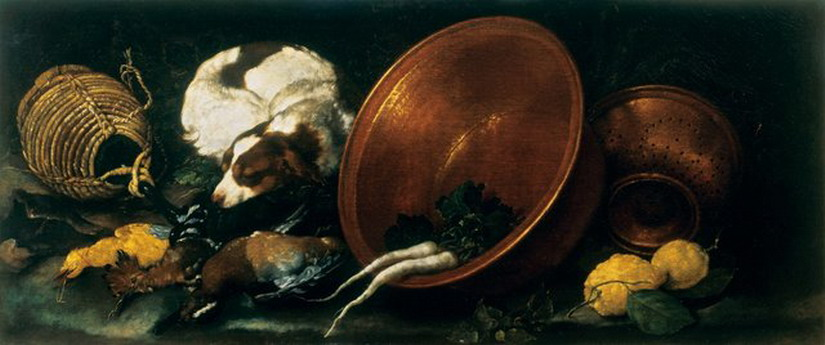
Бартоломео Гвідобоно. «Натюрморт з кухонними посудом, дичиною та сплячим собакою»
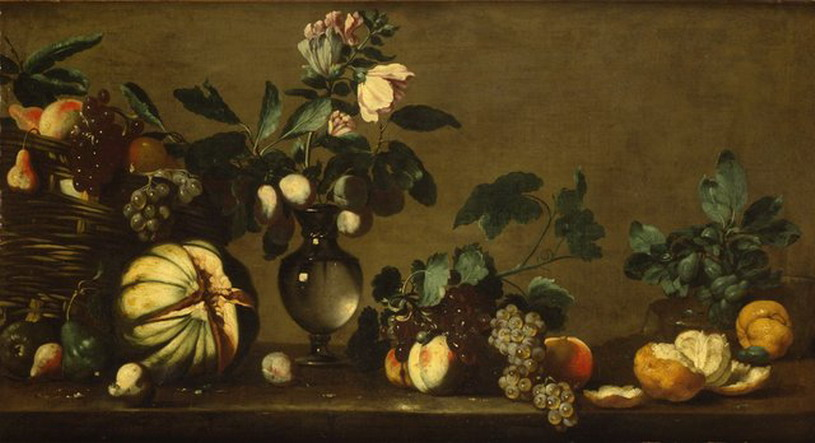
Бернардо Строцці. «Натюрморт з квітами в вазі, кошиком з фруктами і виноградом»
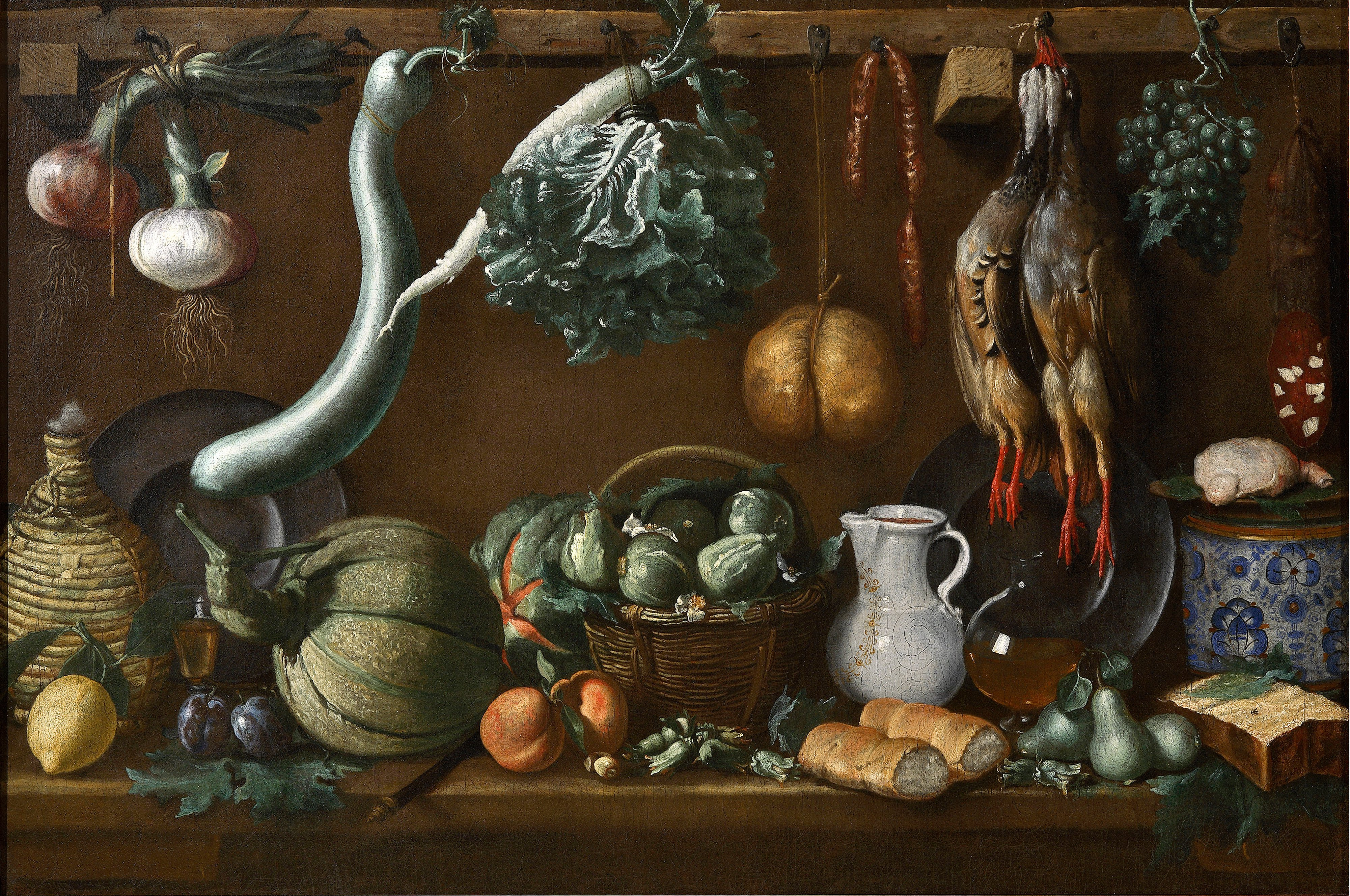
Якопо да Емполі, натюрморт
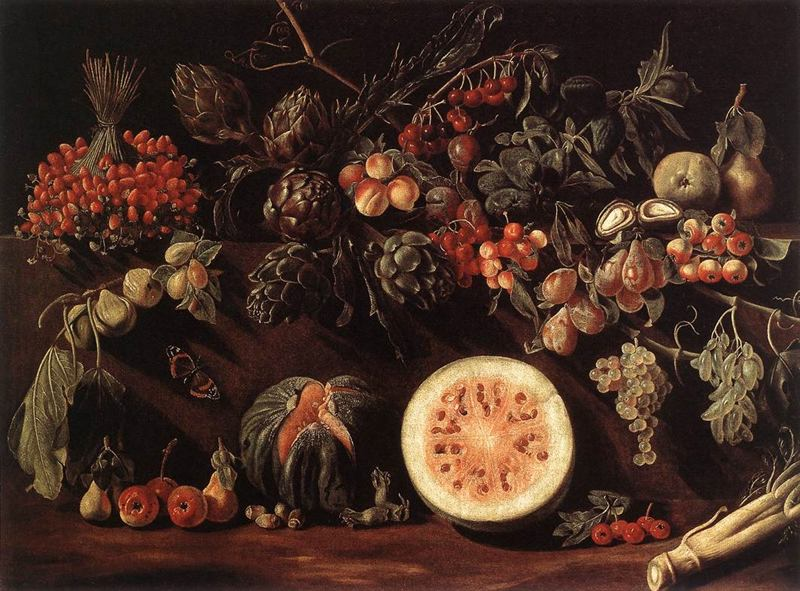
П'єтро Паоло Бонці (1576—1636). «Натюрморт з овочами і фруктами», бл. 1620, приватна збірка
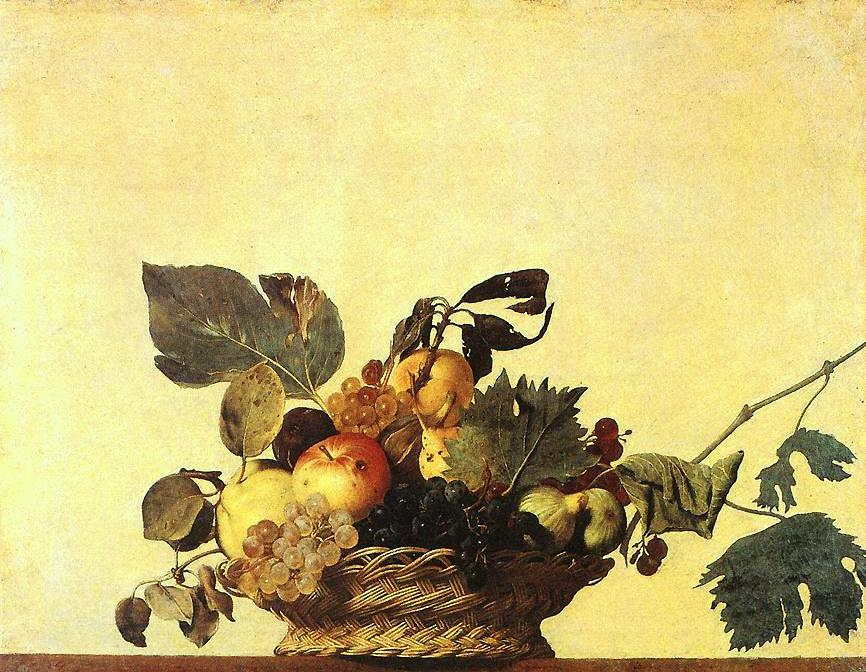
Караваджо. «Кошик з фруктами», Пінакотека Амброзіана, Мілан.
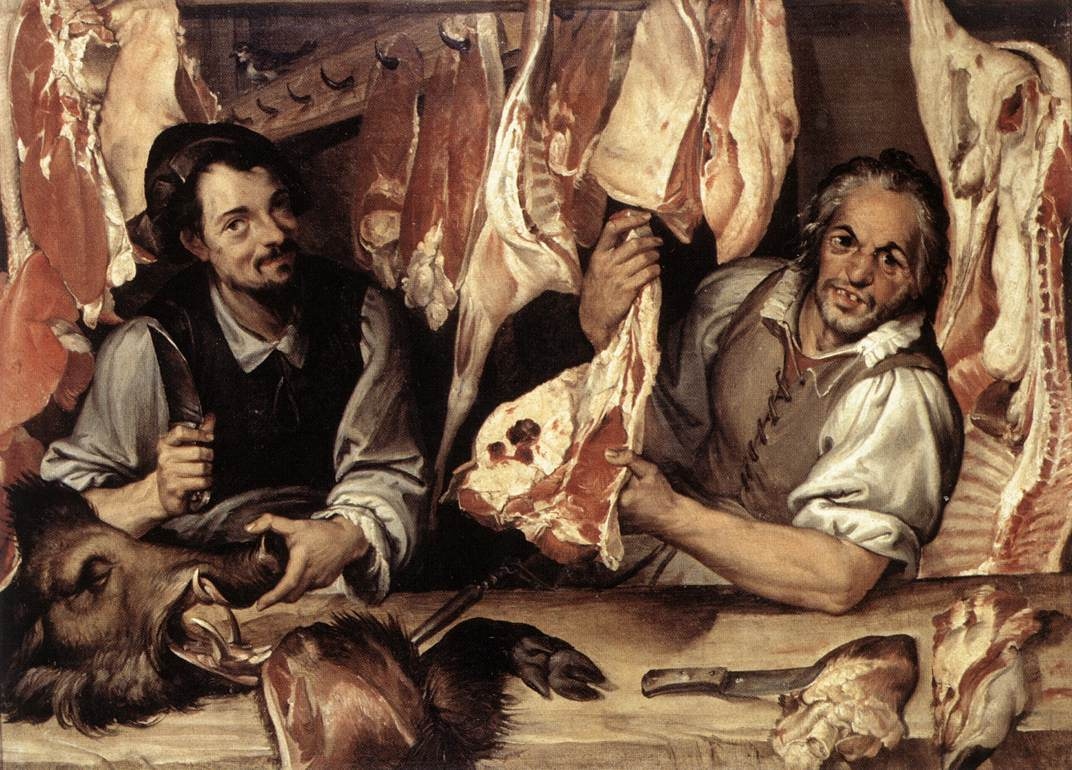
Бартоломео Пассаротті, «Продавці в м'ясній крамниці». Національна галерея старовинного мистецтва, Рим.
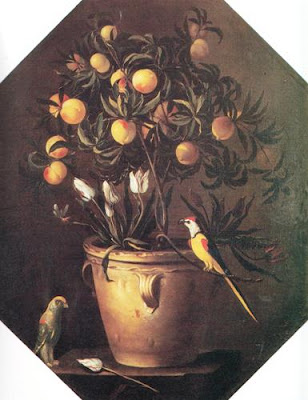
Лука Форте. «Персикове дерево і папуги», до 1650 р.
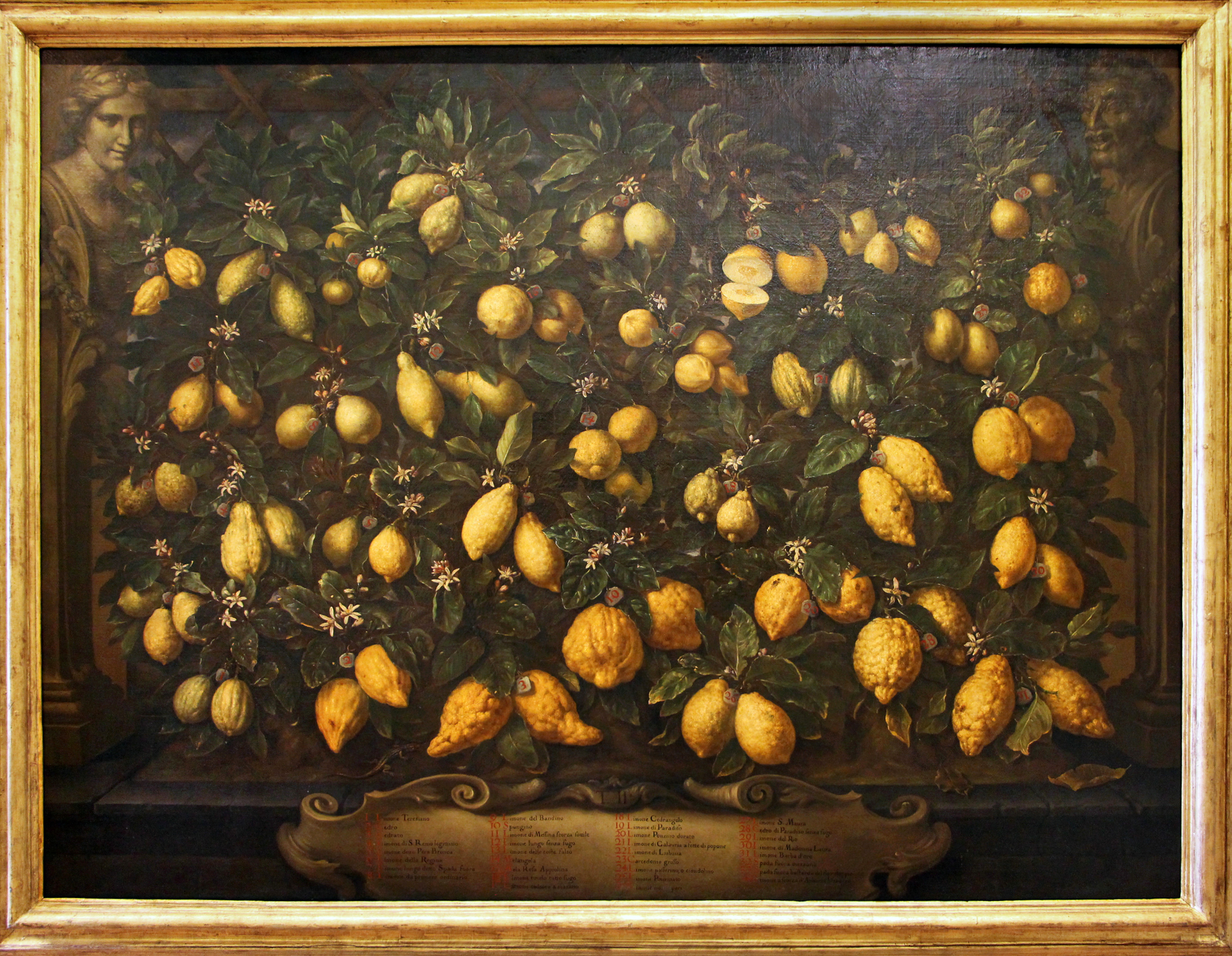
Бартоломео Бімбі. «Цитрини та лимони», Музей натюрмортів, Флоренція.
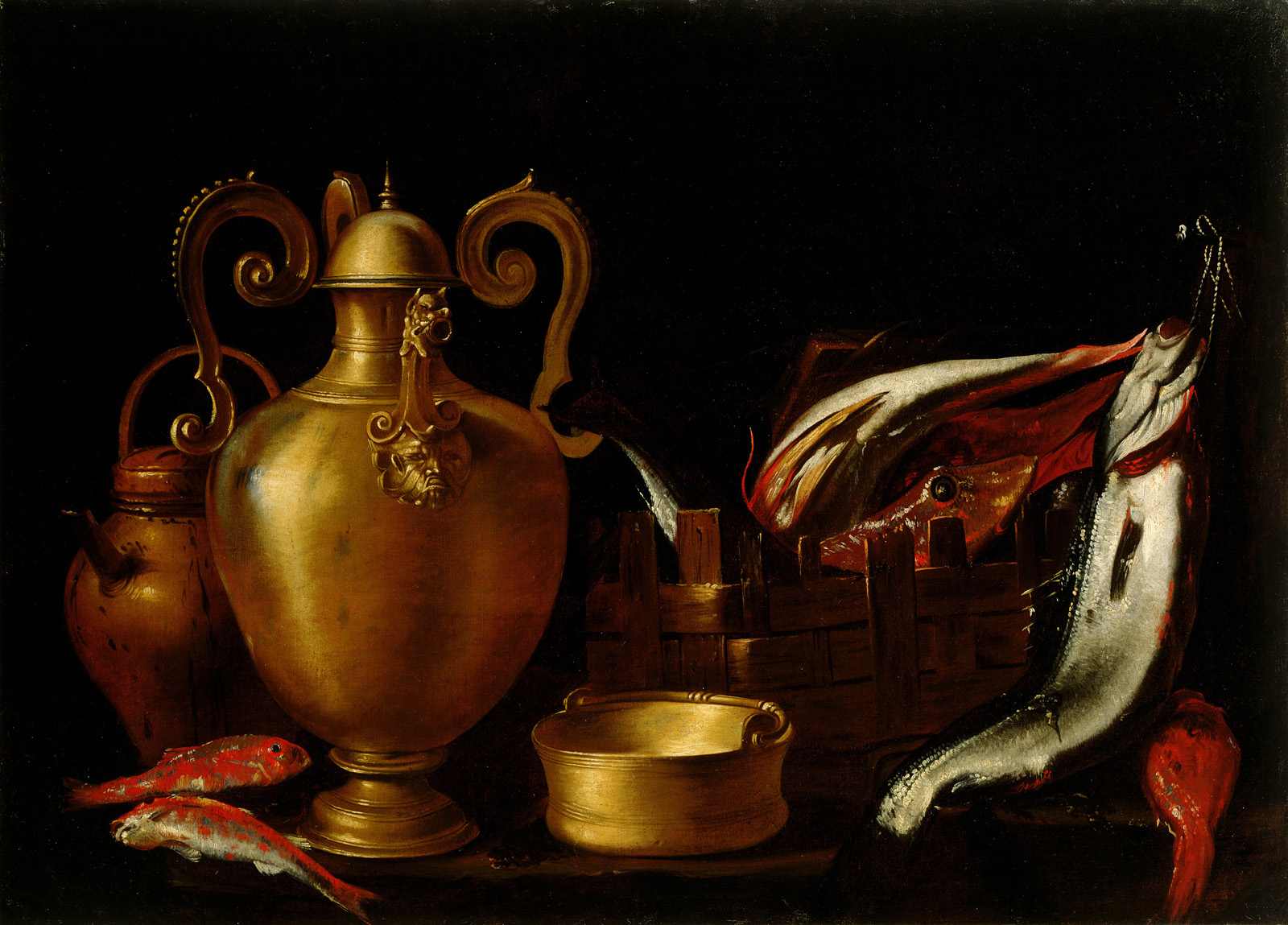
Джузеппе Рекко, «Посуд і риба», Національна галерея Словенії.
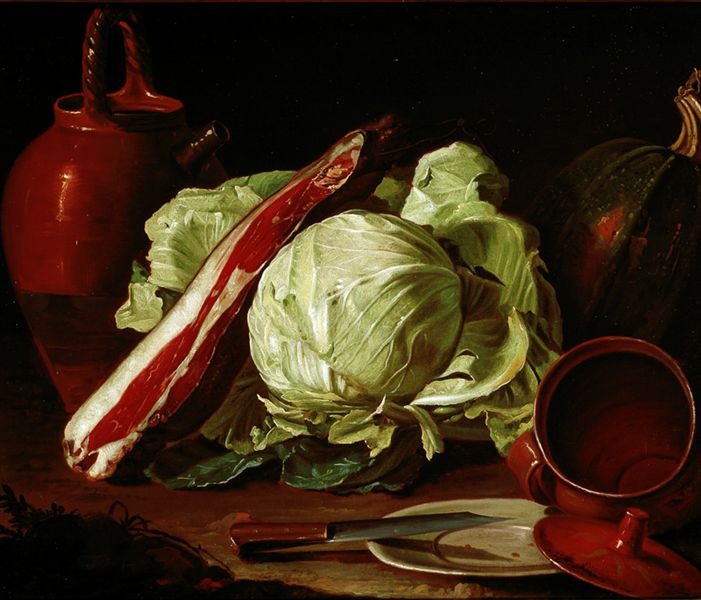
Крістофоро Мунарі, «Натюрморт з керамічним посудом, гарбузом та капустою». Фонд Манодорі, Реджо Емілія.
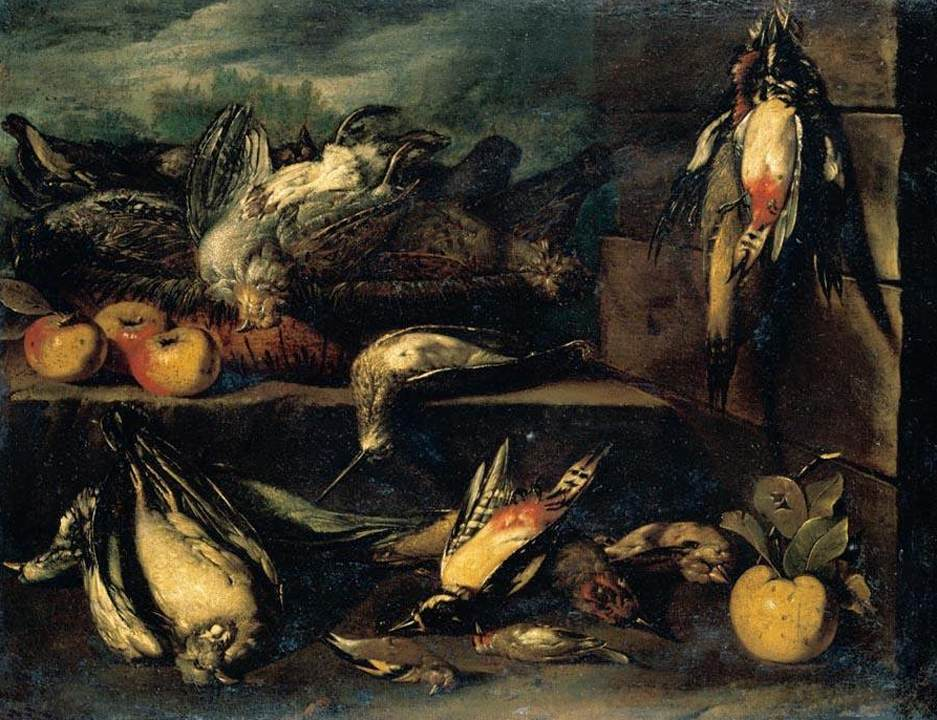
Томмазо Саліні, «Мисливські трофеї і фрукти», приватн. збірка
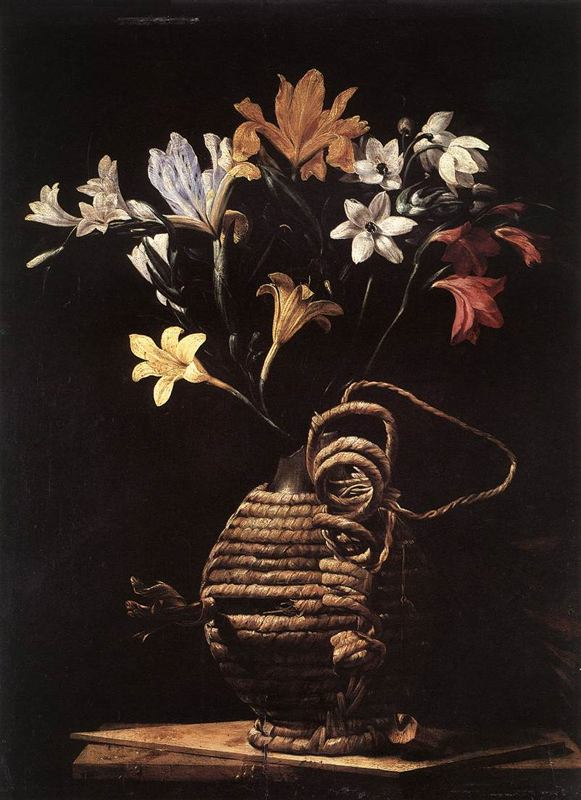
Томмазо Саліні або Ніколо Реньєрі, «Квіти», 1645 р., Форлі.
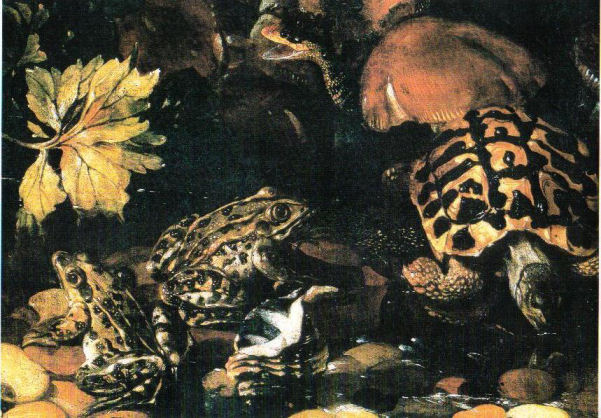
Худ.Паоло Порпора. Музей Каподімонте
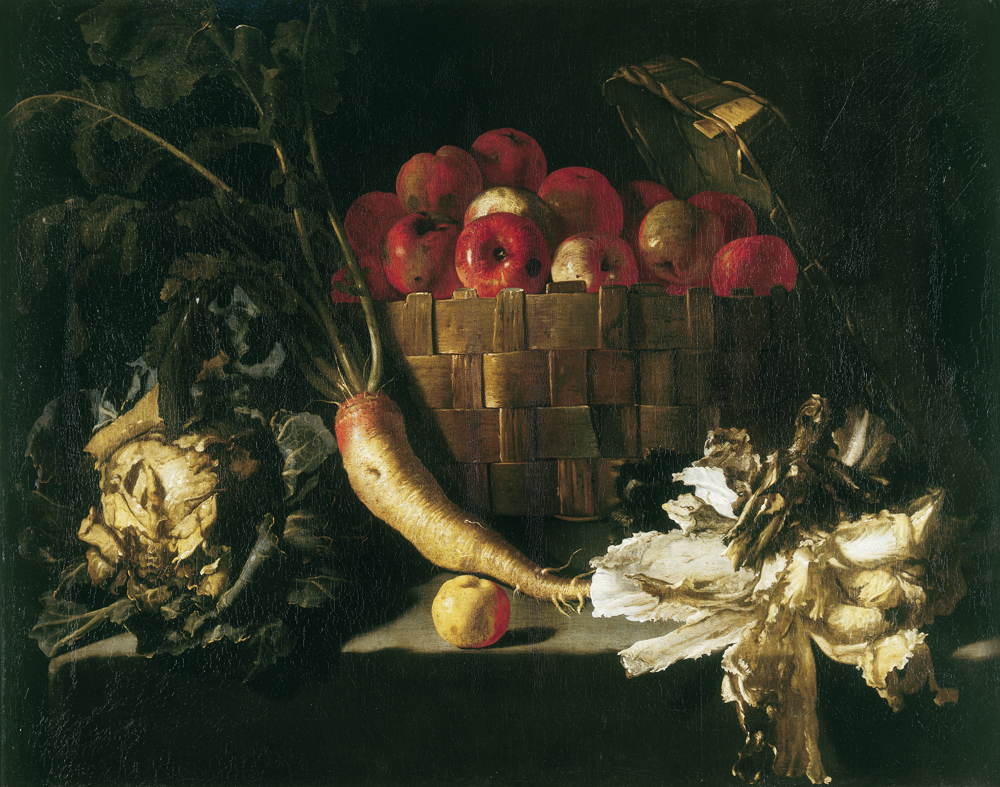
Рекко Джованні Баттіста, «Натюрморт з яблуками і овочами»
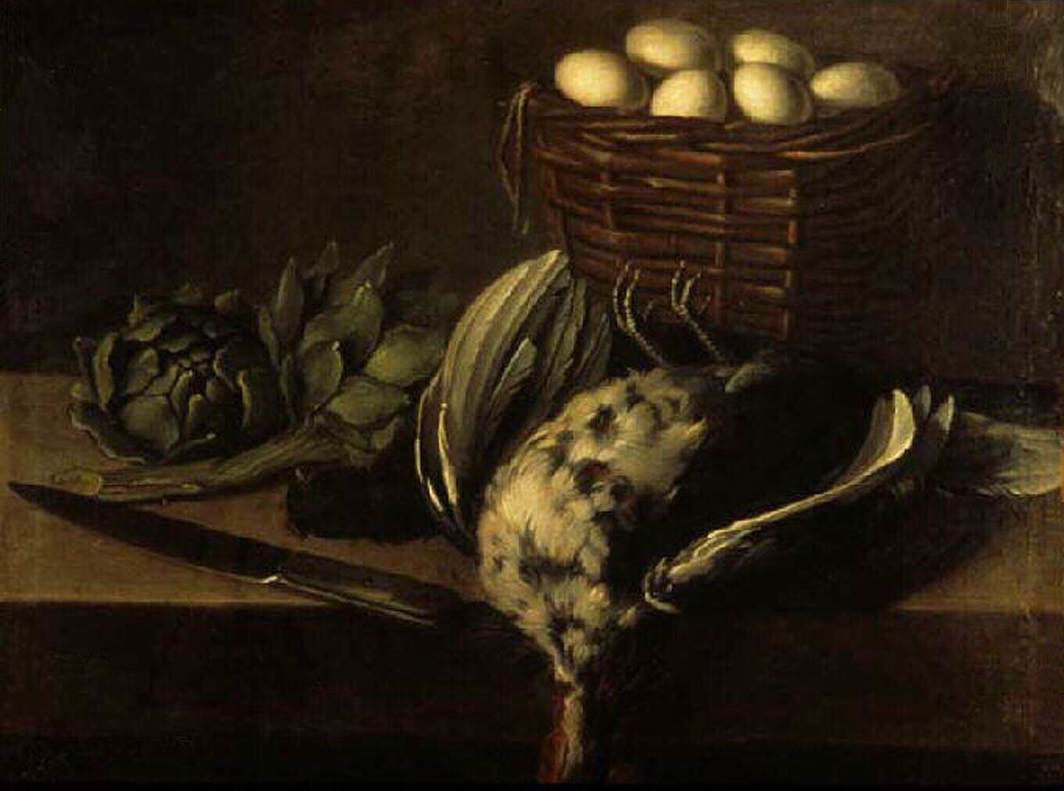
Карло Маджині,«Артишок, дичина і яйця в плетеному кошику »
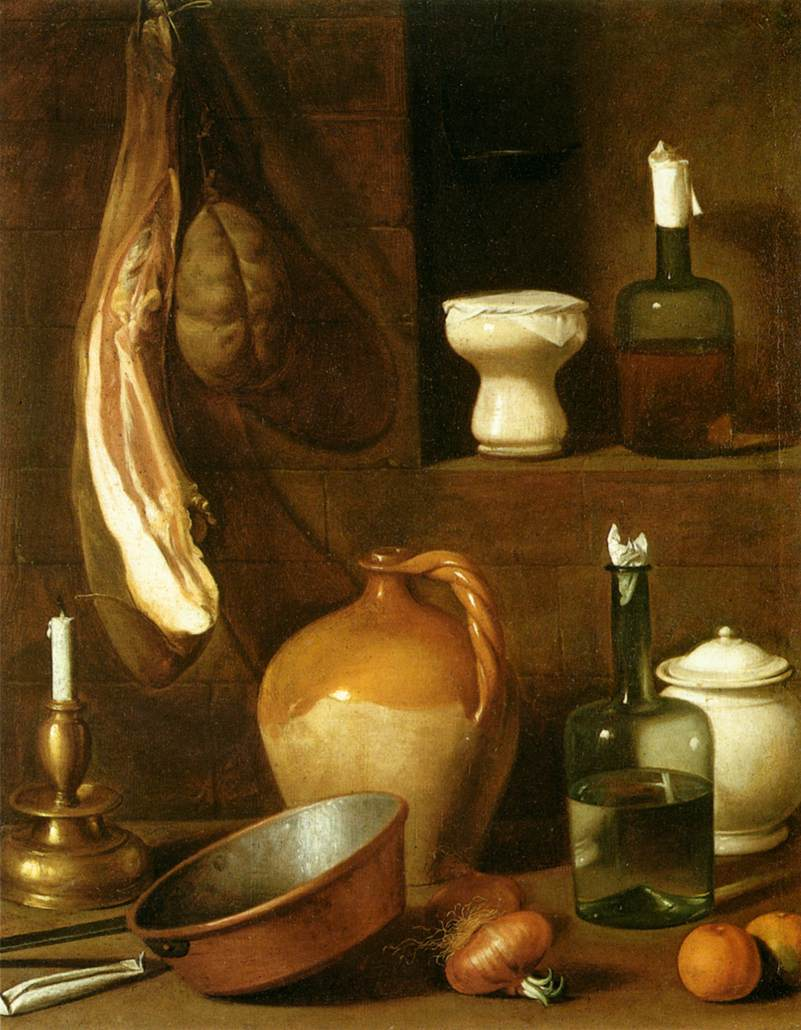
Карло Маджині, «Шинка, цибуля і посуд», приватна збірка
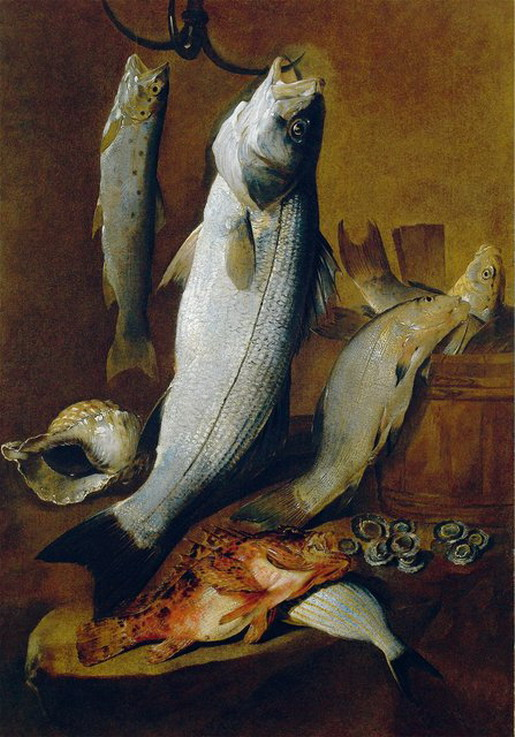
Джованні Баттіста Руопполо. «Натюрморт з рибою і морською мушлею»
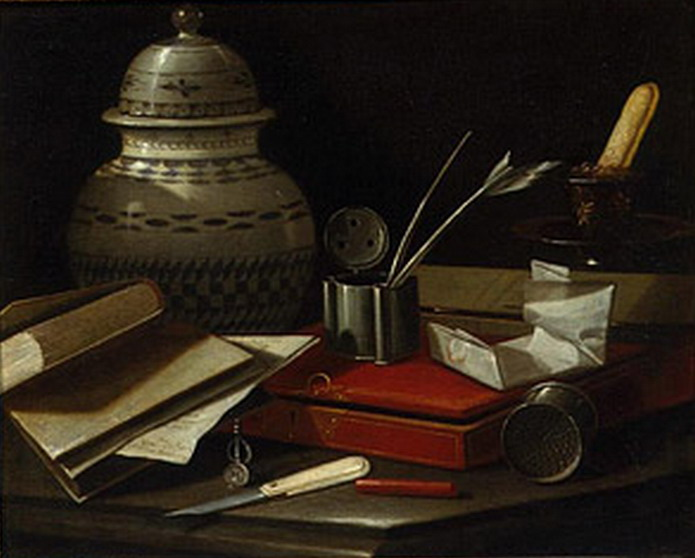
Крістофоро Мунарі. «Письмові прилади».

## Фламандський натюрморт 17 століття, доба бароко

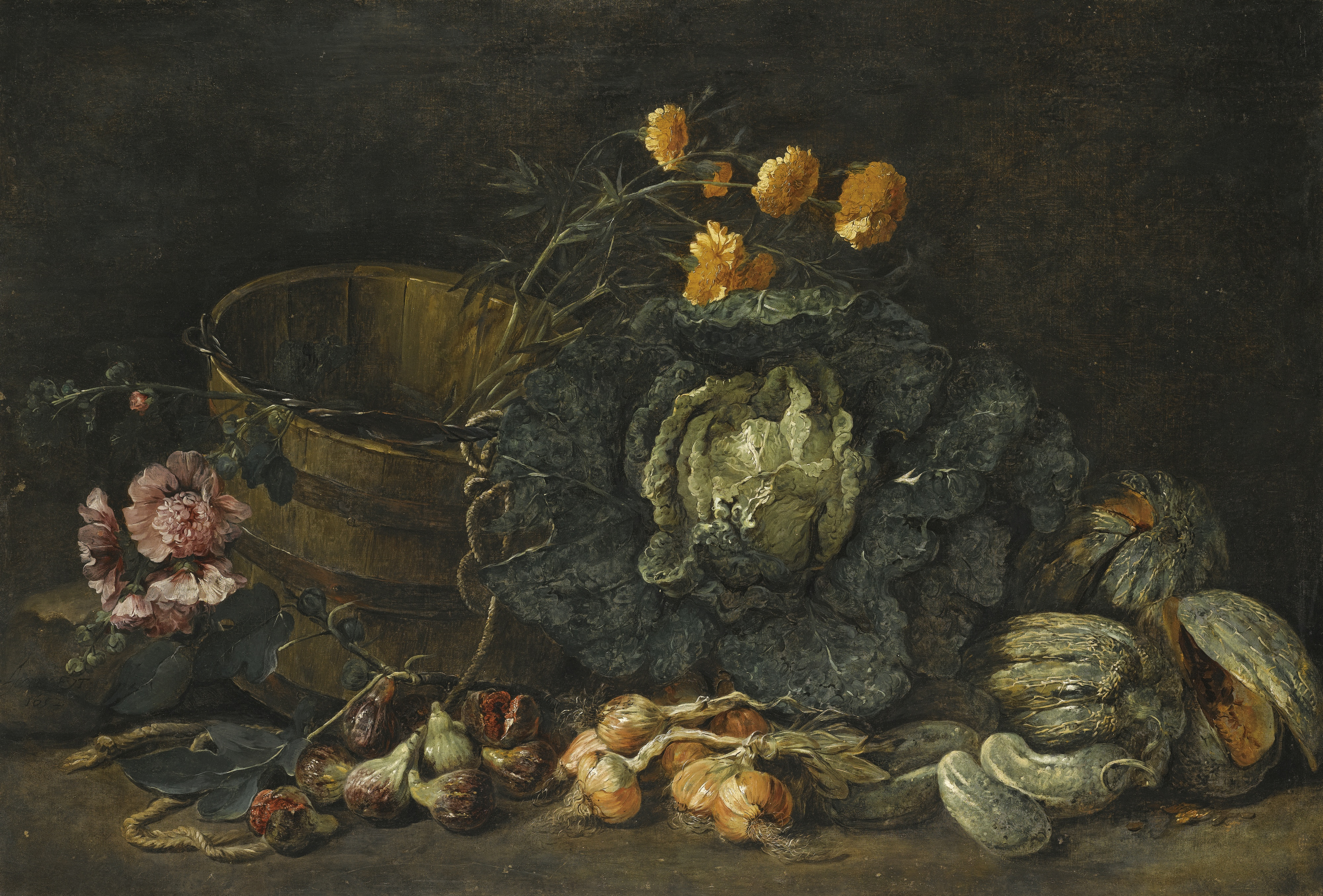
Ян Фейт (1611—1661). «Дерев'яна цеберка і овочі»
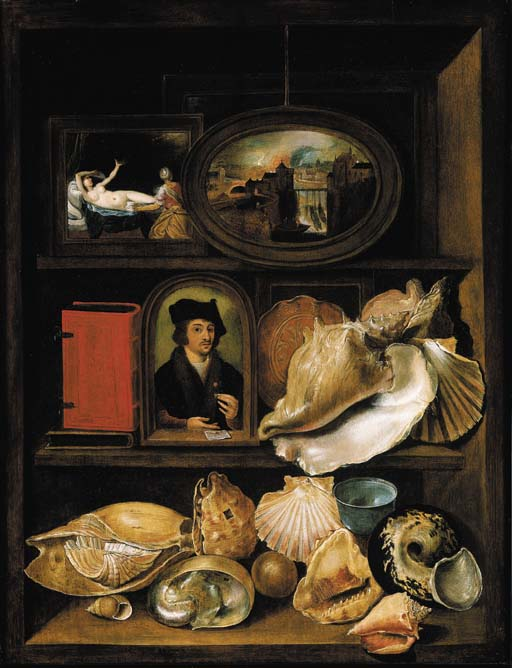
Ієронімус Франкен молодший (Антверпен 1578-1623), «Кабінетна поличка ї мініатюрним живописом, книгою та мушлями», Сотбі. 2001
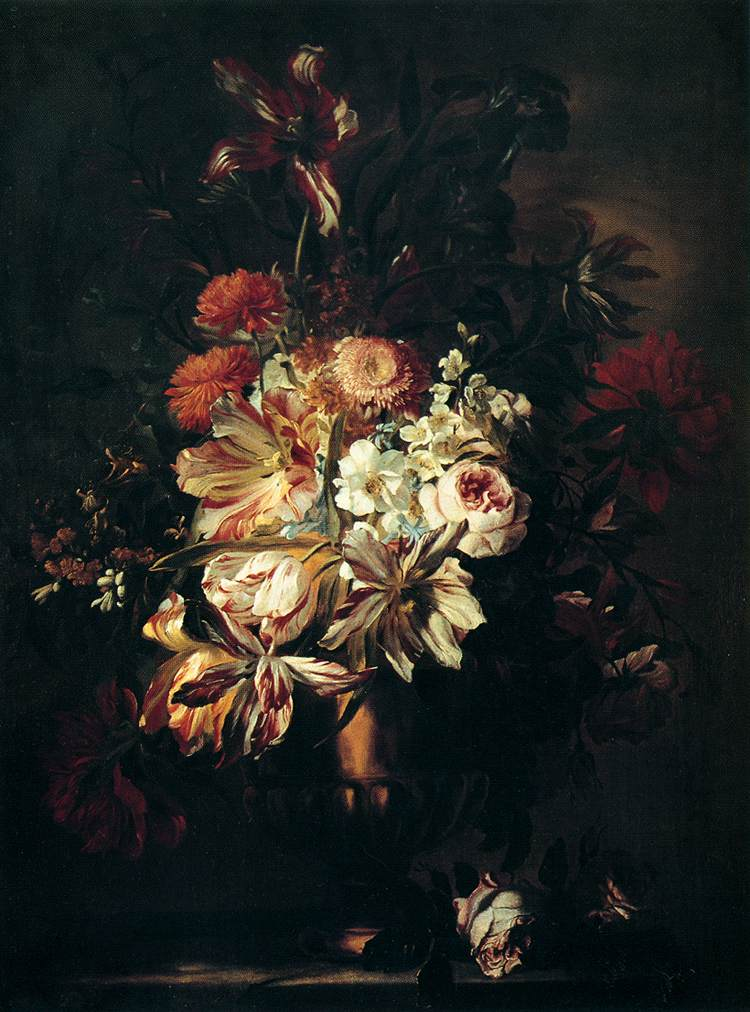
Абрахам Брейгель. «Натюрморт з квітами на стільниці», 1670 р.
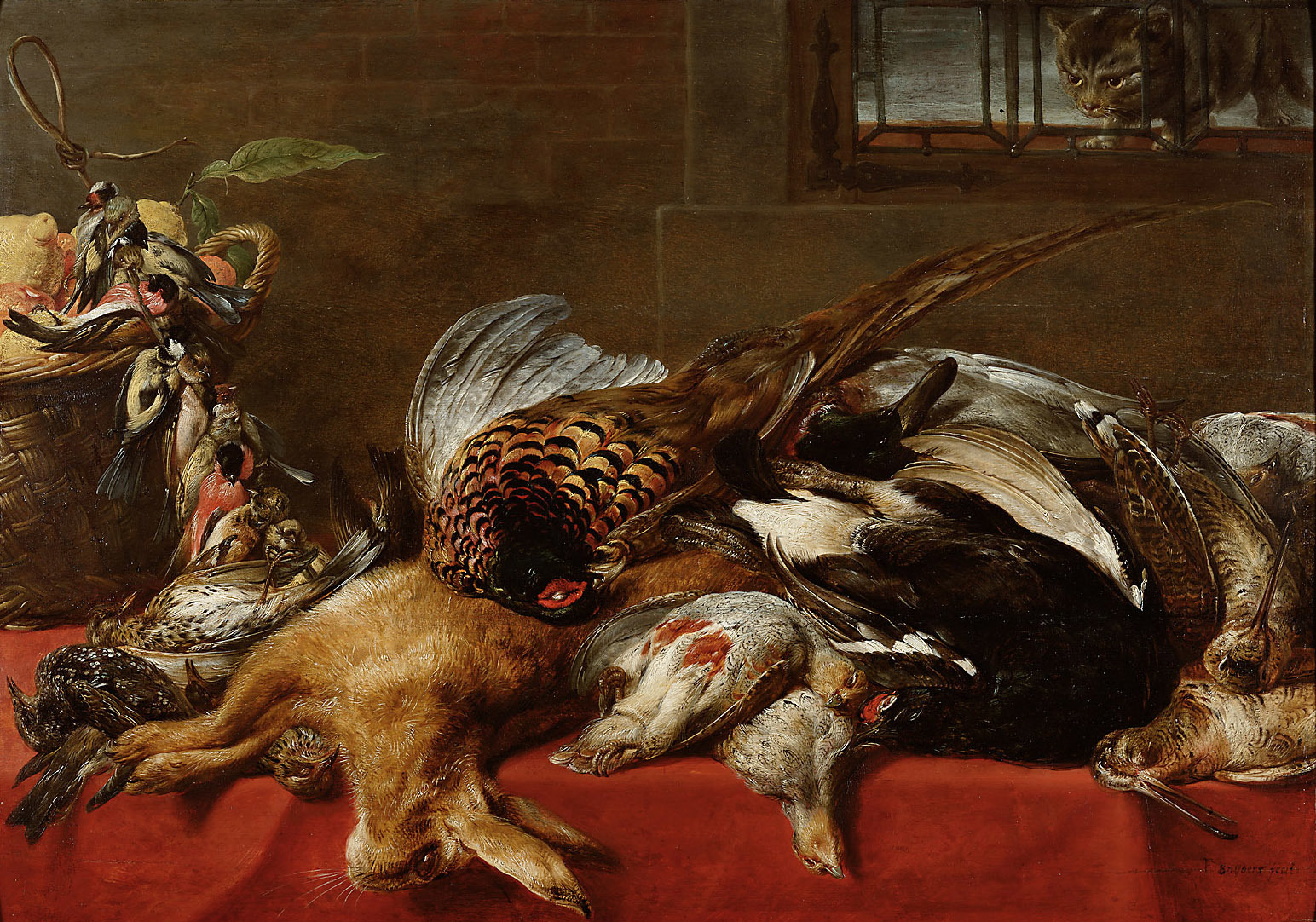
Франс Снейдерс. «Мисливський натюрморт», до 1650 р.
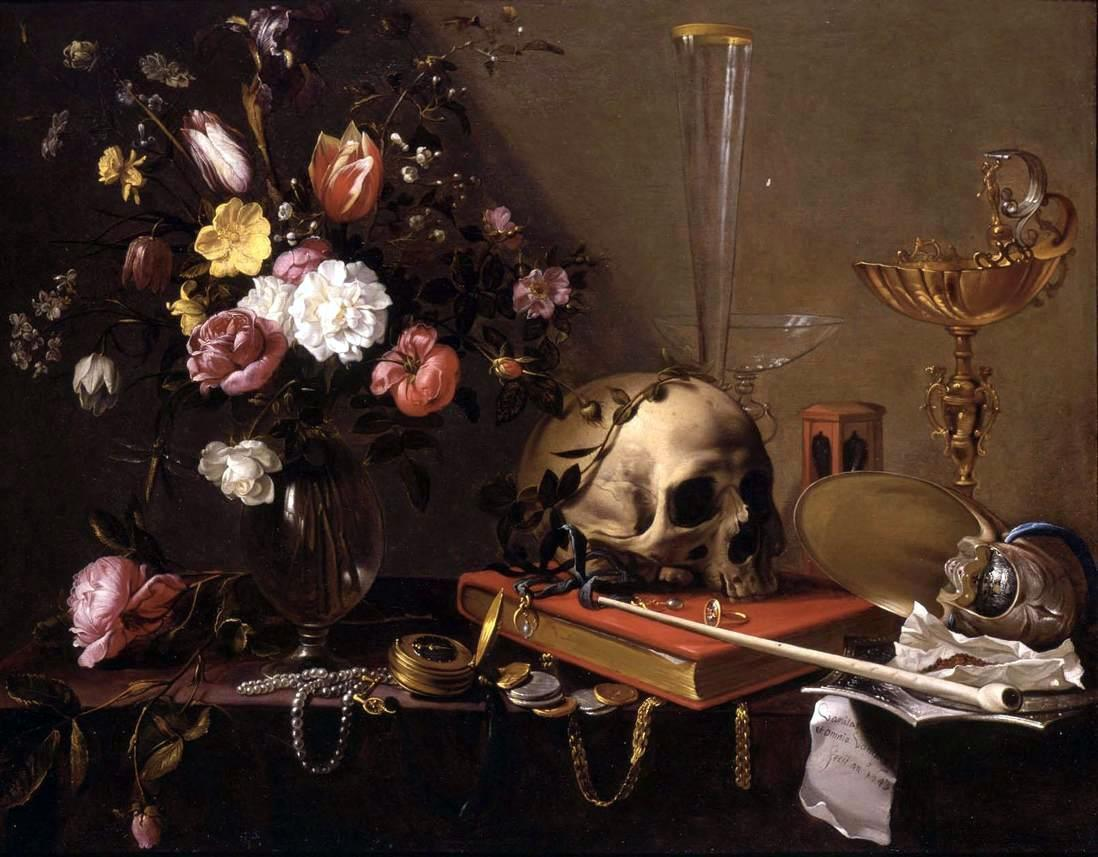
Адріан ван Утрехт. «Квіти, череп та посуд», або «Марнота марнот»
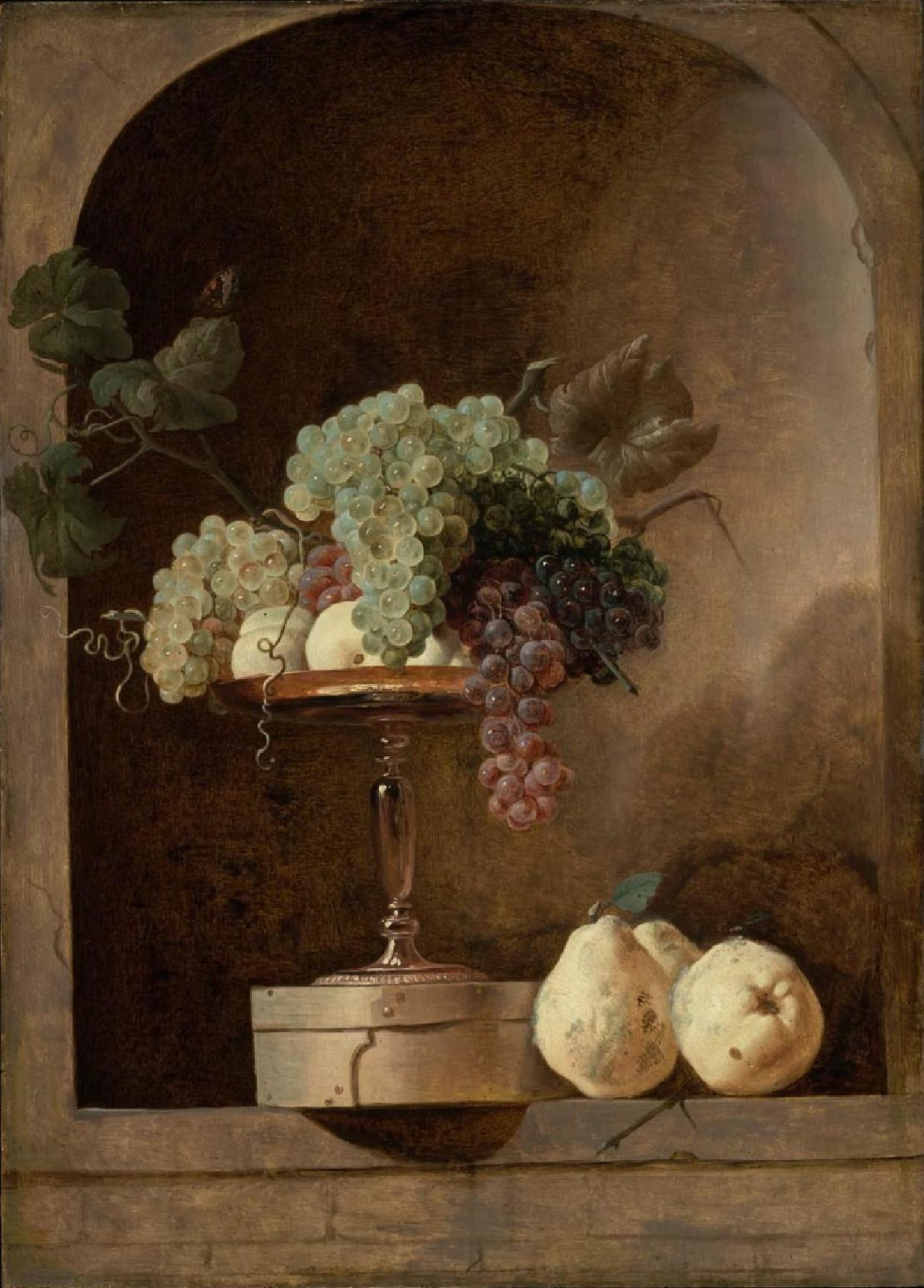
Франс Снейдерс. «Фрукти в скляній вазі у ніші»

## Натюрморти майстрів Іспанії
Іспанських натюрмортів дуже мало, а поціновують їх дуже високо. Іспанія довго утримувала Нідерланди у межах своєї колоніальної імперії. Звідси вивозили усе цінне. Крім грошей у перелік цінних речей увійшли ще килими — гобелени або арраси та картини. А саме в мистецтві майстрів Нідерландів вперше з'являється натюрморт олійними фарбами. Ганс Мемлінг (1433—1494) виконав на дубовій дошці портрет молодого замовника. А на звороті намалював горщик з квітами на перському килимі. Це чистий натюрморт (Музей Тиссена-Борнемісса).
Перські килими та квіти стануть класичними речами натюрмортів від Мемлінга до італійця Руопполі (1620—1685). Належне перським килимам чи квітам віддадуть і Ян Вермер з Дельфту, і Руопполі, і Ніколо Реньєрі. Саме горщик з квітами намалював у своєму «Натюрморті» іспанець Хуан де Арельяно (Смоленськ, Музей красних мистецтв ім. С.Коньонкова).
Іспанці підуть своїм шляхом і викинуть геть дріб'язки нідерландських манер. Франсіско де Сурбаран в своєму «Натюрморті з лимонами та апельсинами в кошику» 1633 р. покладе фрукти суворо і просто. І не пожалкує ніяких кольорів своєї палітри, аби всі побачили красу світу (Флоренція, збірка Контіні-Бонакоссі). Ще суворіше й простіше розмістив овочі в «Натюрморті з гарбузом» Хуан Санчес Котан. Одне яблуко, одна капустина, один гарбуз і одна його скибка, один огірок — от і весь сюжет. (м. Сан Дієго, США, Музей красних мистецтв).
Навіть Антоніо де Переда, що нагромаджує в натюрмортах речі, залишається їх шанувальником і співцем («Натюрморт з годинником», Москва).

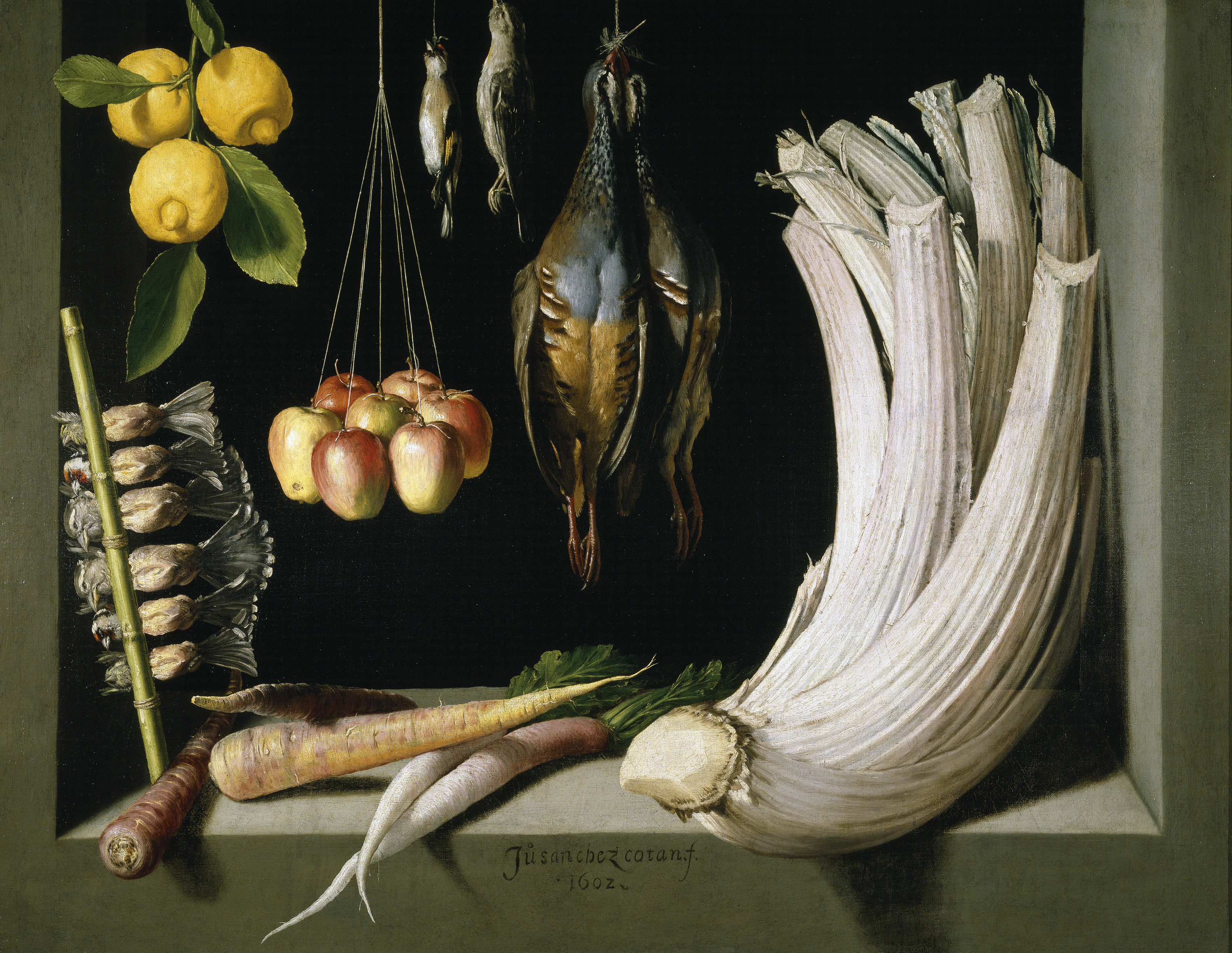
Хуан Санчес Котан, «Натюрморт з дичиною, овочами і фруктами», 1602, Музей Прадо, Мадрид
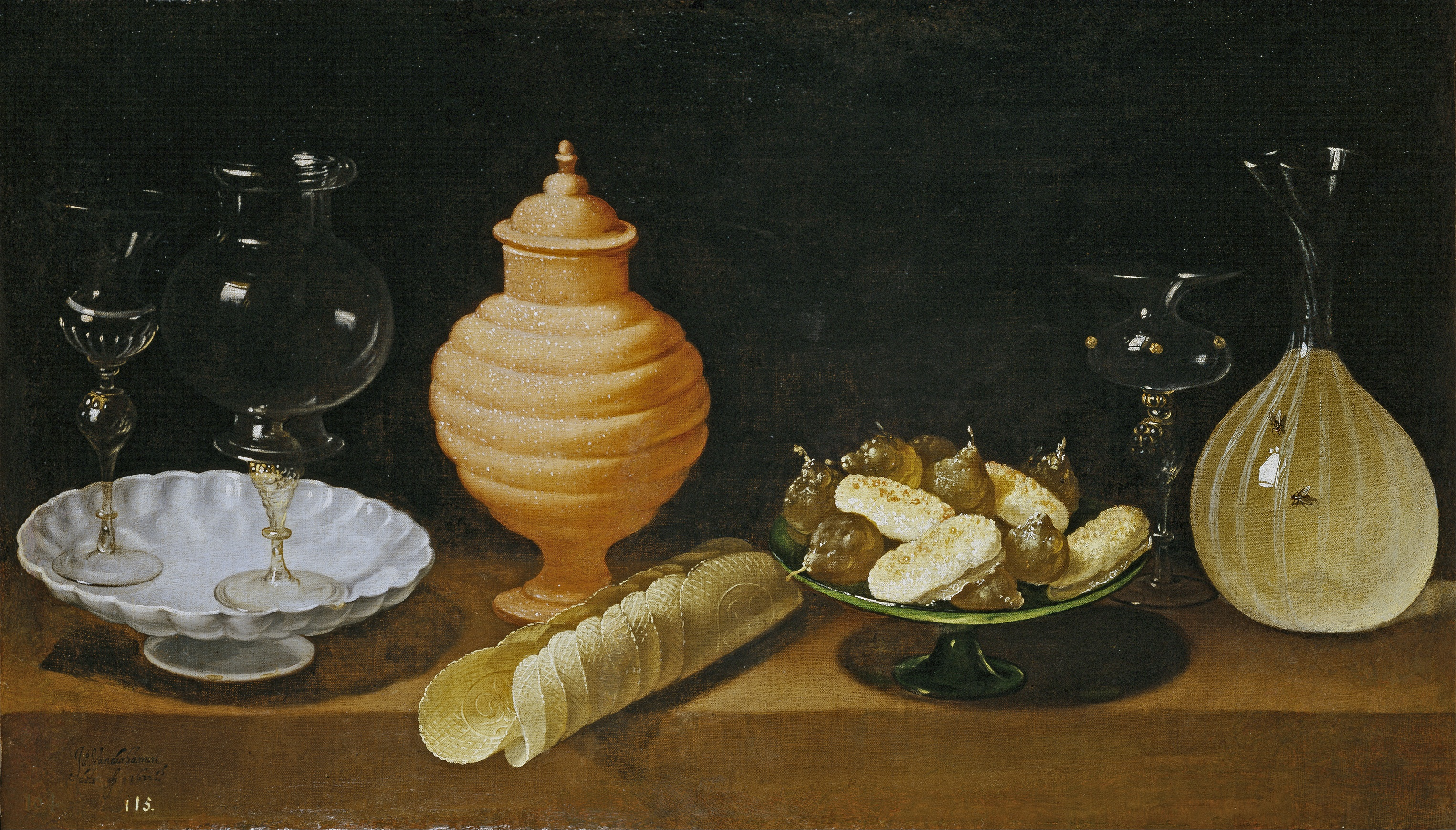
Хуан ван дер Амен, «Натюрморт із солодощами і скляними посудинами», 1622, Музей Прадо, Мадрид
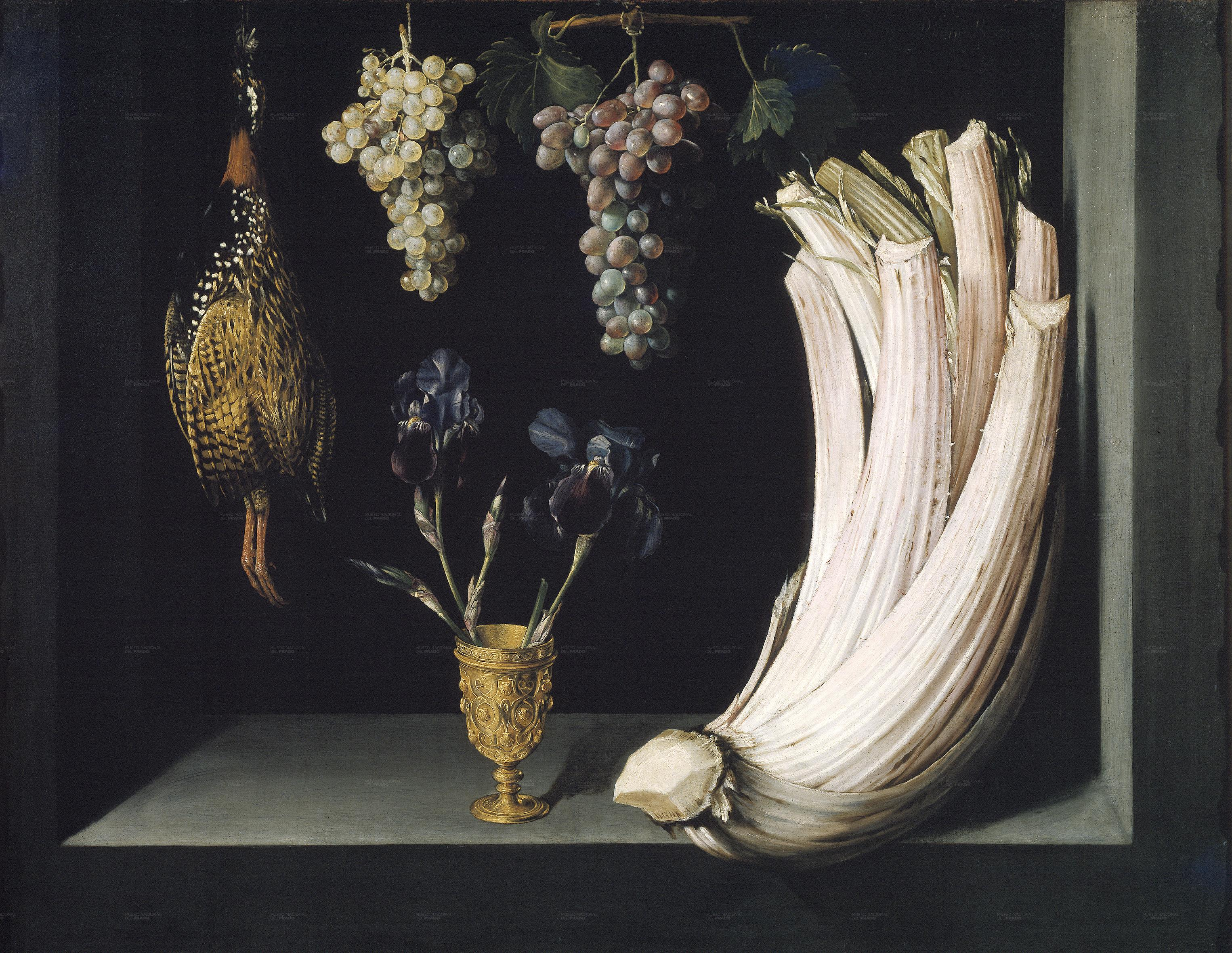
Феліпе Рамірес, «Натюрморт з артишоком, турачом, виноградом і ліліями», 1628, Музей Прадо, Мадрид
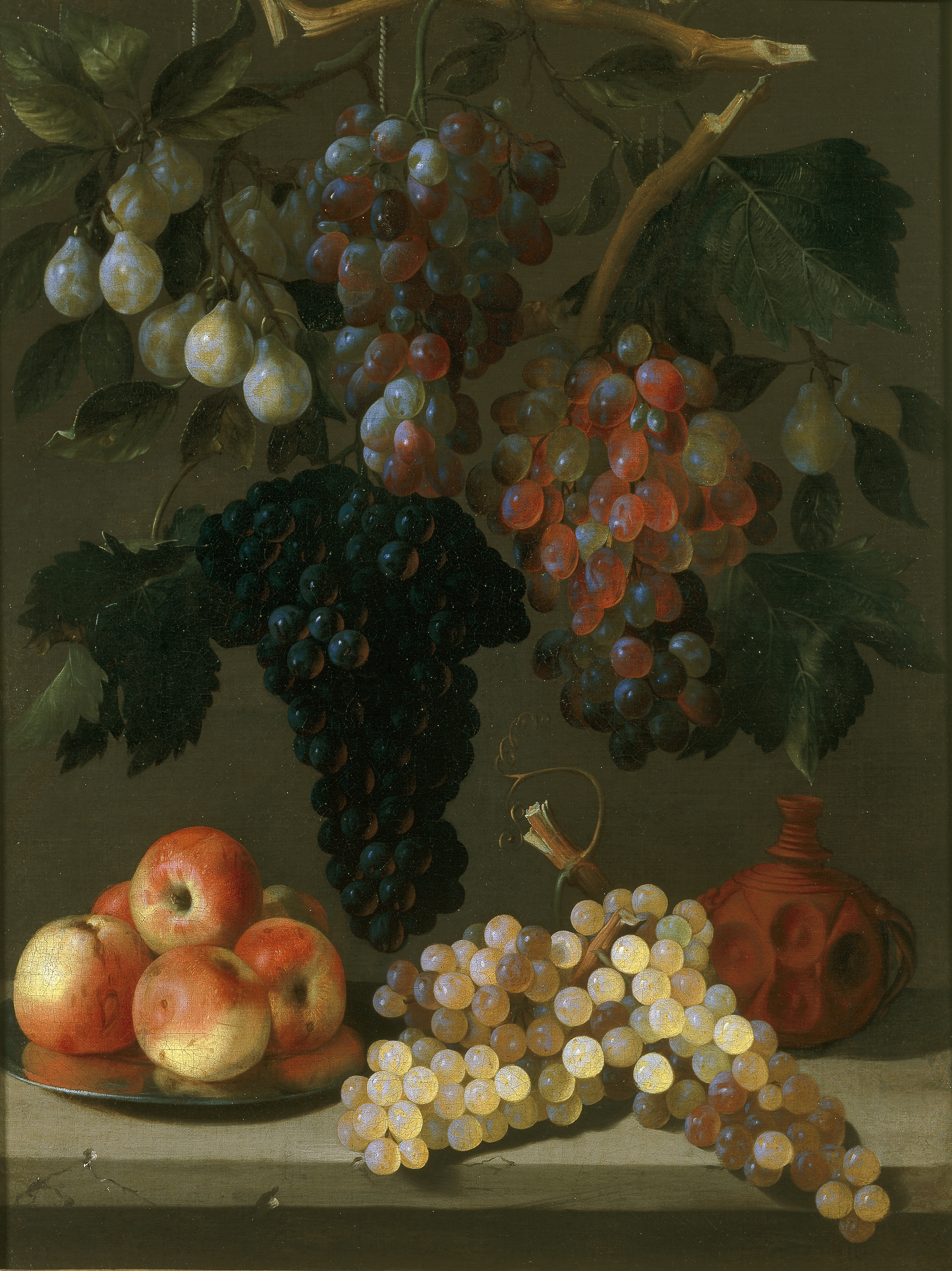
Хуан де Еспіноса, «Натюрморт з яблуками, сливами, виноградом і грушами», бл. 1630, Музей Прадо, Мадрид
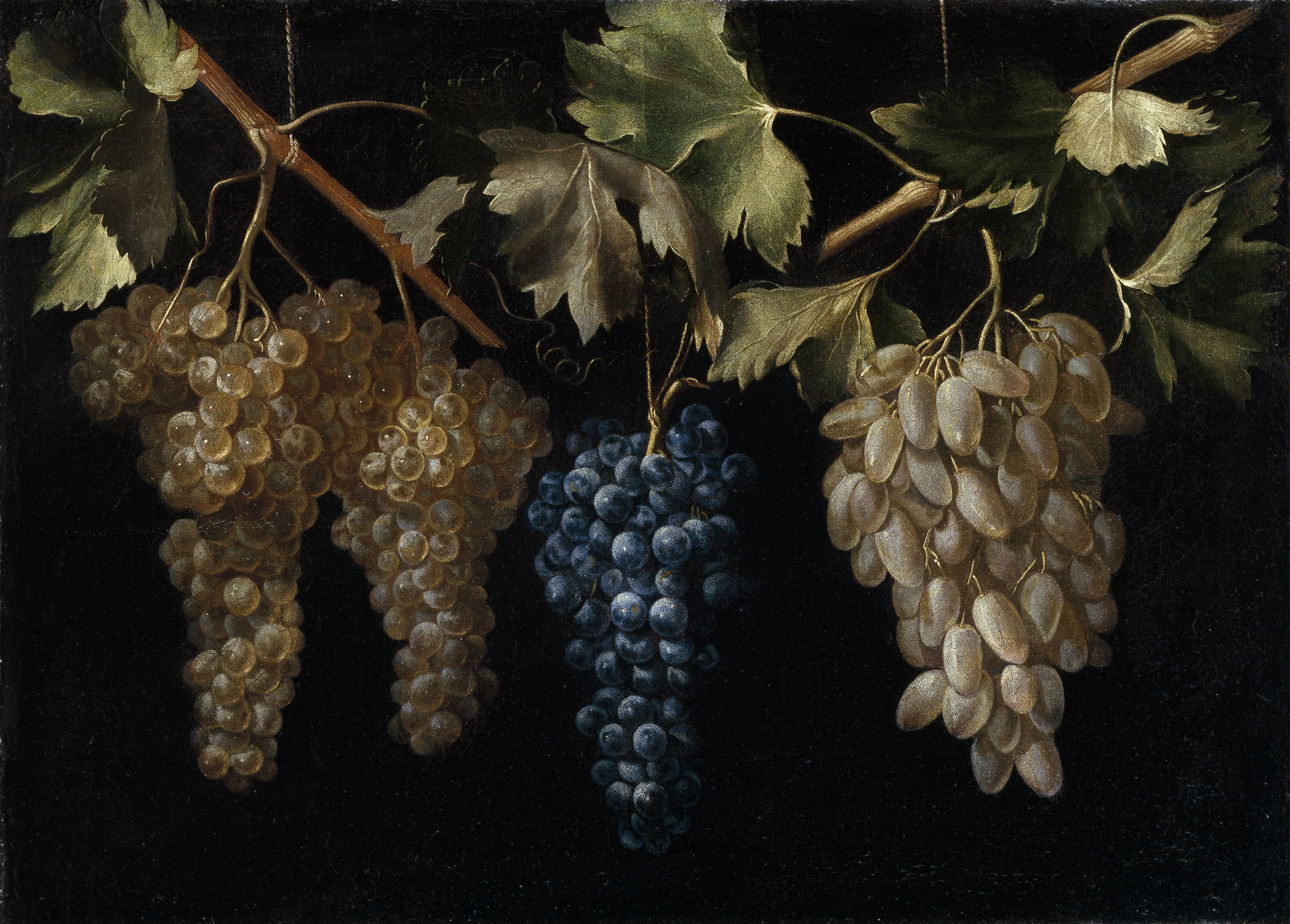
Хуан Фернандес (Ель Лабрадор), «Чотири грона винограду», бл. 1636, Музей Прадо, Мадрид
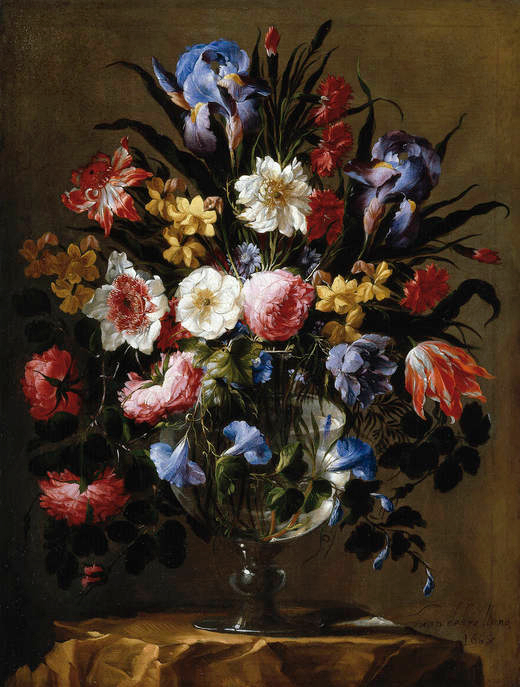
Хуан де Арельяно, «Квіти в кришталевій вазі», 1668, Музей Прадо, Мадрид

## Арчімбольдо і зображення речей
На межі різних жанрів працював Арчімбольдо. Майже завжди він малював різні речі — квіти, овочі, риб, птахів. І завжди компонував їх особливо у зв'язку з своїм завданням, незвичним наміром через сутність одних речей передати сутність інших якостей і змістів. Тому зображення квітів або овочів слугують для створення алегорій (серія «Пори року»), персоніфікацій стихій («Вогонь», «Повітря») чи навіть портретів конкретних людей(імператор Рудольф II у вигляді Вертумну). Жанрова невизначеність дозволила робити на межі створення фокусів, дивацьких картин, які мають якості портрету, натюрморту і картинки-перевертні (відомий «Огородник»).

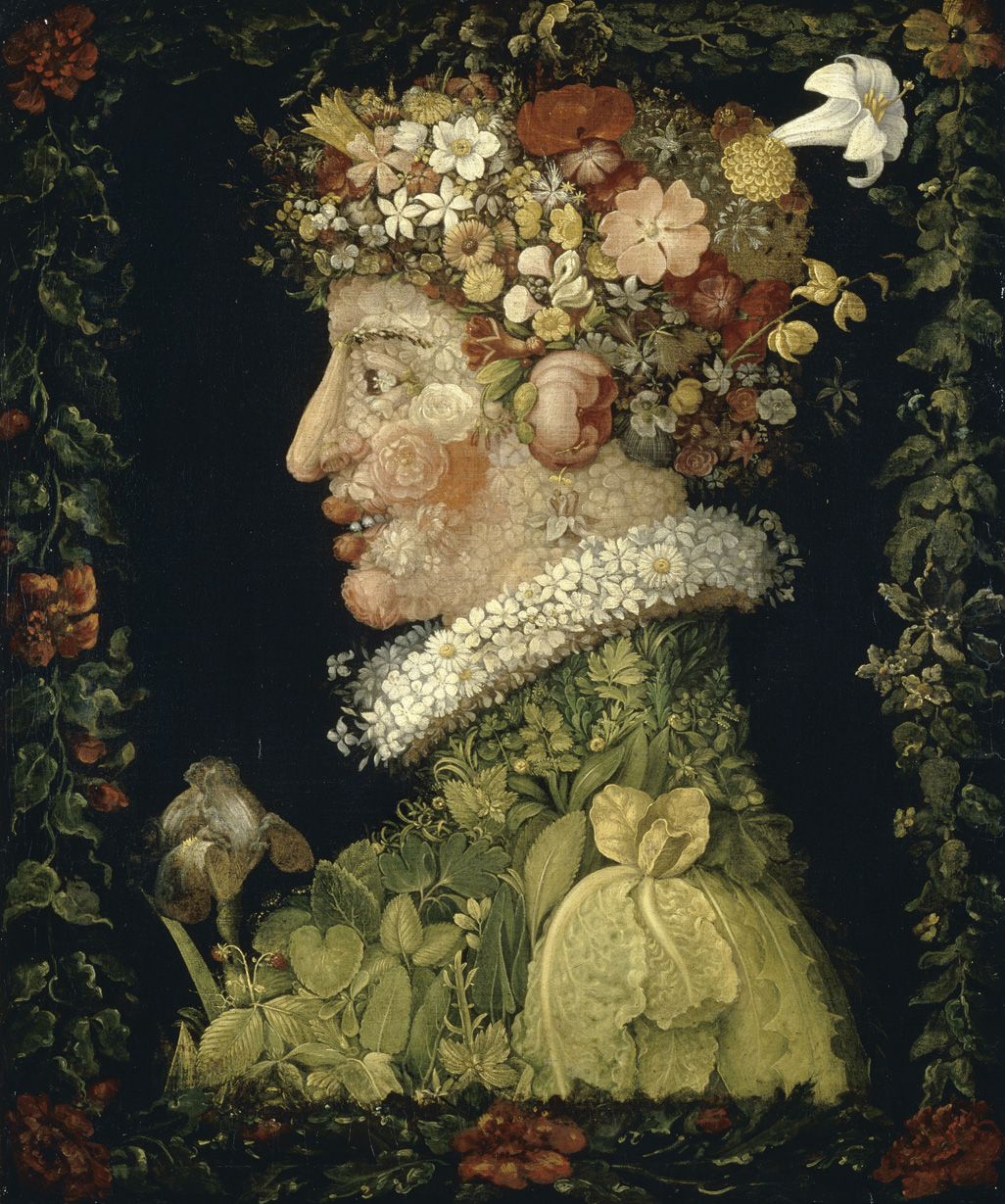
Весна, 1573
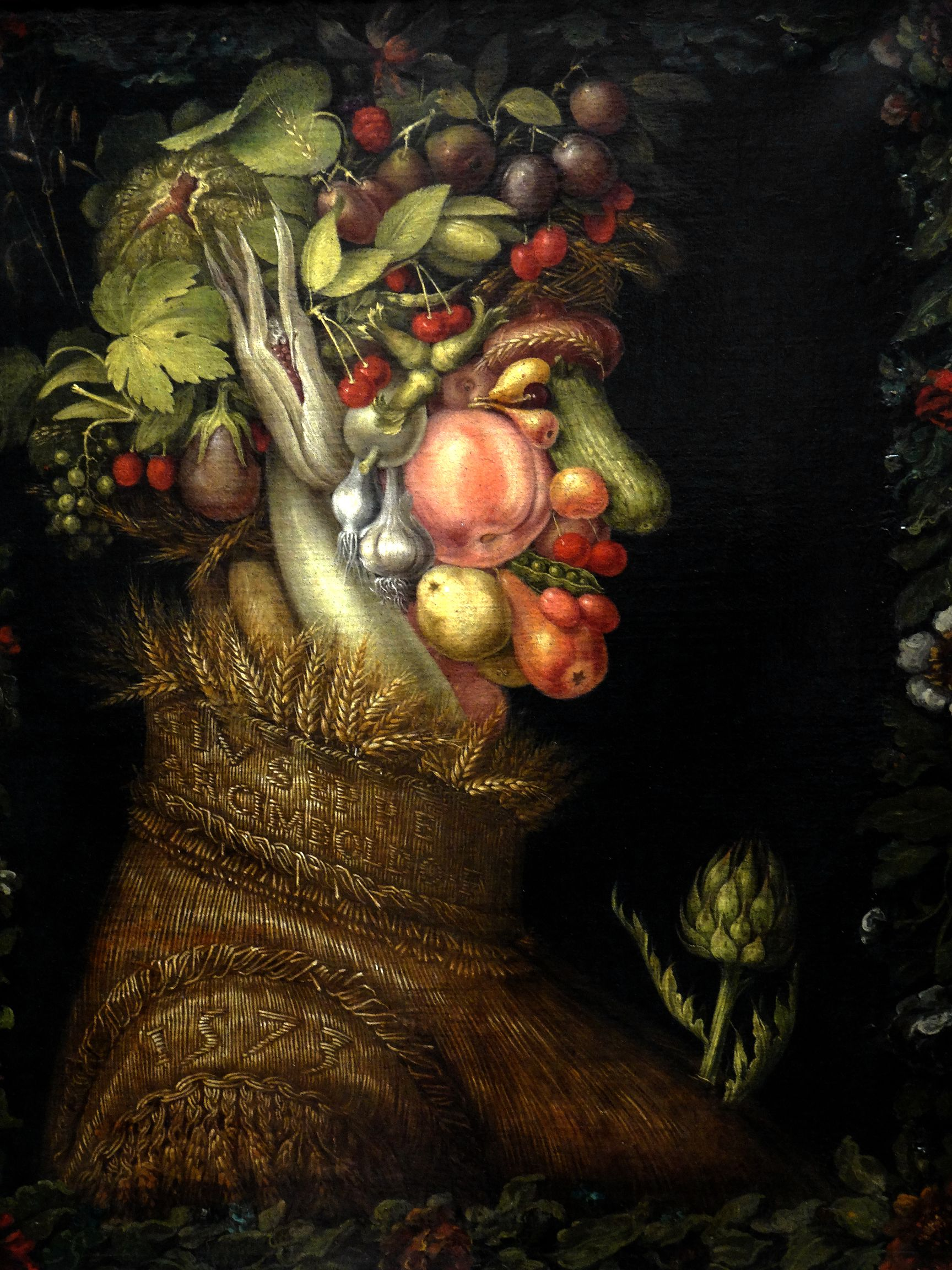
Літо, 1573.
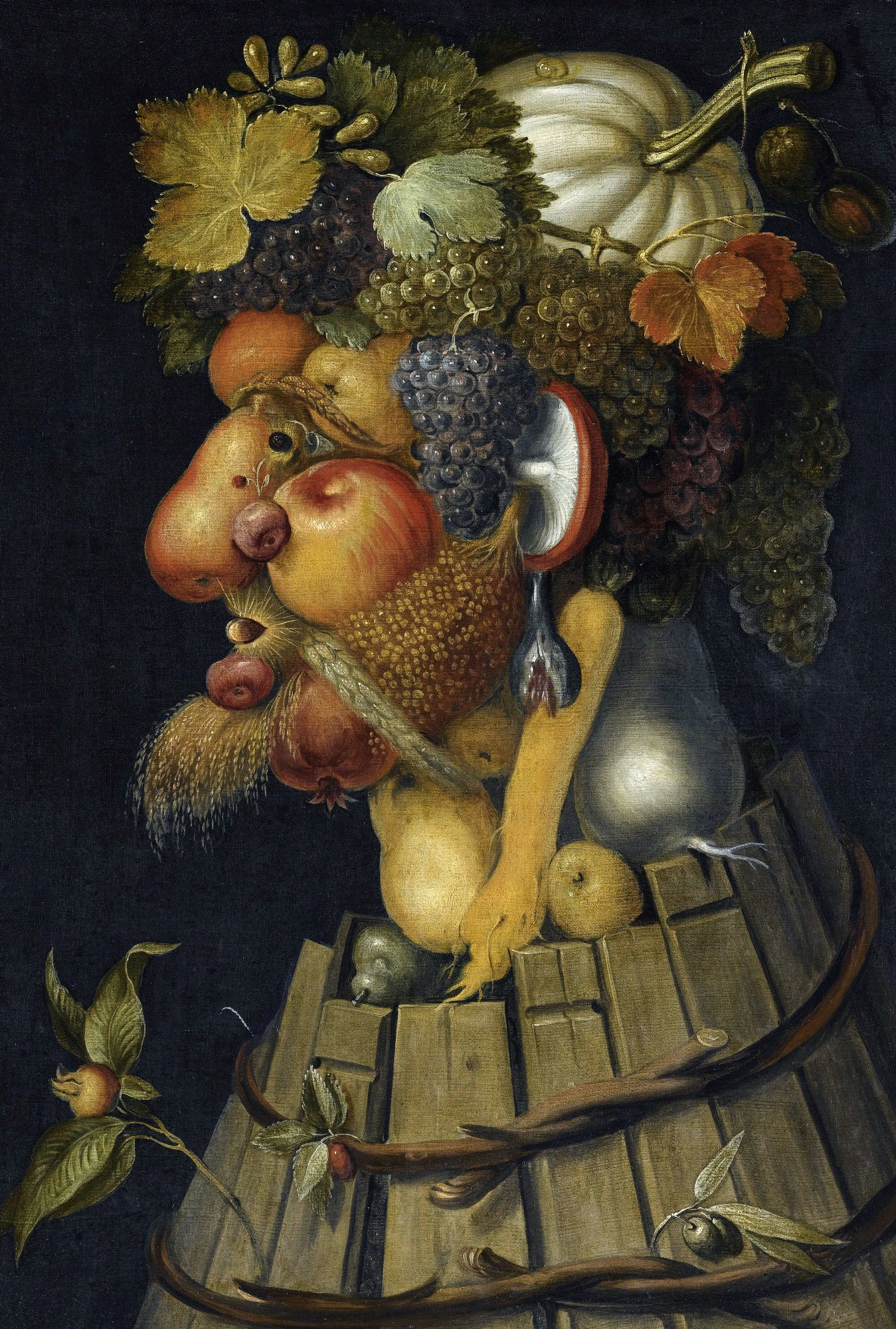
Осінь, 1573.
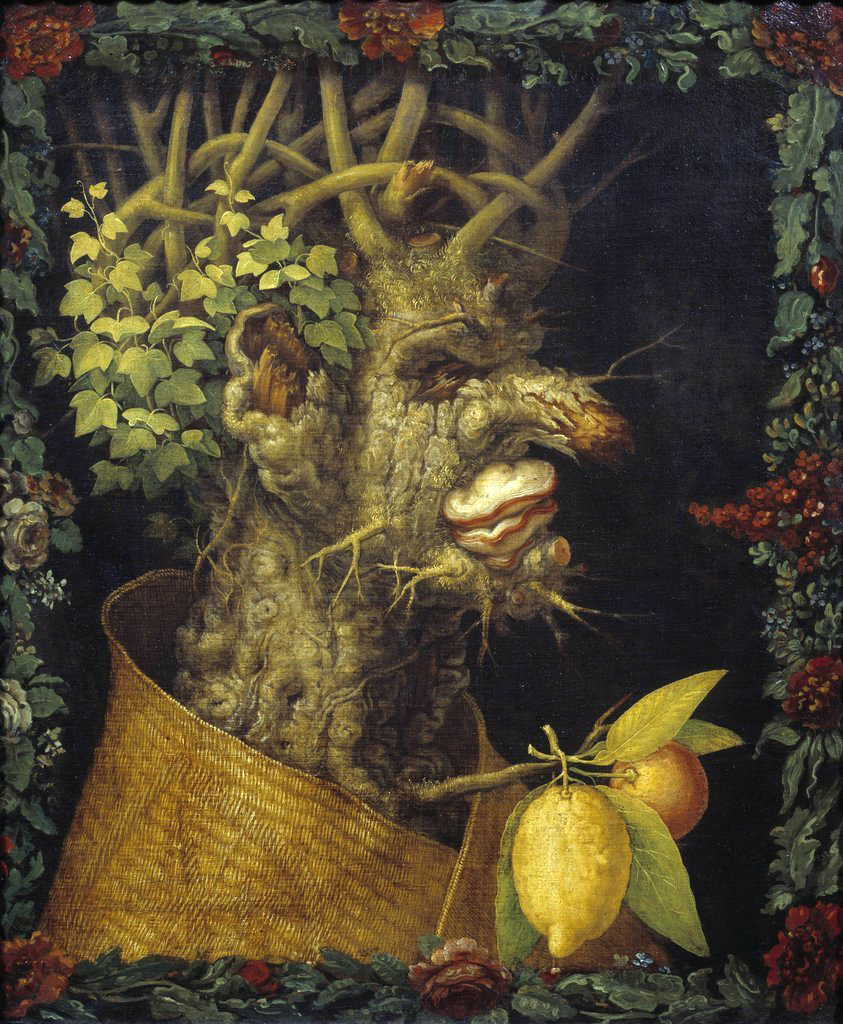
Зима, 1573.
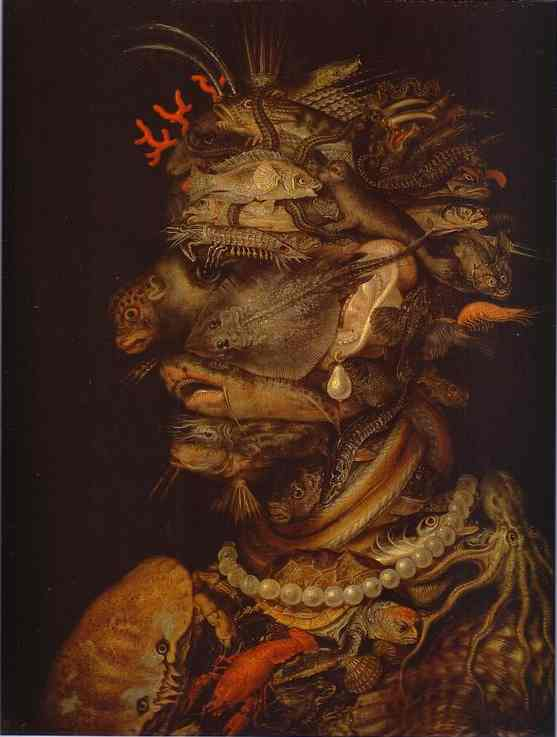
Вода, 1566
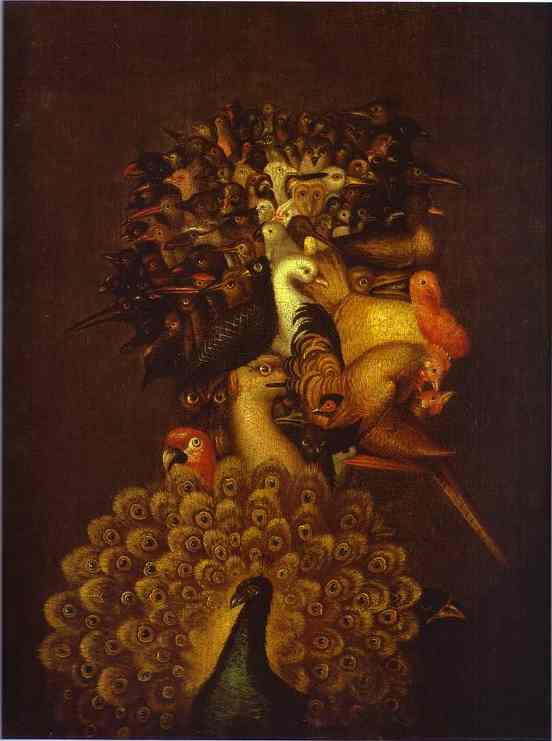
Повітря
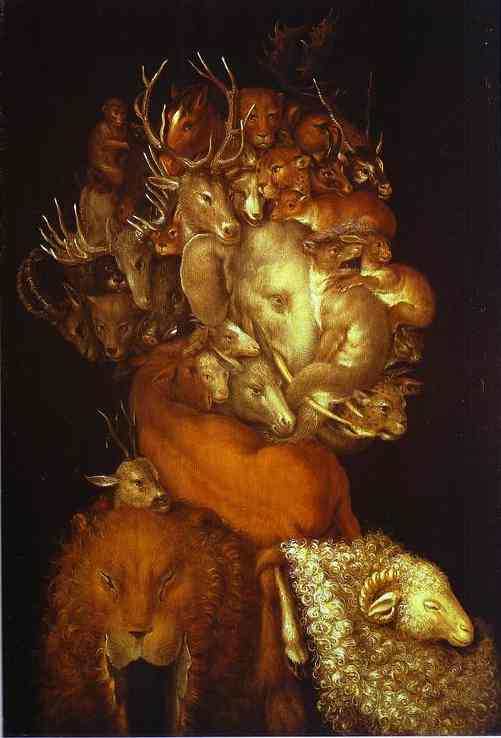
Земля, 1570
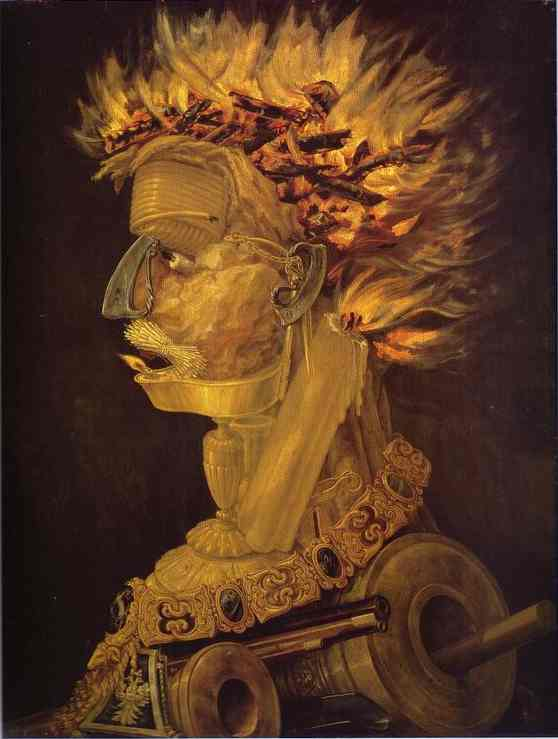
Вогонь, 1566
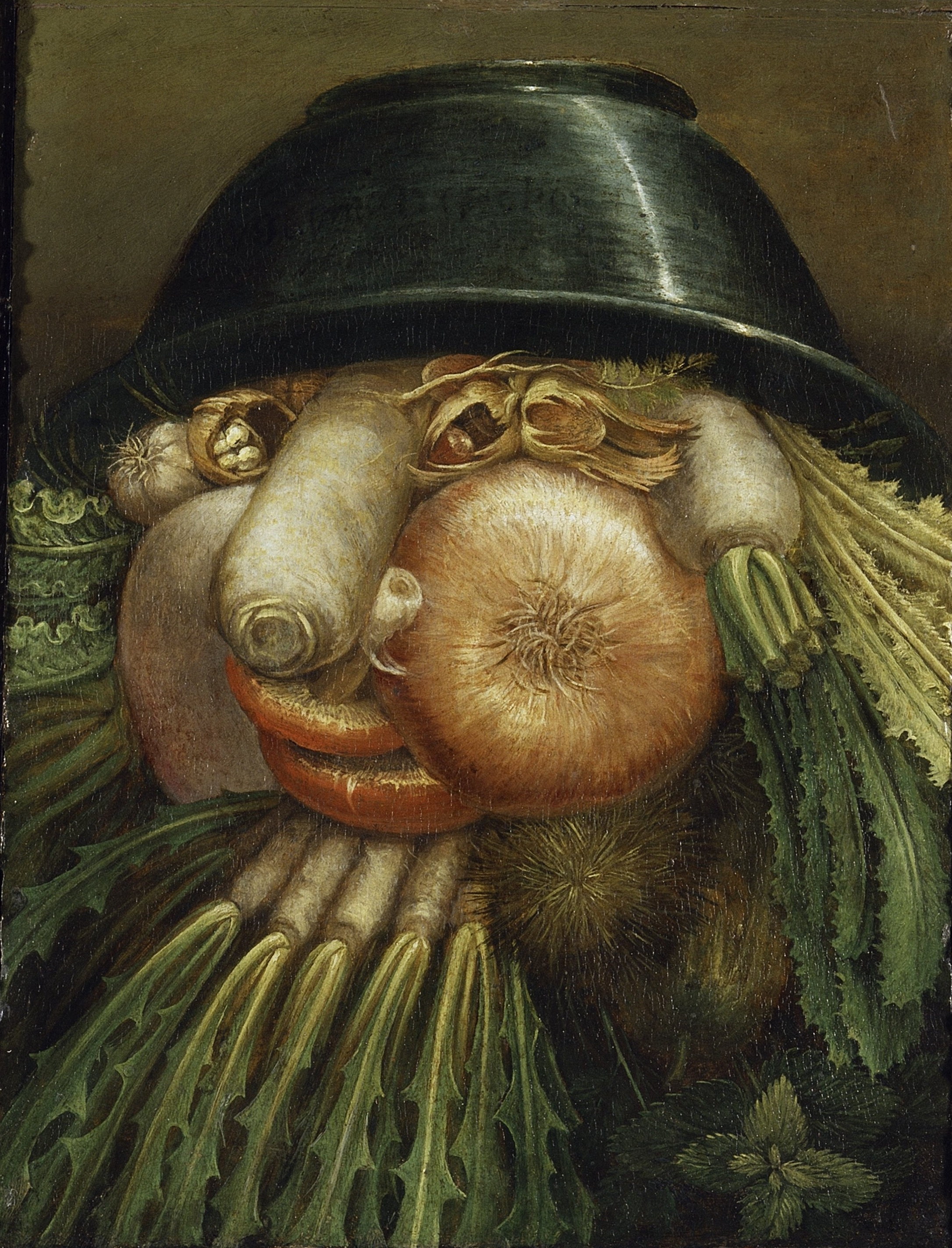
«Ортолано-огородник»

## Натюрморти з книгами

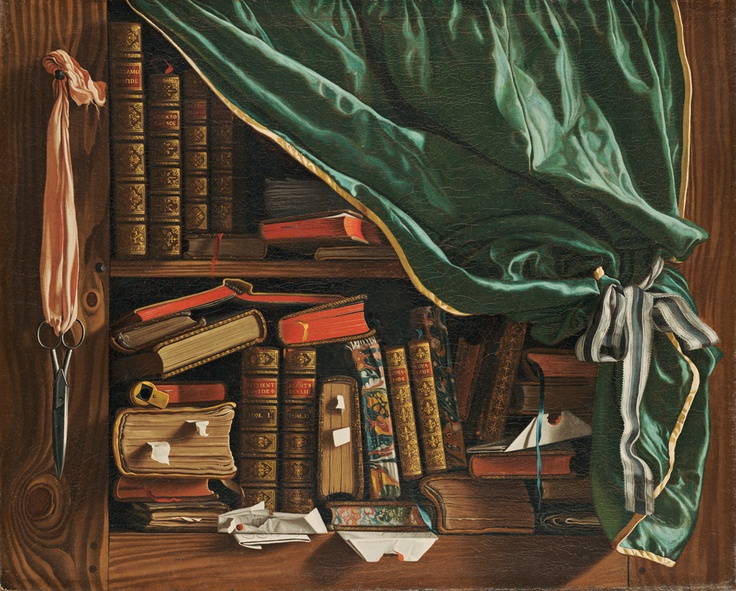
Франсуа Фойсе. Натюрморт «Бібліотека», 1741
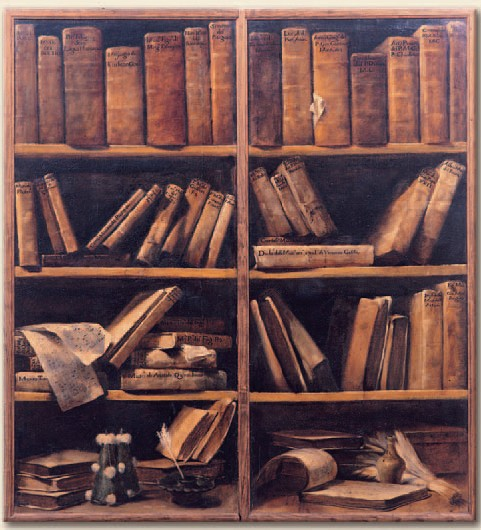
Джузеппе Марія Креспі, Дві бібліотеки (картина)
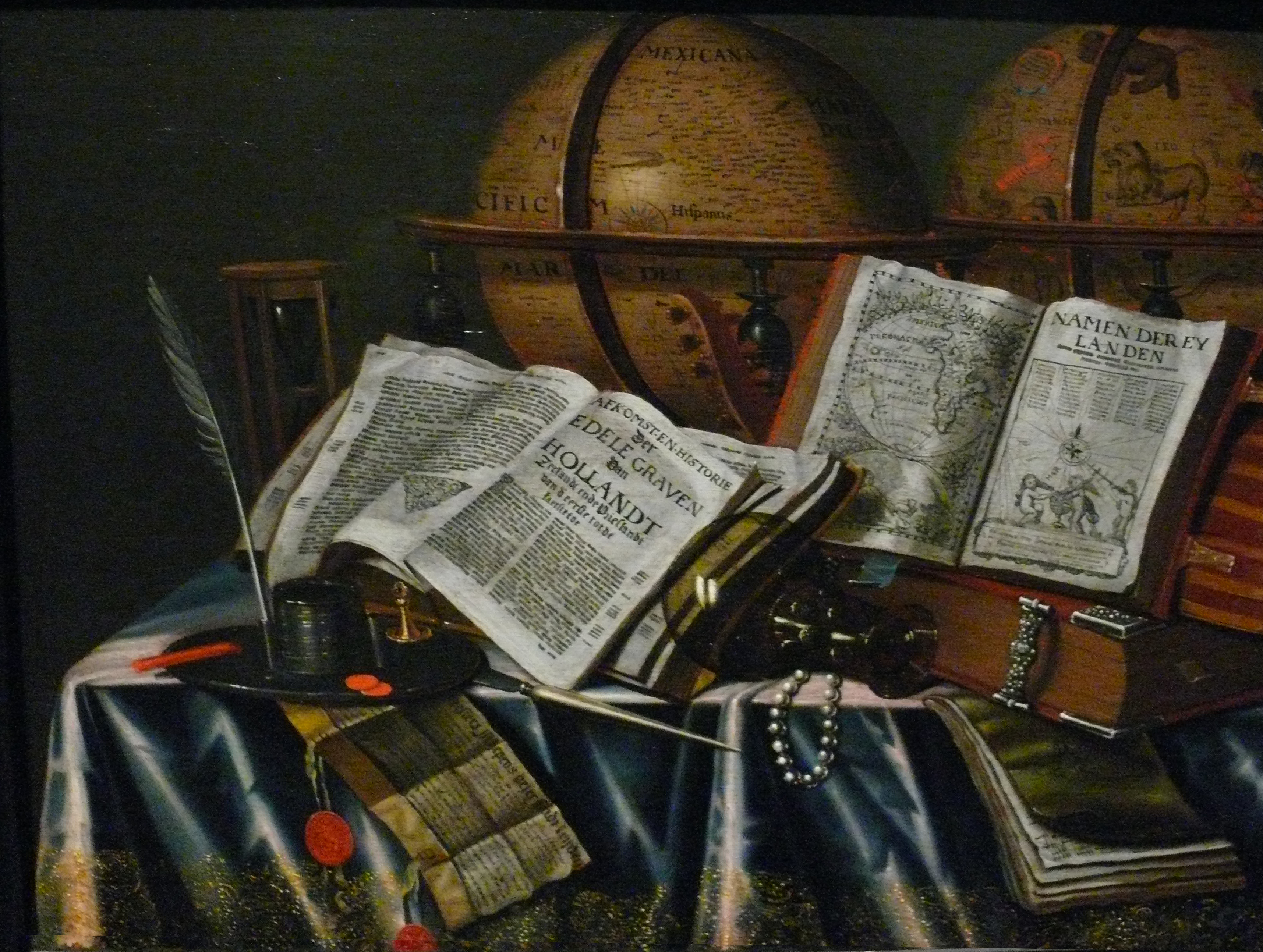
Адам Бернарт, «Ванітас», 1665 р., Художній музей Волтерс, США.
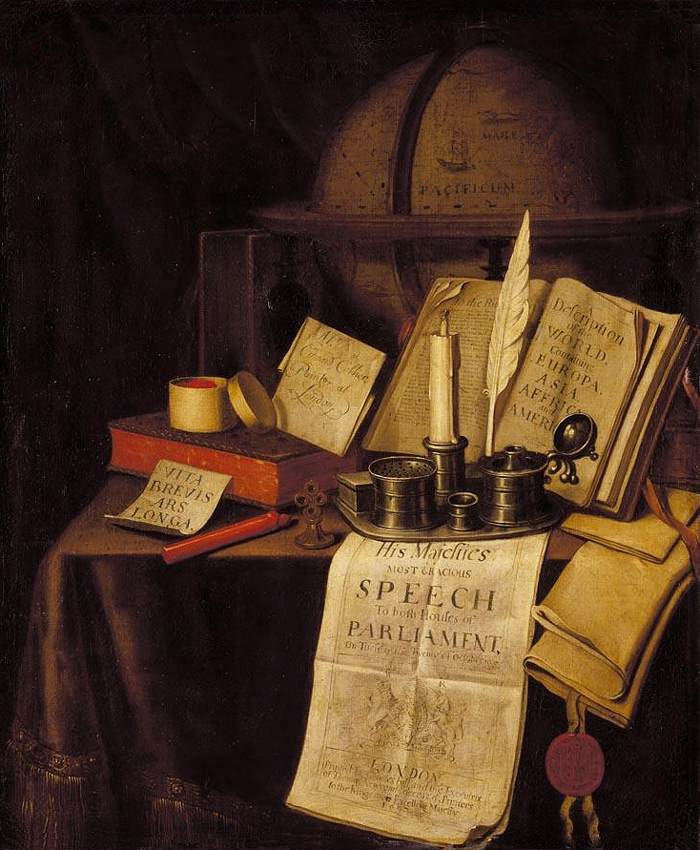
Едвард Кольєр. «Марнота марнот», 1697 р.
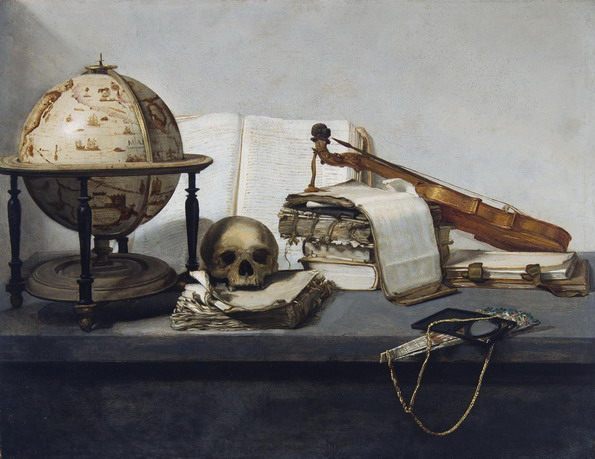
Ян Девідс де Хем. «Натюрморт з черепом, глобусом, книгами і скрипкою», 17 століття
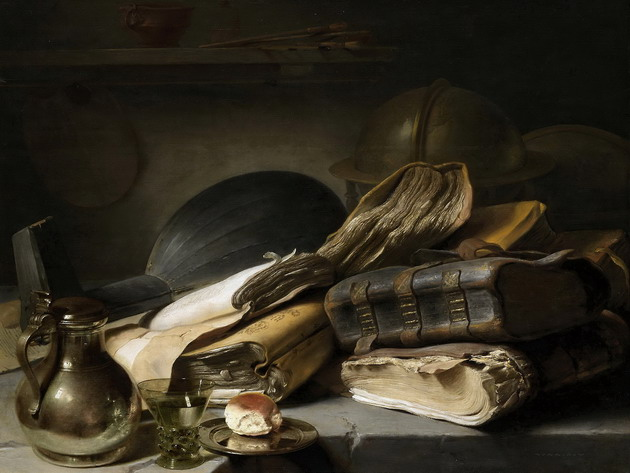
Ян Лівенс. «Марнота марнот», до 1630 р., Державний музей (Амстердам)
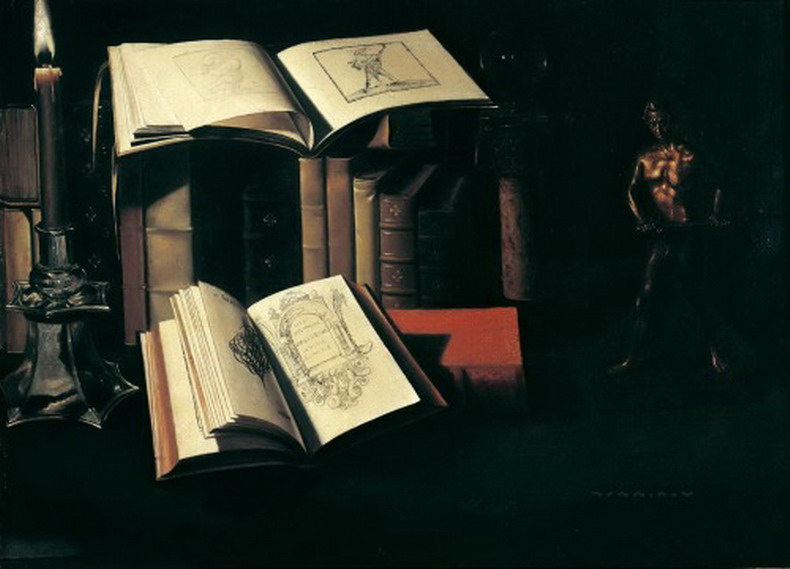
Себастьян Штоскопф. «Натюрморт з книгами і скульптурою вояка», перша половина 17 ст., Лувр, Париж.
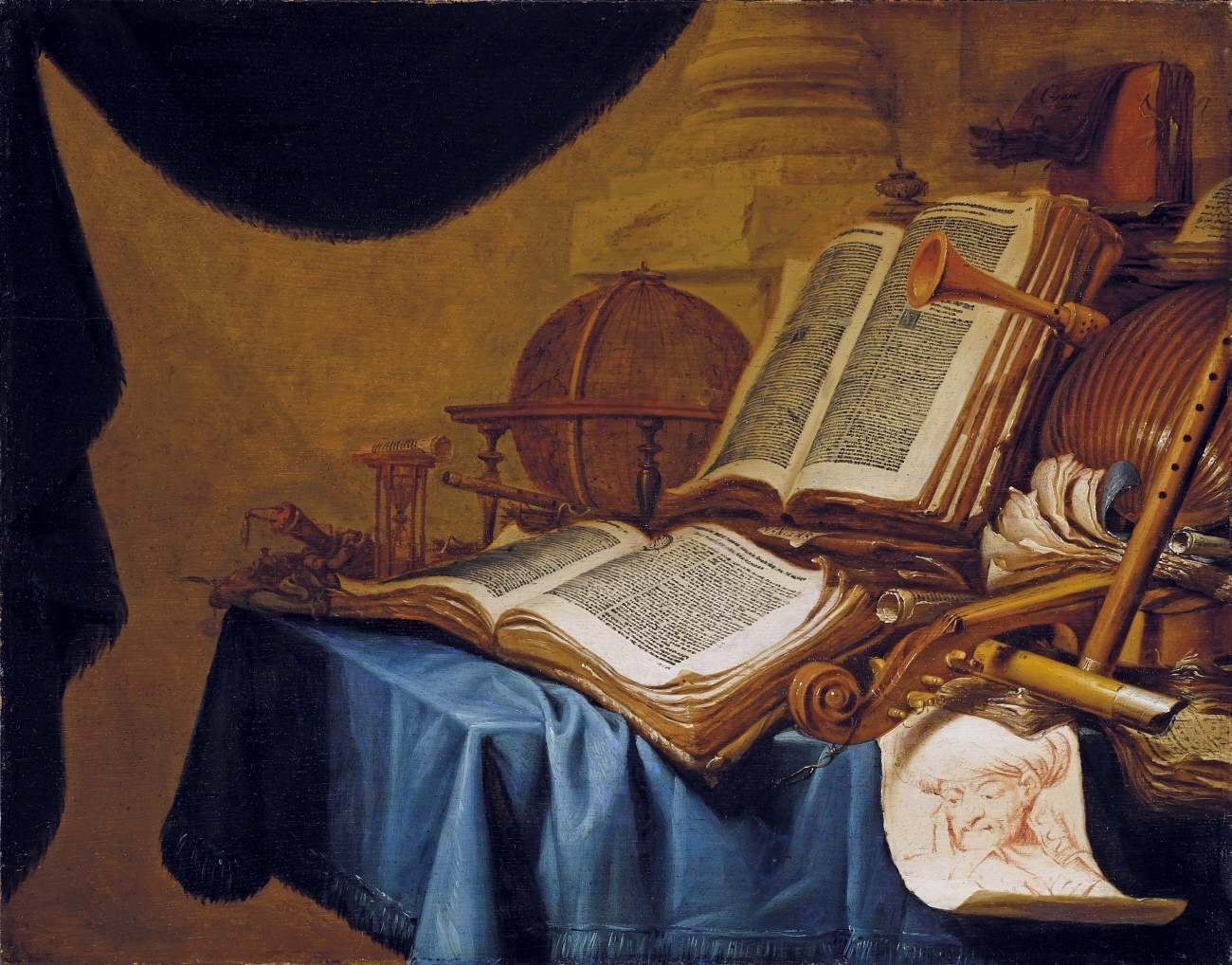
Ян вер Мейлен. «Книги, глобус, музичні інструменти на синій скатертині», середина 17 ст.
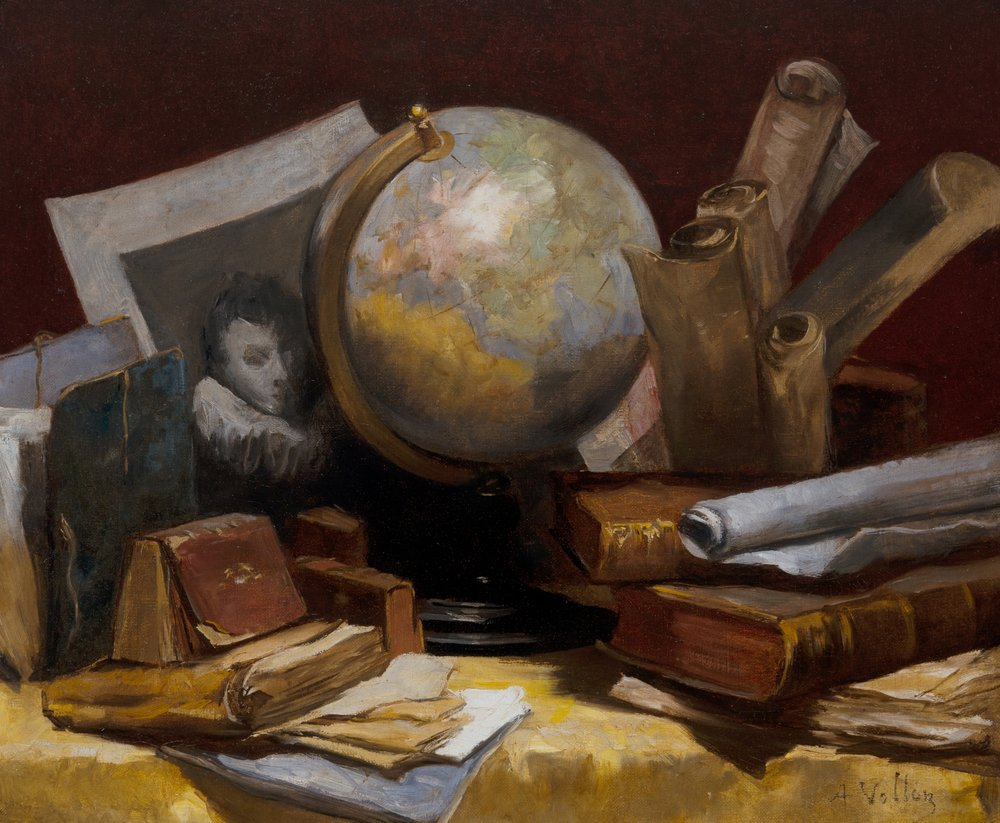
Антуан Воллон. «Натюрморт з глобусом, книгами і сувоями»
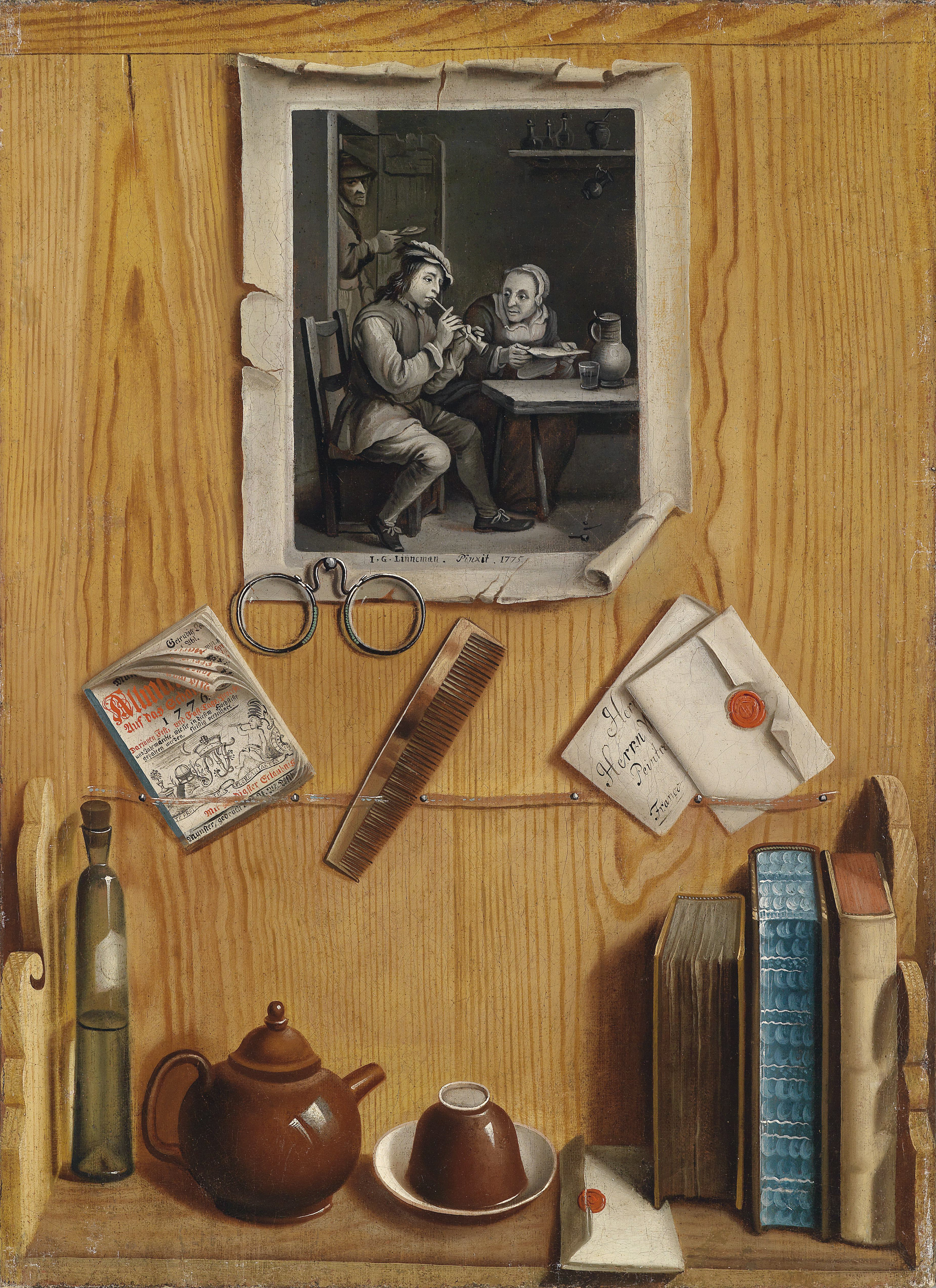
Худ. Й.Ґ. Ліннеман (JG Linneman). «Поличка з книгами і посудом», 1775 р.
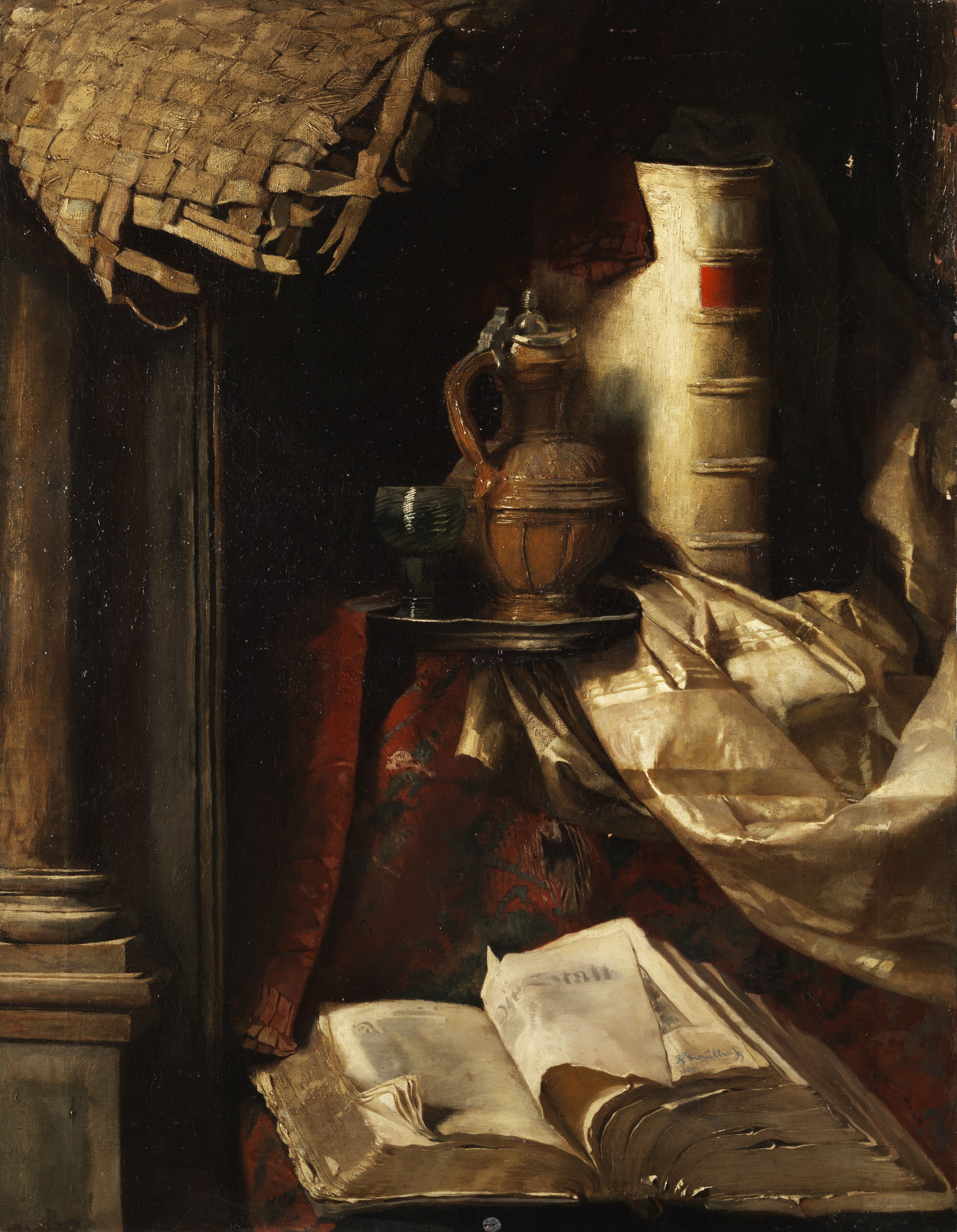
Герман фон Каульбах (1846–1909). « Комара зі старими виданнями», 1865 р.

### Натюрморти з людською фігурою

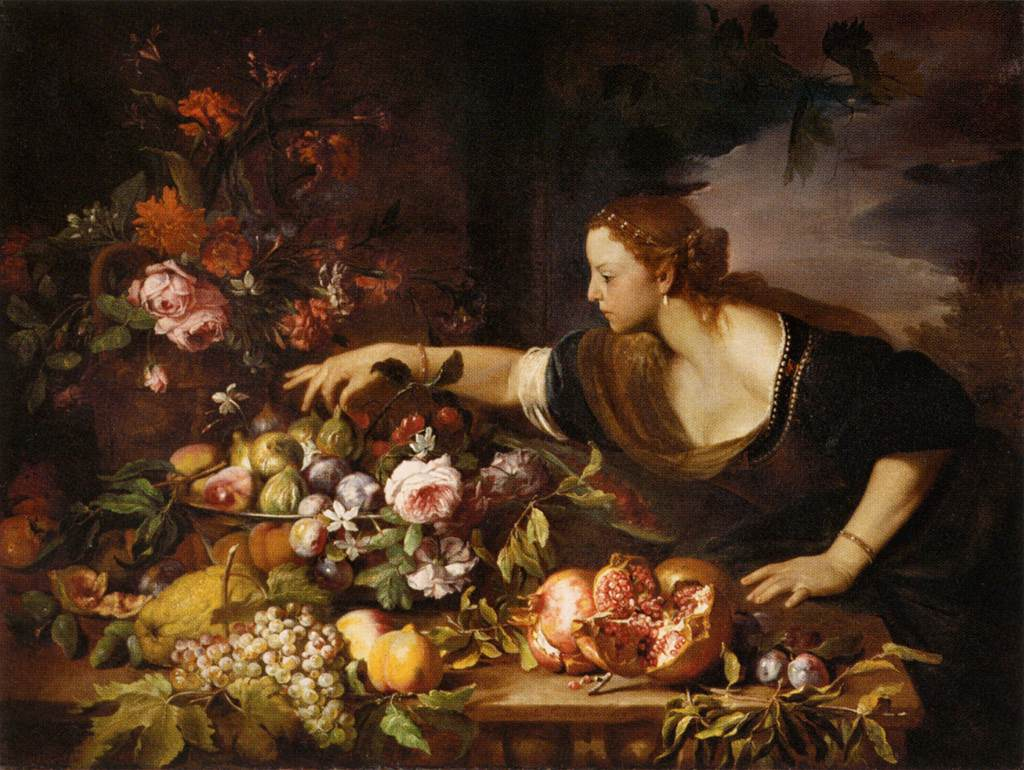
Абрахам Брейгель. «Молода пані обирає смокви», 1669
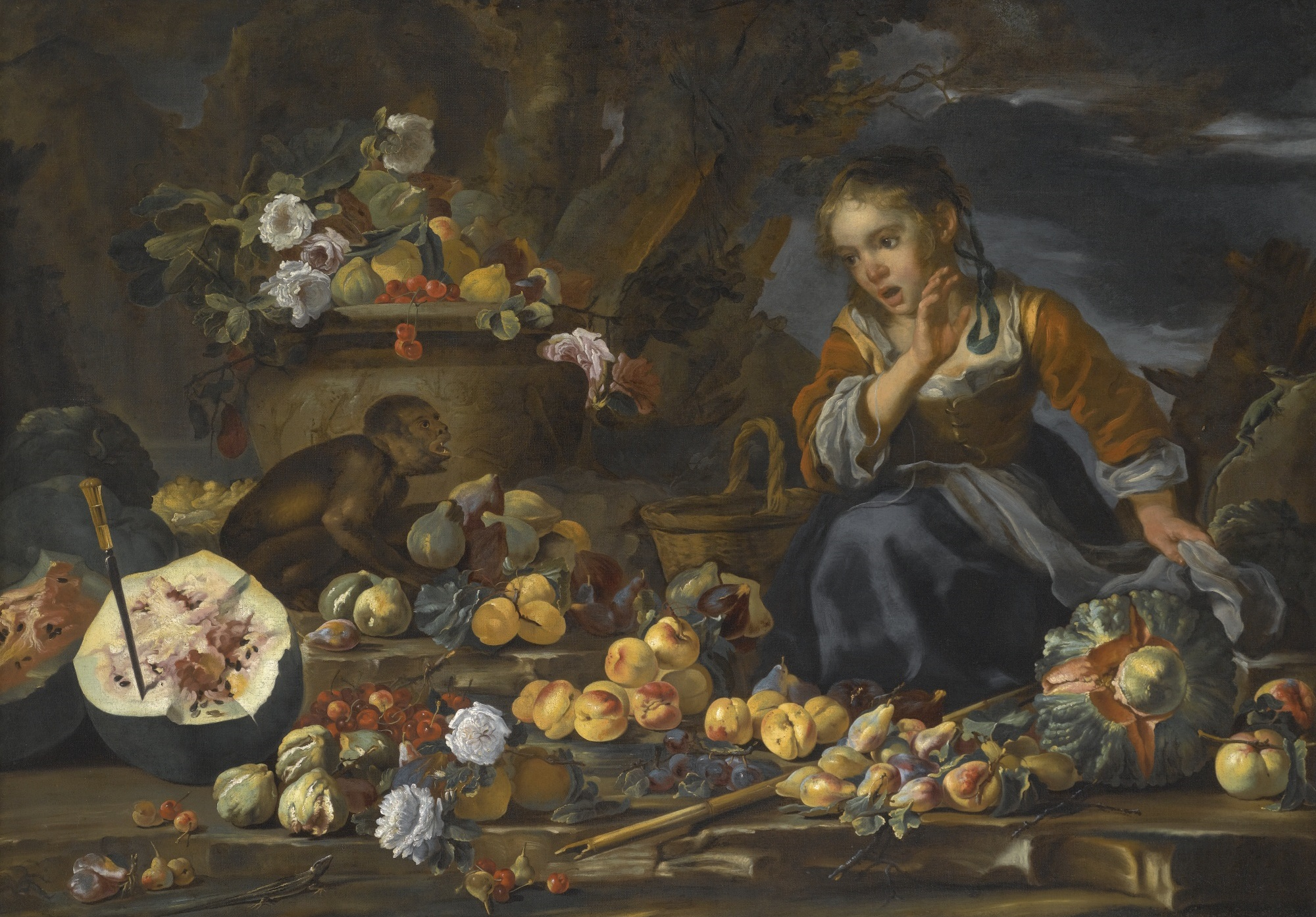
Мікеле Паче ді Кампідольо и Ебергард Кейль. «Натюрморт з фруктами і дівчинкою, котру налякала мавпа».
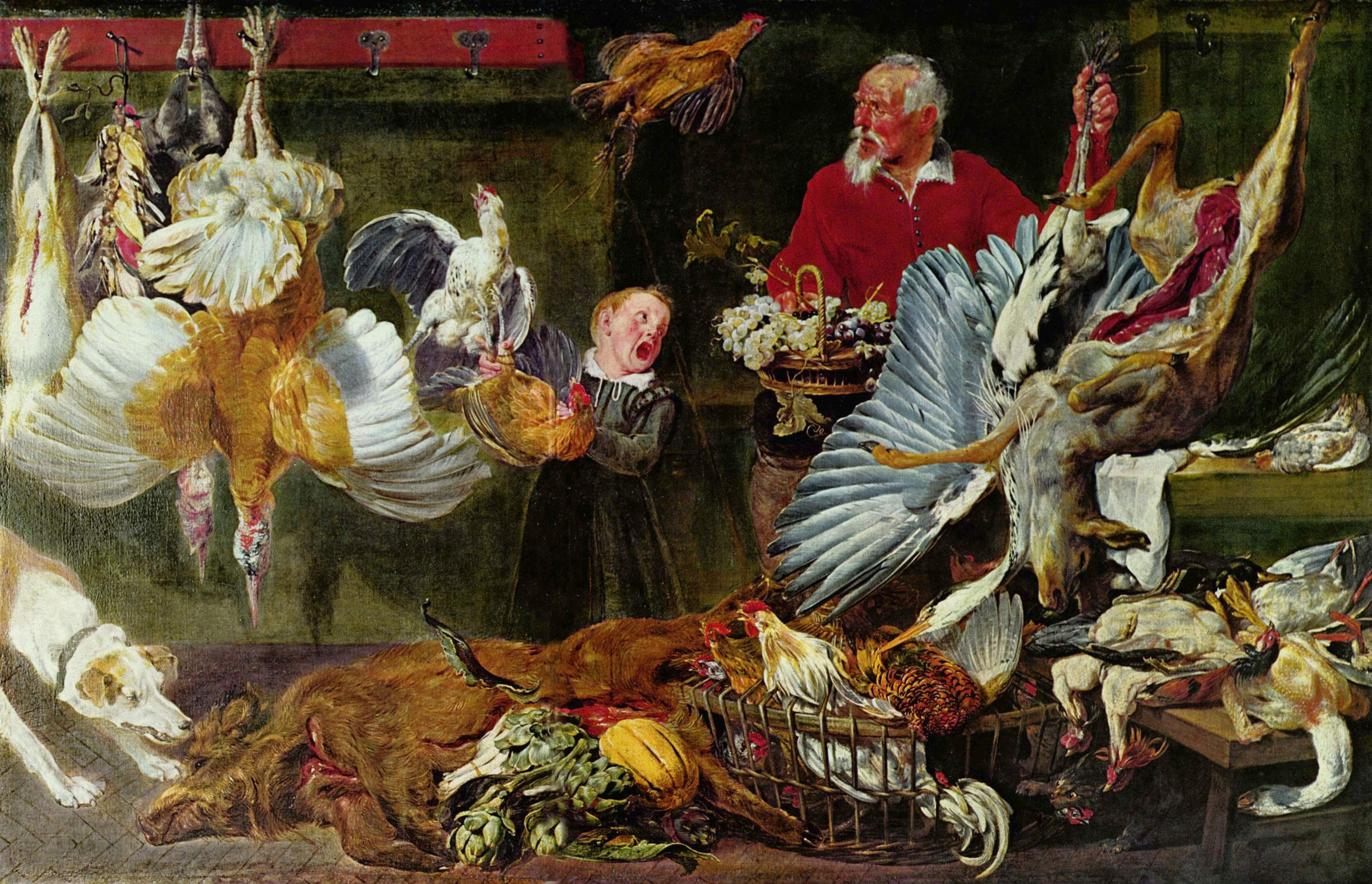
Франс Снейдерс. Спритна курка, Осло, Норвегія
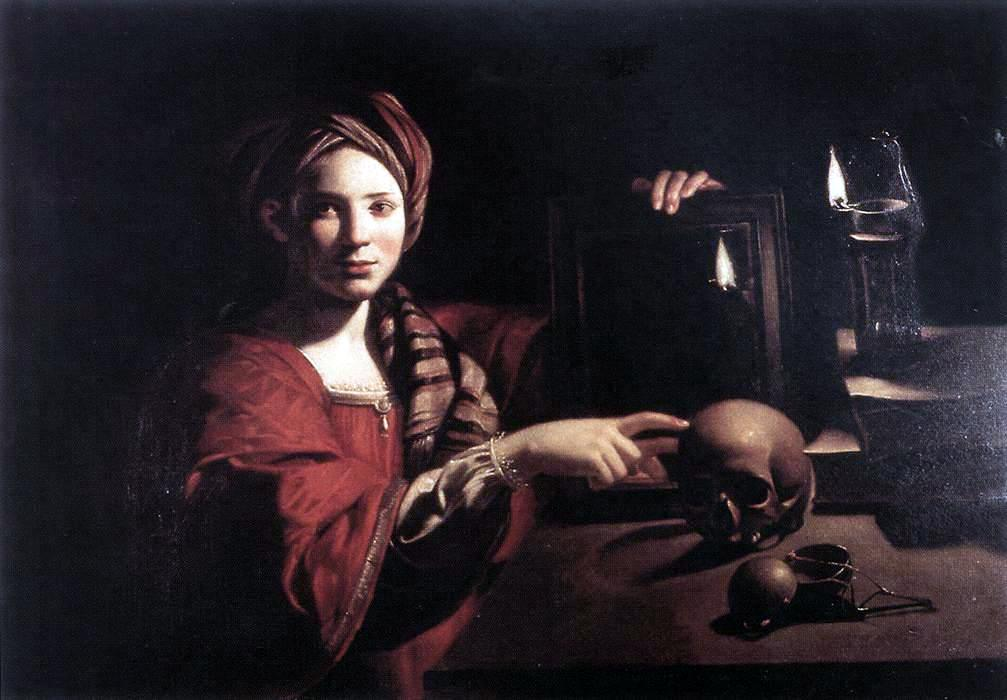
Невідомий французький майстер. Ванітас. бл. 1630 р.
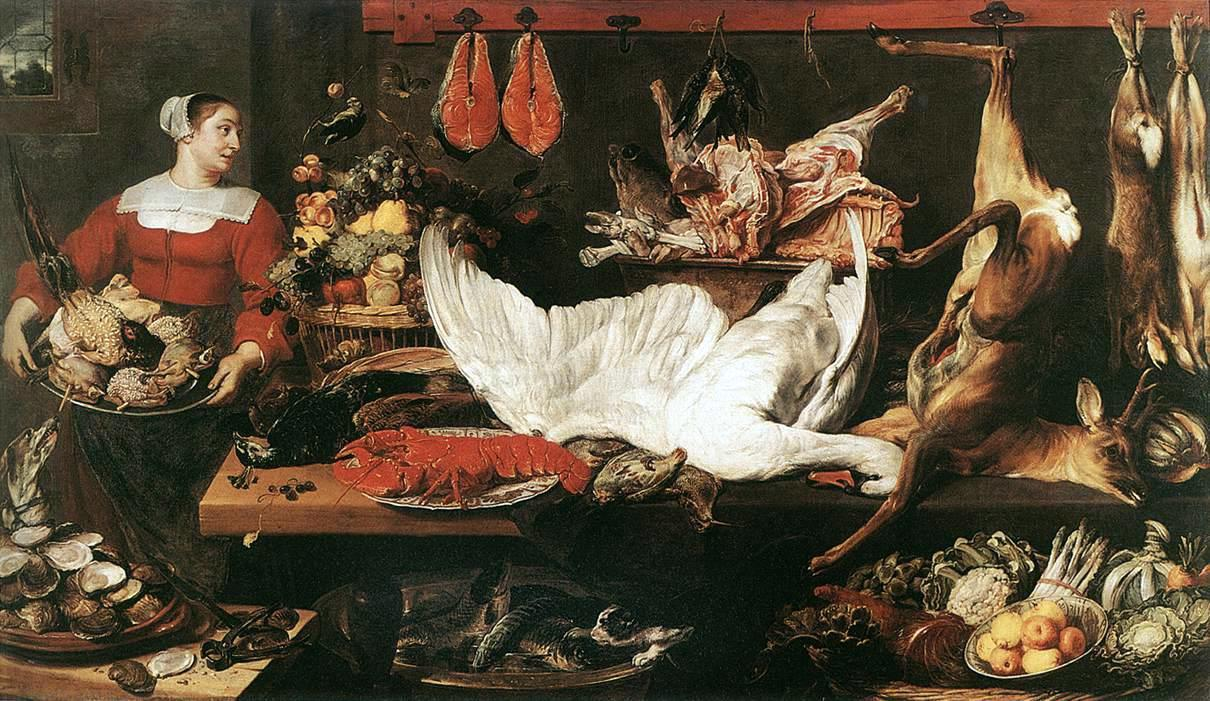
Франс Снейдерс. «Комора», бл. 1620 р.
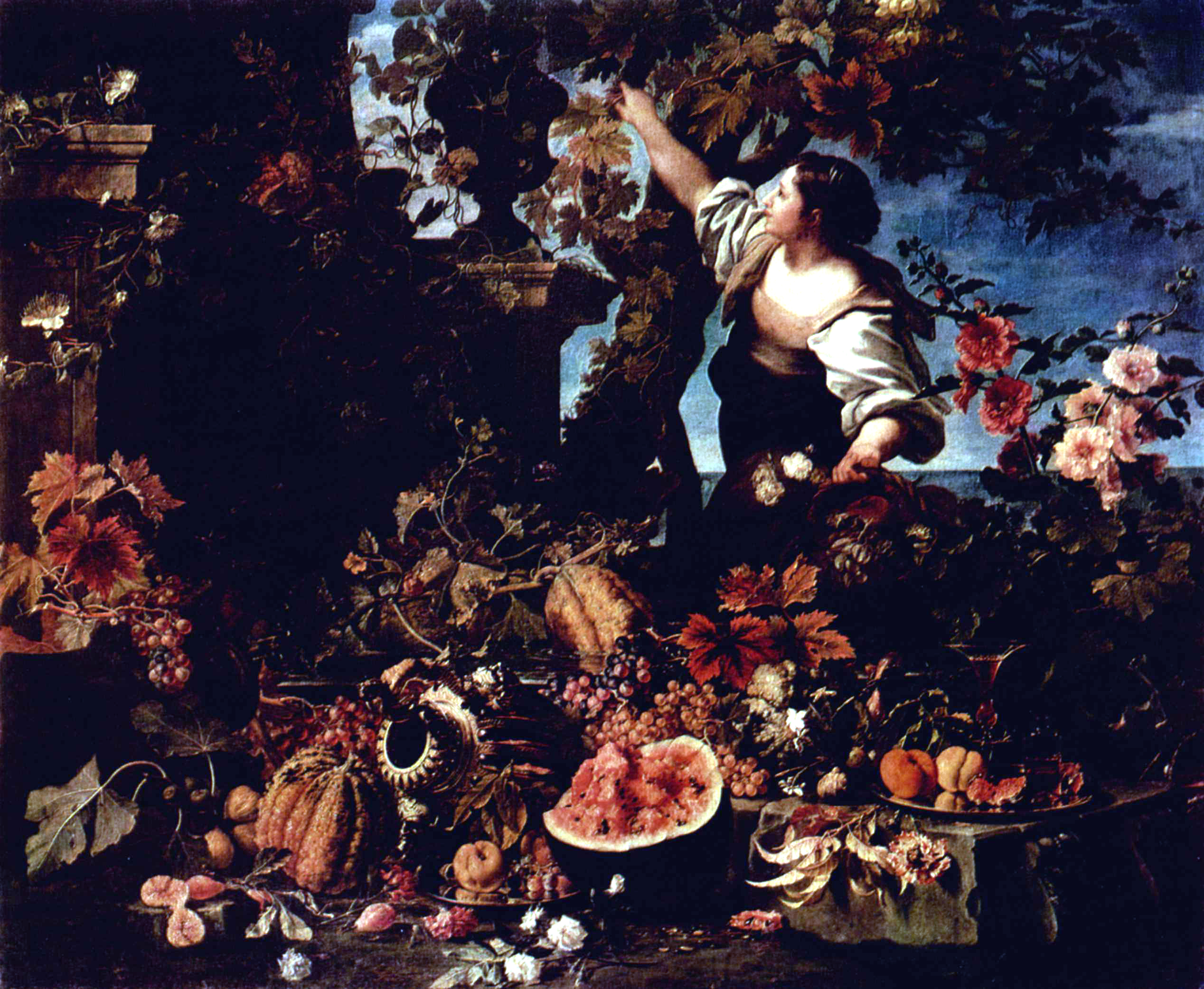
Крістиан Беренц. «Натюрморт з жіночою фігурою»,живопис бароко,  Ермітаж, Санкт-Петербург

|                                                                         |                                                                           |                                                                      |
| «Сам Еварісто Баскеніс з Оттавіо Альярді», триптих Альярді, ліва стулка | «Натюрморт з музичними інструментами», триптих Альярді, центральна стулка | «Брати Альярді Алессандро і Боніфачо», триптих Альярді, права стулка |

## Натюрморти з атрибутами мистецтв

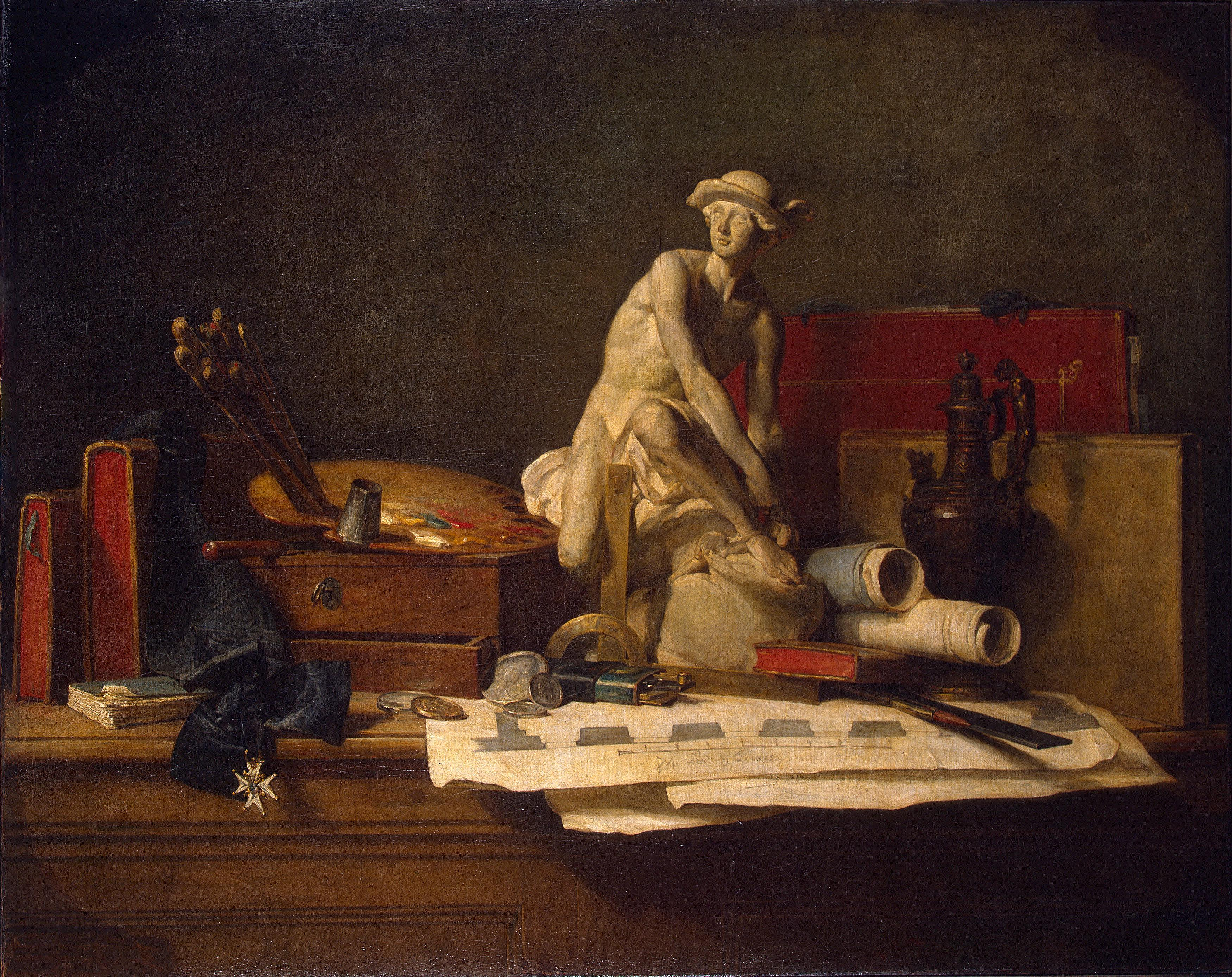
Жан Батист Сімеон Шарден Атрибути мистецтв. Ермітаж
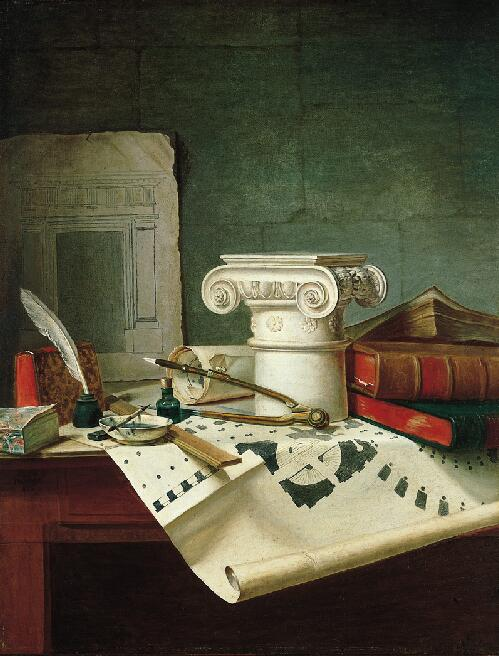
Тома-Жермен Дювівьє (1735—1814). «Стіл архітектора», 1772 р.

## Натюрморти імпресіоністів Франції
Митці, що нібито ганялися за враженнями та висвітлювали їх у своїх полотнах, писали і натюрморти. Мало хто бачив натюрморти з квітами П'єр-Огюст Ренуар, але вони існують («Хризантеми», 1878, музей д'Орсе, «Анемони у вазі», 1898, Нью-Йорк, приватна збірка).
Найбільшу кількість натюрмортів створив засновник імпресіонізму-Клод Моне (1840—1926)- «Соняшники» (Метрополітен-музей, Нью-Йорк), «Мисливські трофеї», 1862 р, (Лувр, Париж), Натюрморт з динєю та персиками 1876, (Лісабон, музей Галуста Гюльбенкяна), «Хризантеми», 1878, (Музей д'Орсе, Париж).
І це неповний перелік його натюрмортів.

## Натюрморти митців Франції 19 ст

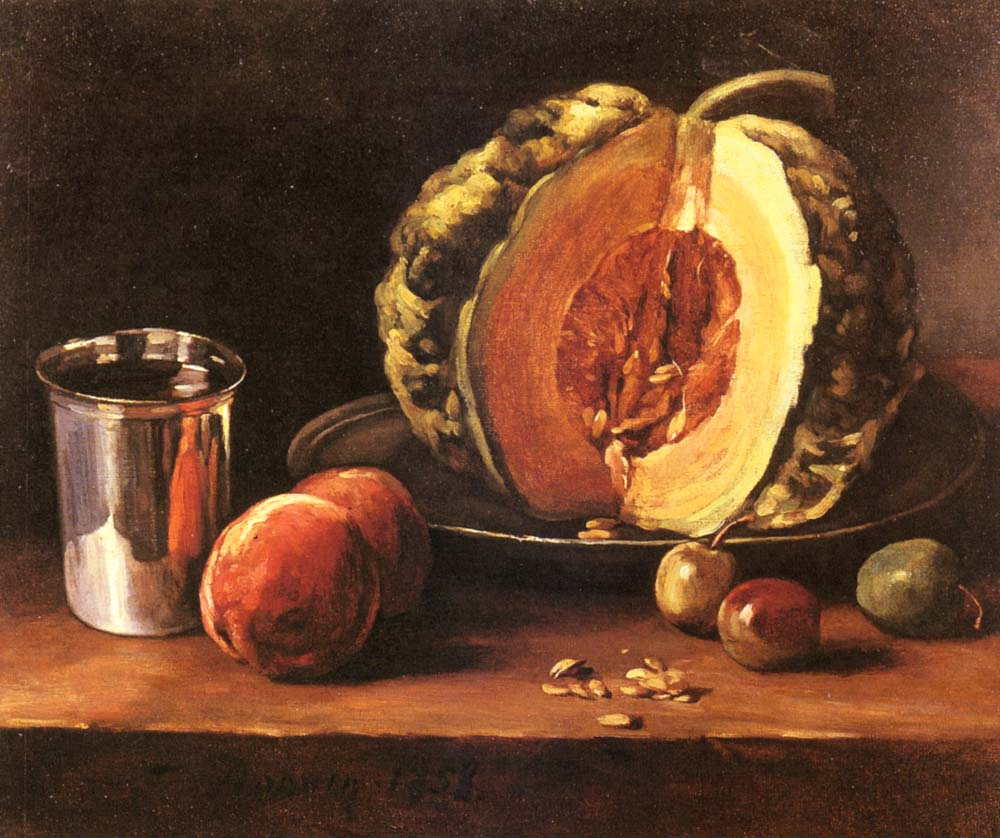
Франсуа Бонвен. «Натюрморт з динею», 1858 р.
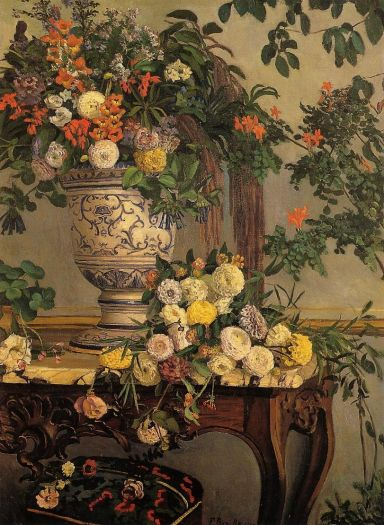
Фредерік Базіль. «Квіти на столі», 1868, Гренобль
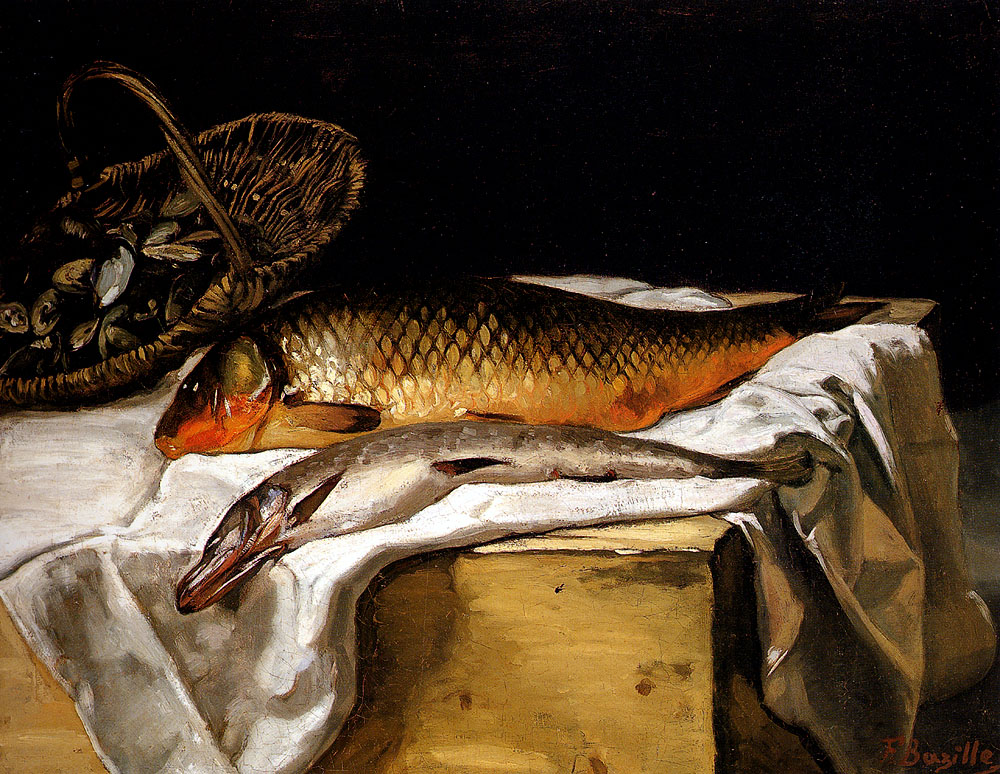
Фредерік Базіль, 1866
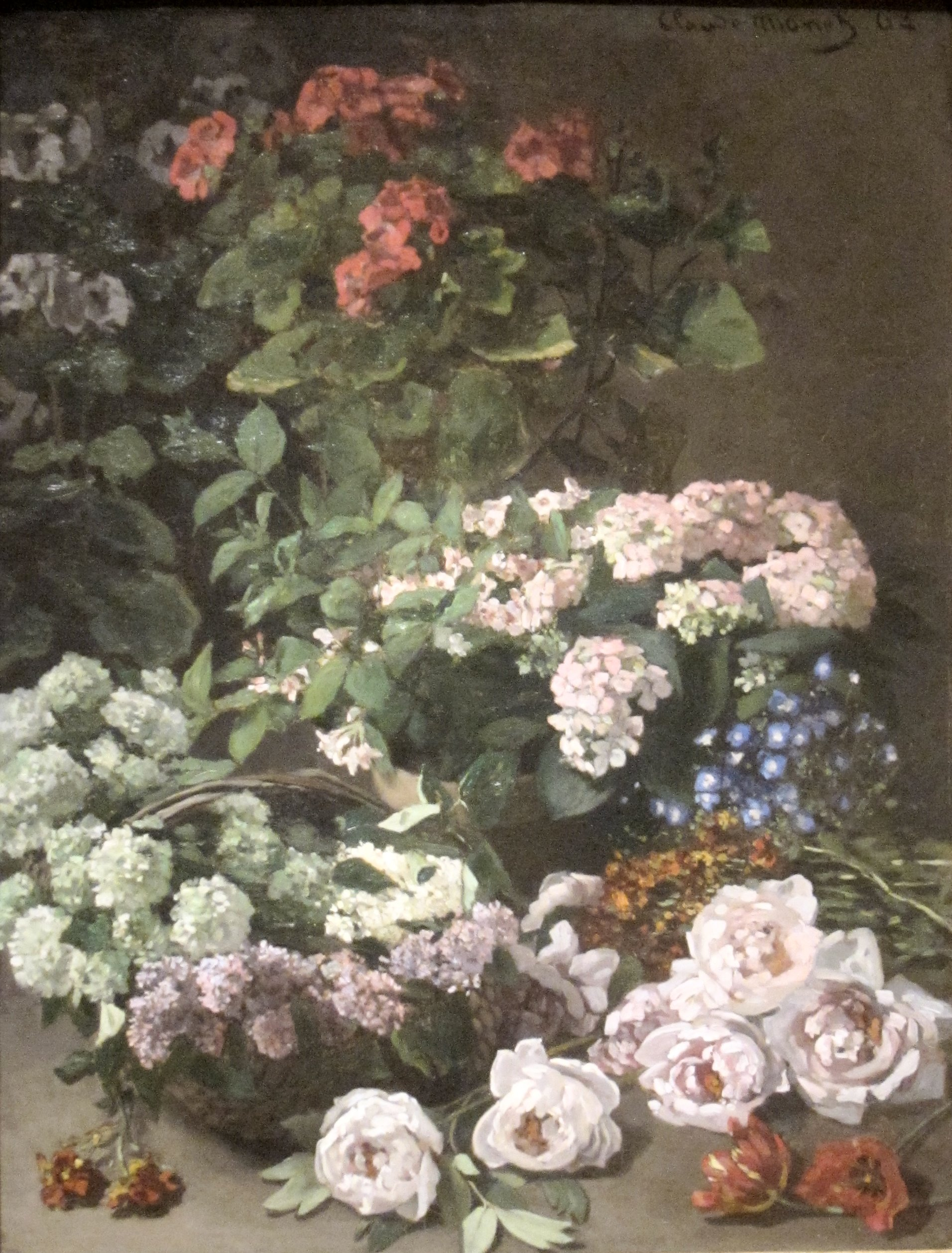
Клод Моне. «Весняні квіти», 1864
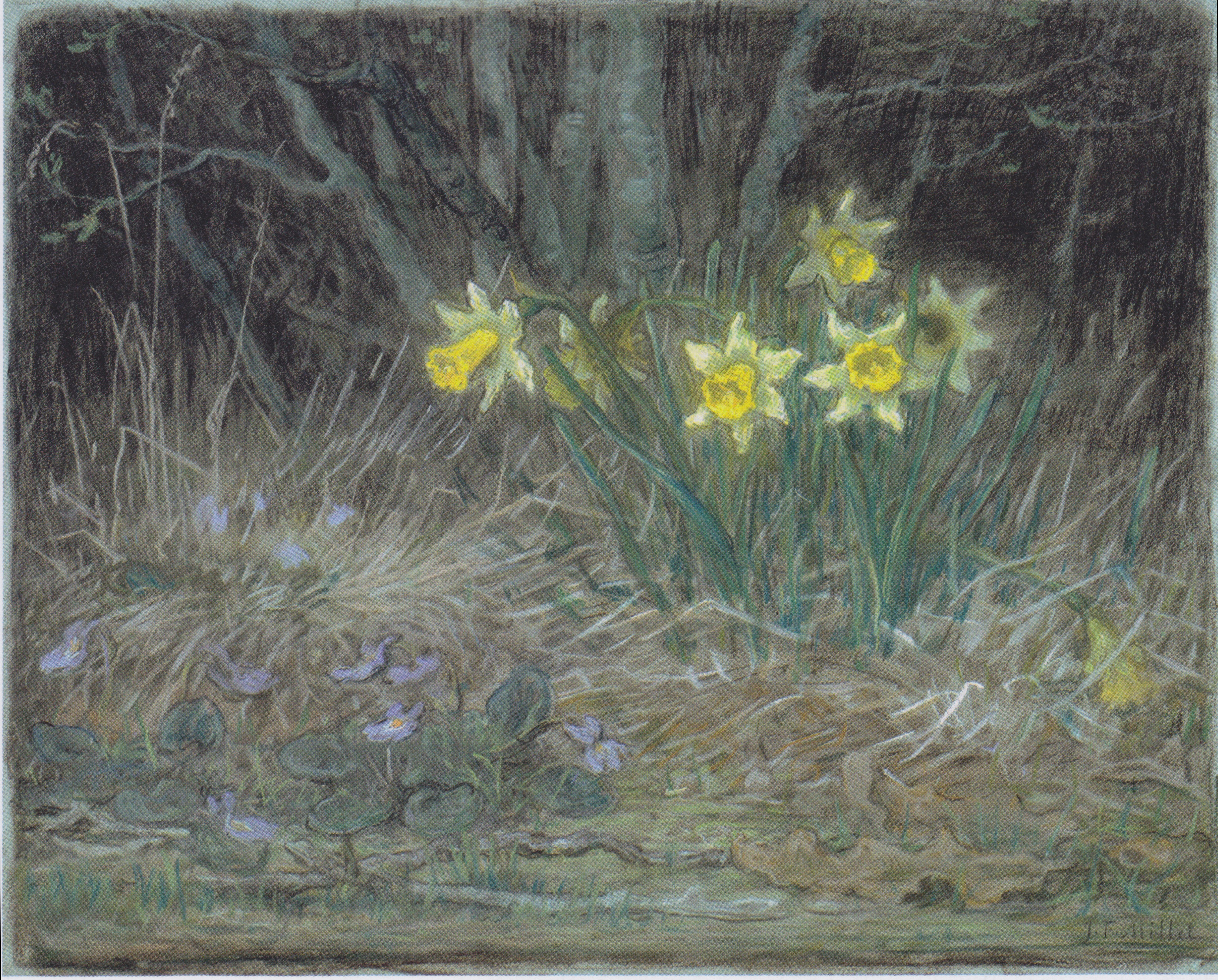
Франсуа Мілле. «Нарциси та фіалки». 1867. Кунстхалле, Гамбург
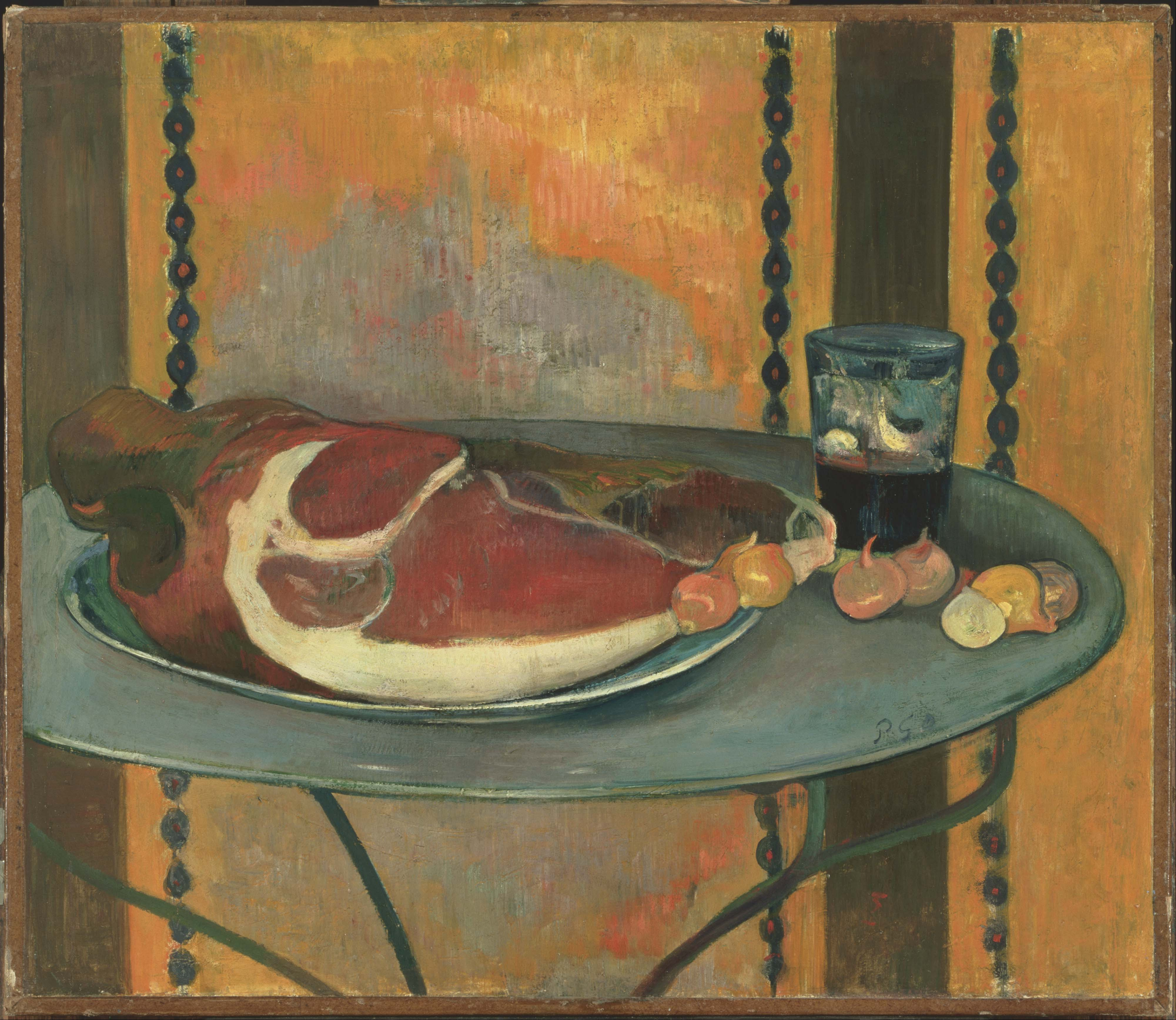
Поль Гоген, «Шинка, цибуля і вино», 1889. Колекція Філіпс. місто Вашингтон, США
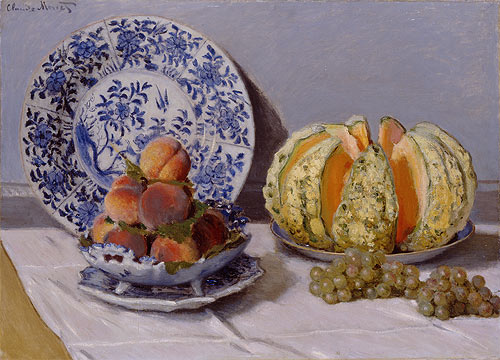
Клод Моне. «Натюрморт з порцеляною, динею та фруктами», 1872. Музей Калуста Гульбенкяна, Лісабон
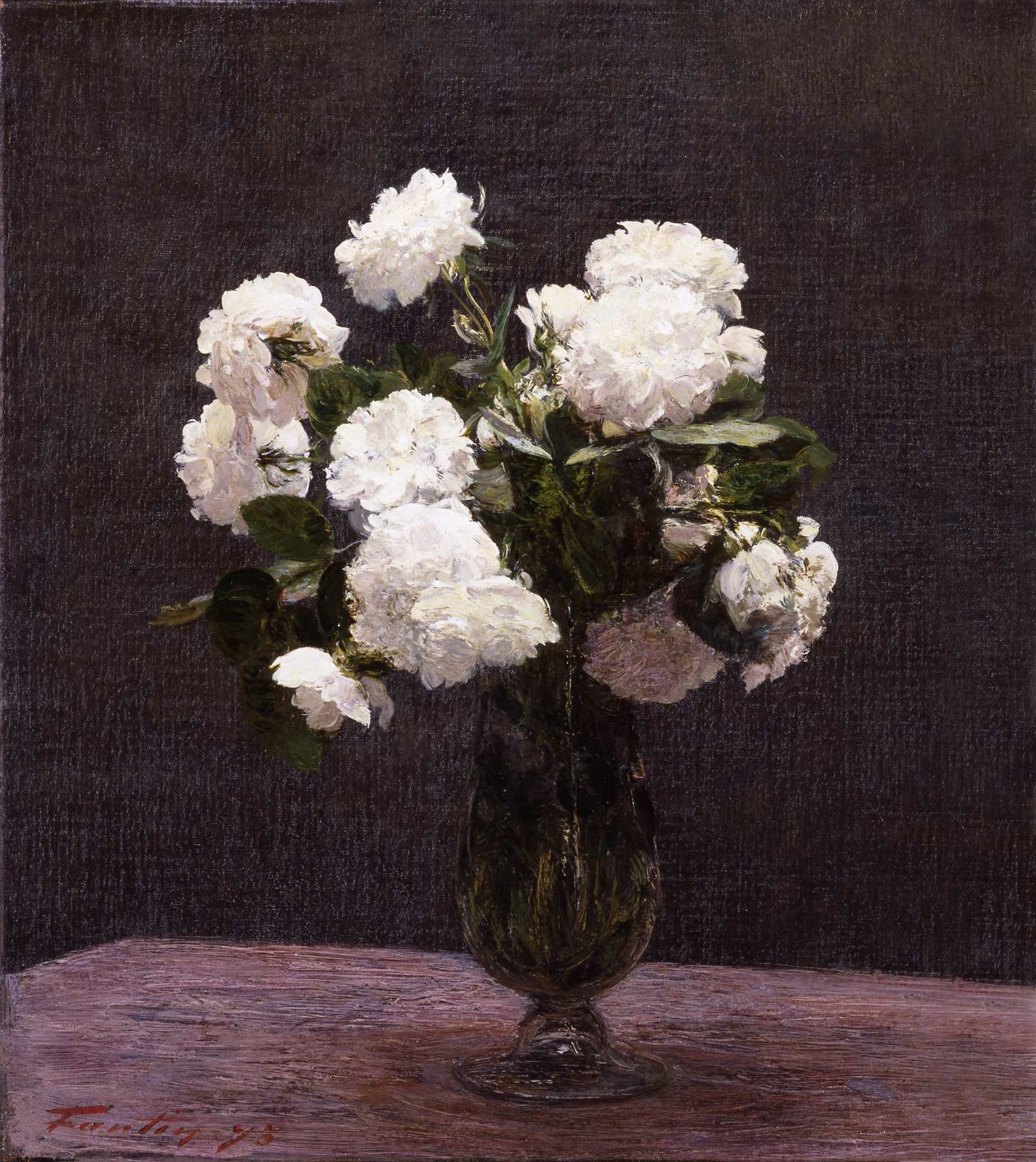
Анрі Фантен-Латур. «Білі троянди». 1875, Велика Британія, Йорк
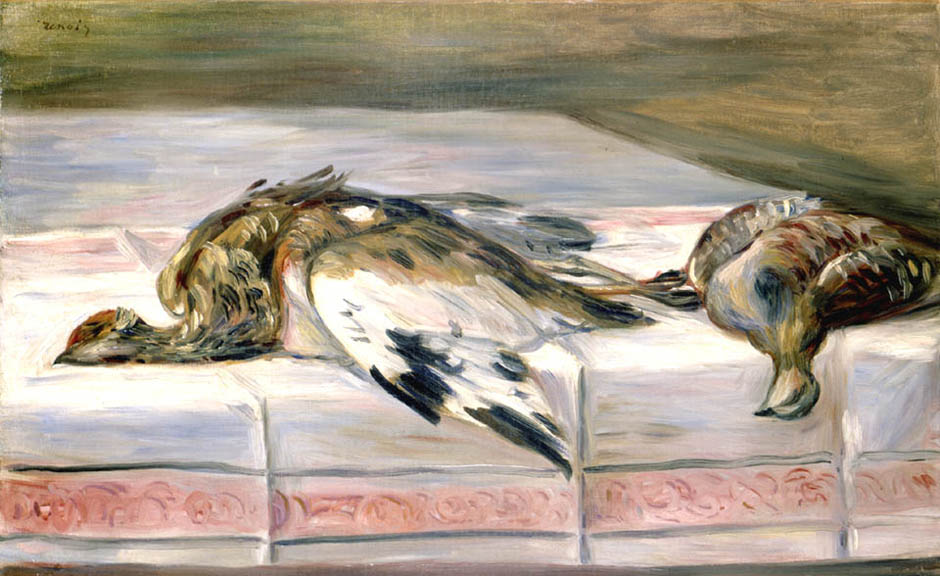
П'єр-Огюст Ренуар. «Фазан і куріпка». 1881
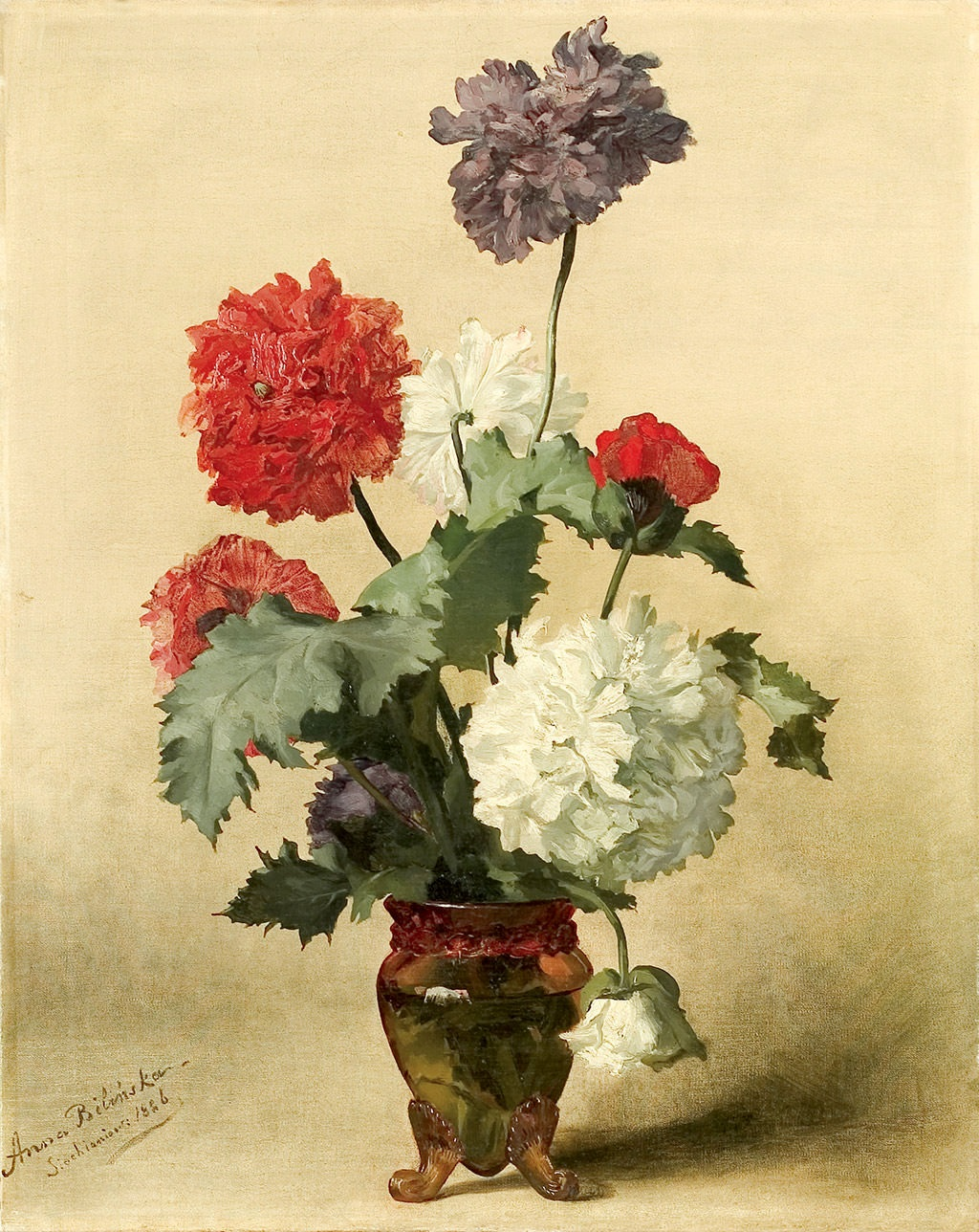
«Піонії». 1886 Анна Білінська-Богданович
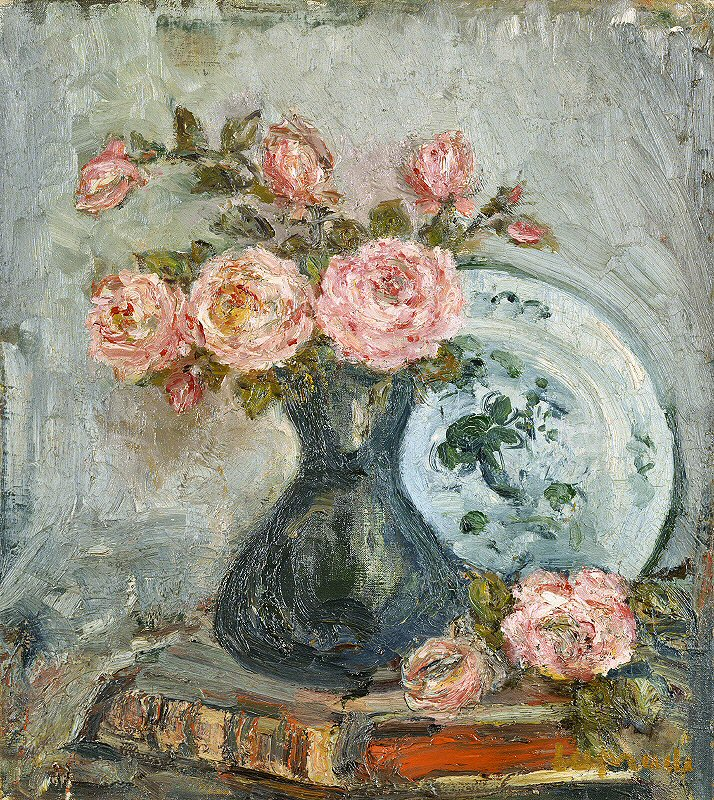
П'єр Лапрад, «Натюрморт з книгою, трояндами і посудом», Національний музей західноєвропейського мистецтва, Токіо

## Натюрморти Едуарда Мане

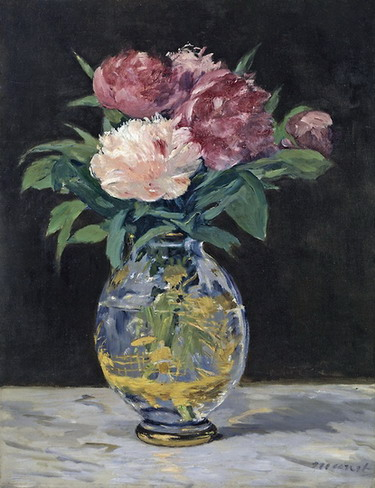
Э. Мане. «Півонії на мармуровій стільниці», 1882

Перлинами живопису вважають натюрморти Едуарда Мане, який формально не входив до кола імпресіоністів. Ось їх короткий перелік:
- «Білі півонії», 1865, Музей д'Орсе, Париж.
- «Натюрморт з квітами», 1880, приватна збірка.
- «Троянди та бузок», 1883, Нью-Йорк, приватна збірка.
- «Натюрморт з лососем», 1869 р., музей Шелбурн, штат Вермонт, США.
- «Букет», 1883, Берлін.

«Натюрморт з лососем», 1866-69, музей Шелбурн, Вермонт, США
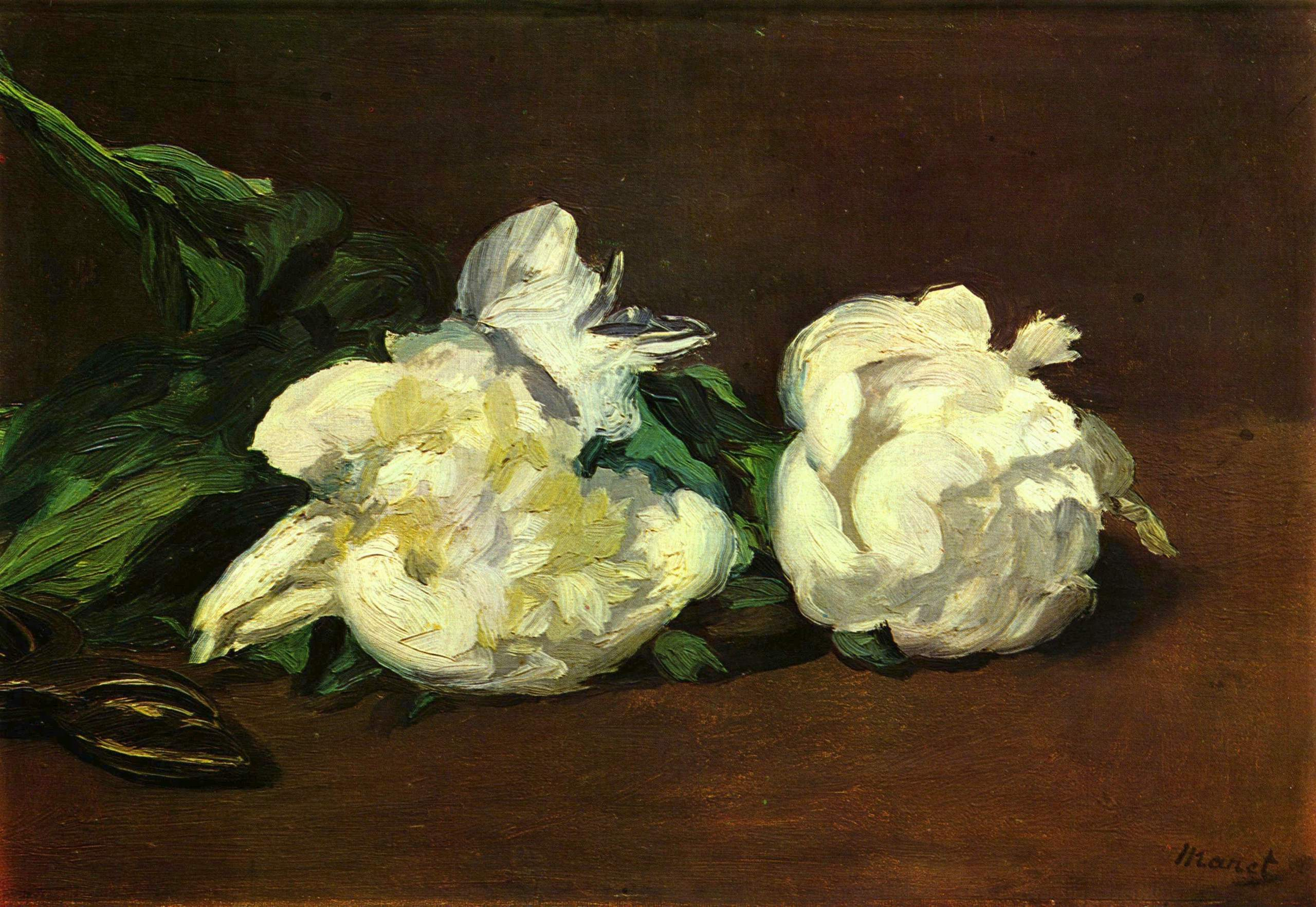
Э. Мане. «Білі півонії». 1864, Лувр, Париж
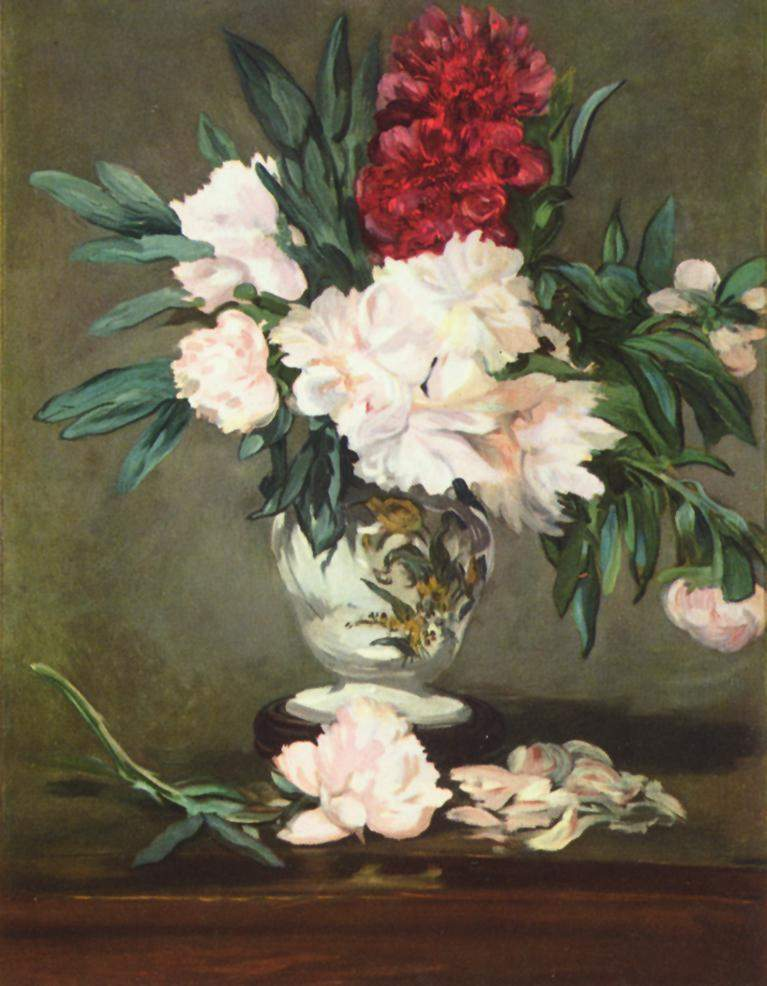
«Ваза з півоніями», 1864-65, музей д'Орсе
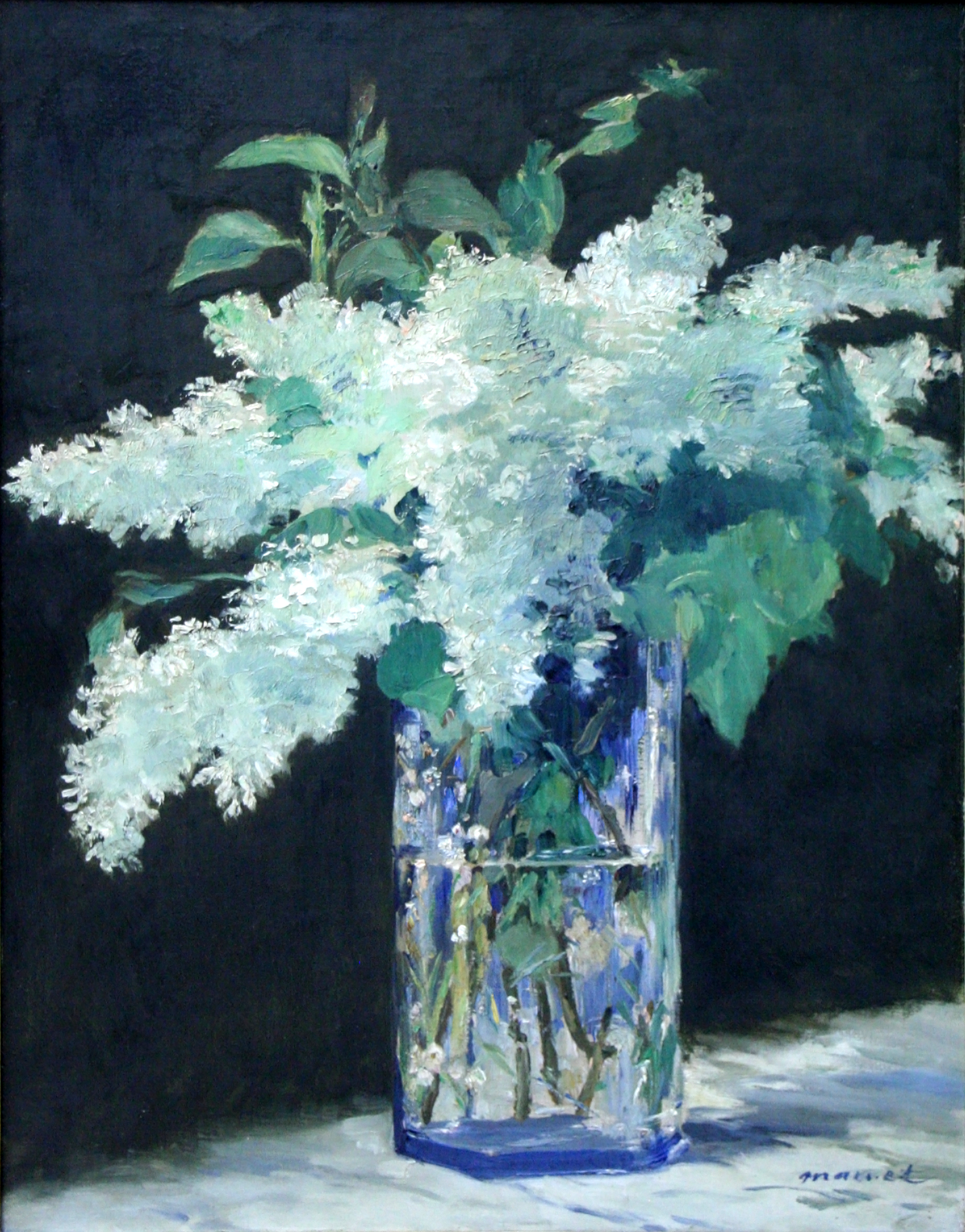
«Натюрморт», 1883, Барлін

## Натюрморти Вінсента ван Гога
- Натюрморт з фруктами та келихом, 1881,
- Соняшники(на синьому тлі), 1887, Нью-Йорк, Метрополітен.
- Стілець Ван Гога, 1888, Лондон, Нац. галерея.
- Два черевики, 1887, Балтімор, музей мистецтв.
- Три соняшники (в зеленій вазі), 1888, приватна збірка.
- Крісло Гогена, 1888, Амстердам, музей Ван Гога.
- Соняшники, 1889, Лондон, галерея Тейт.
- Рожеві троянди, 1890, Копенгаген, Нова гліптотека Карлсберга.

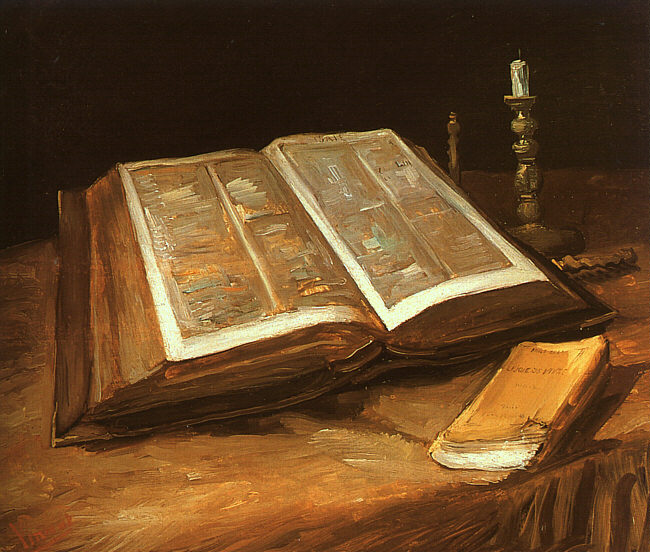
Натюрморт з Біблією, 1885, Музей Ван Гога, Амстердам
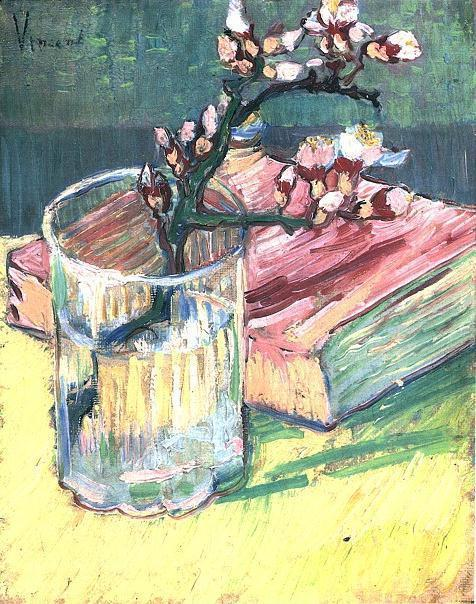
Гілка мигдалю та книга
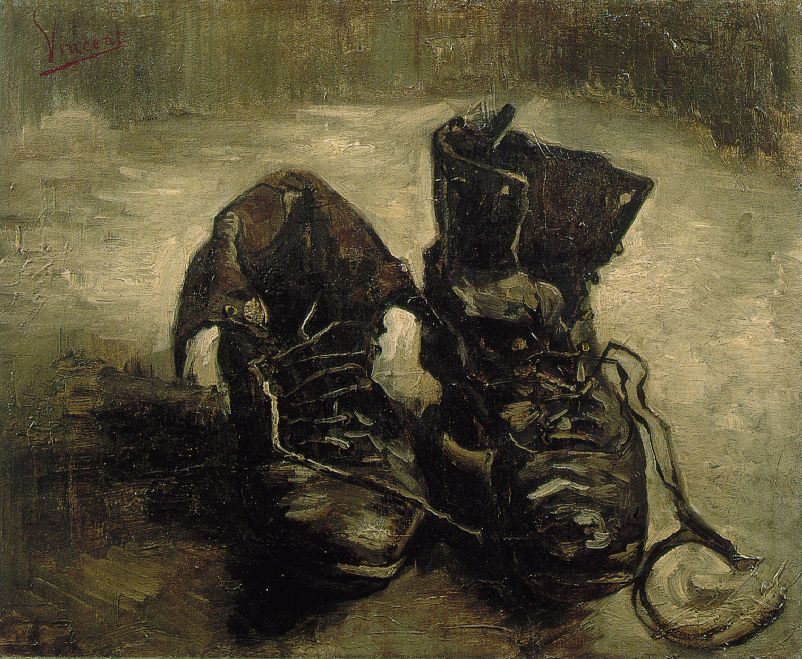
Два черевики, 1887
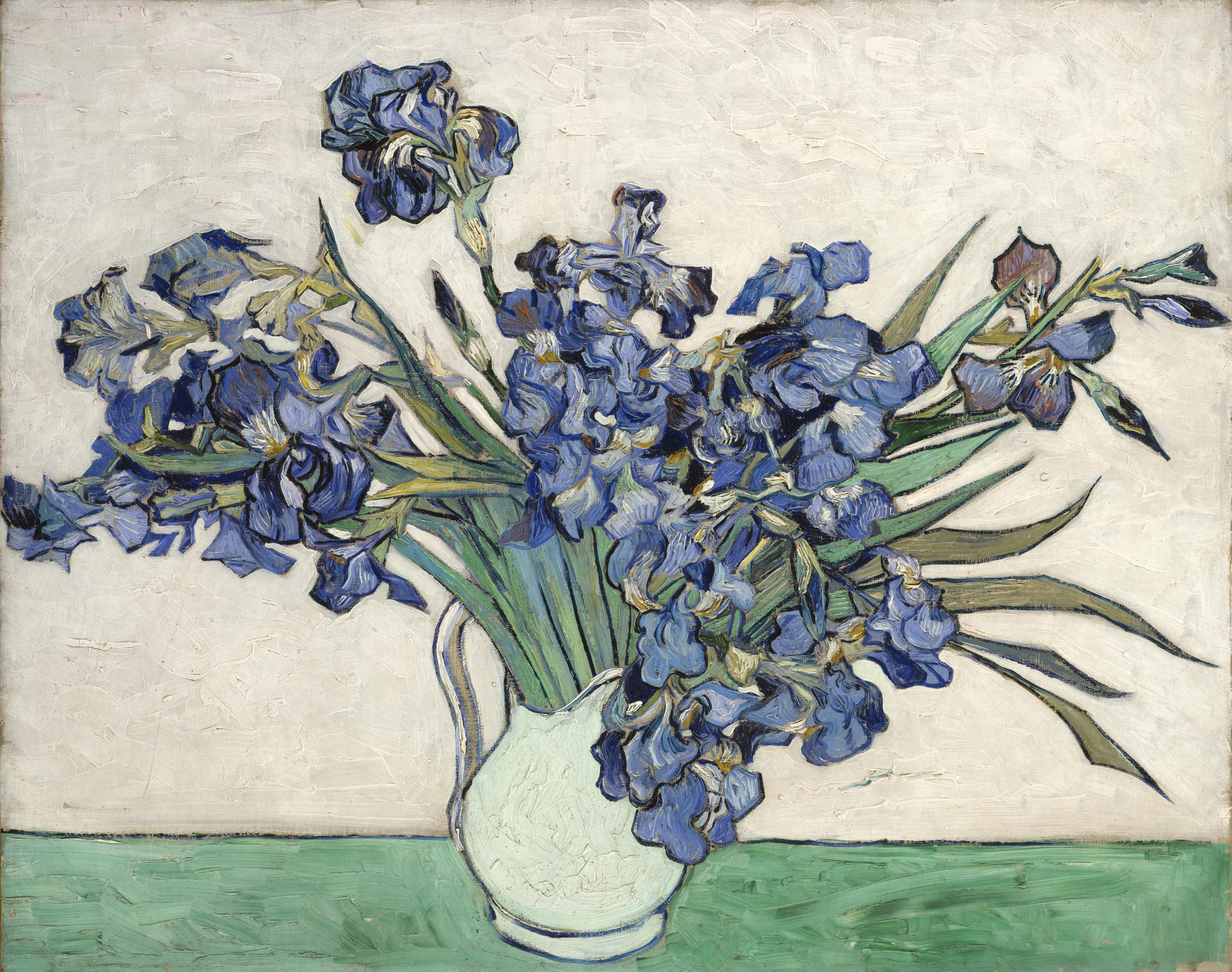
Півники в вазі, 1890
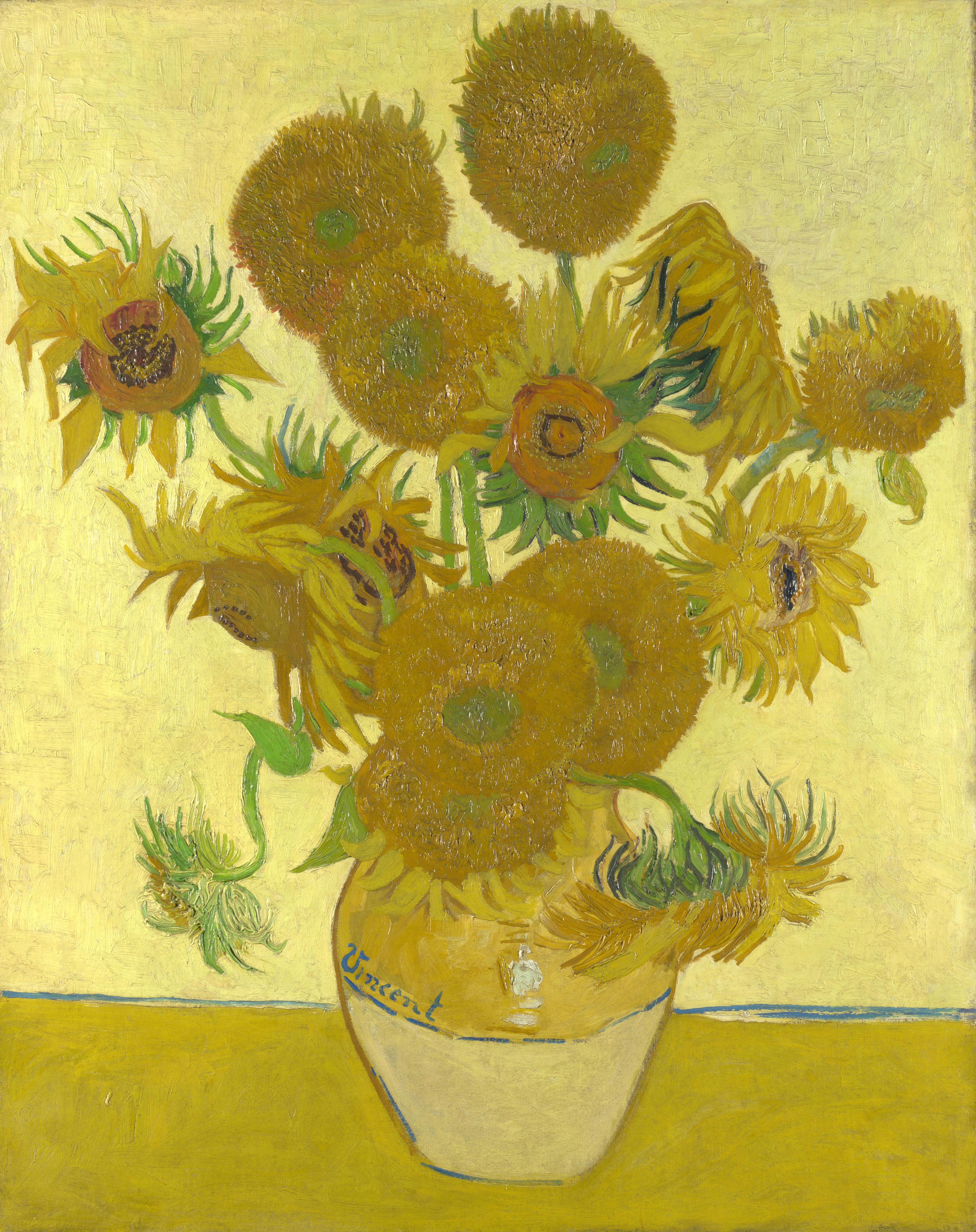
«Соняшники» (1888)
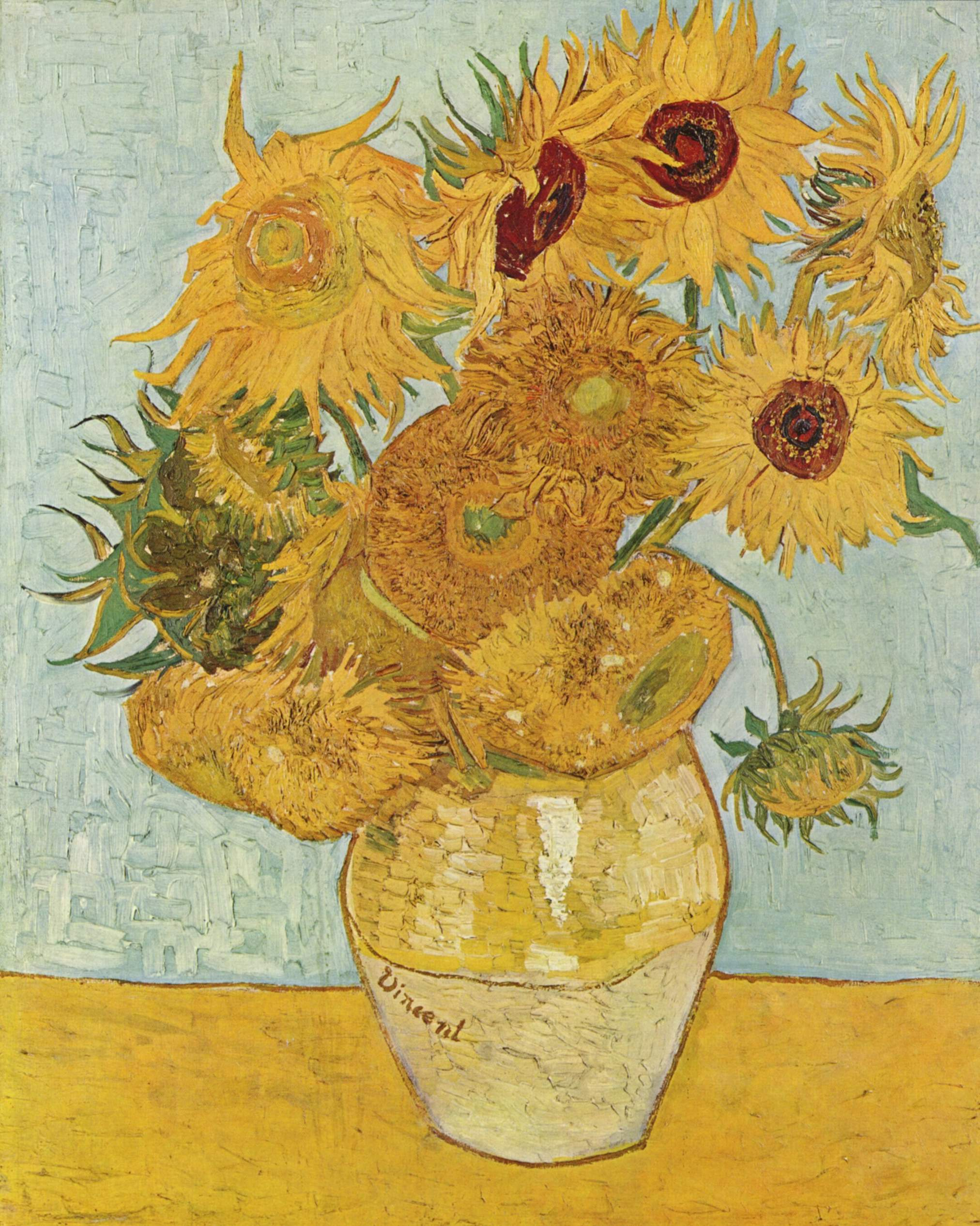
«Соняшники» (1888)
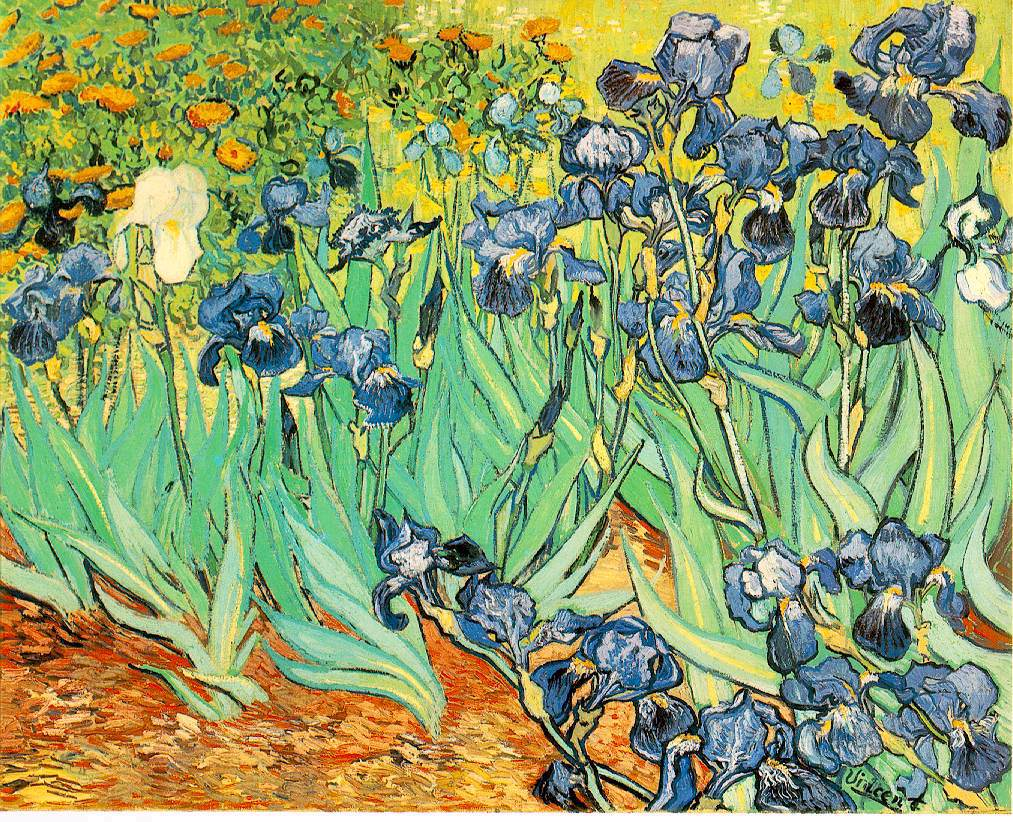
«Іриси» (1889)

## Західноєвропейські митці різних країн, натюрморти

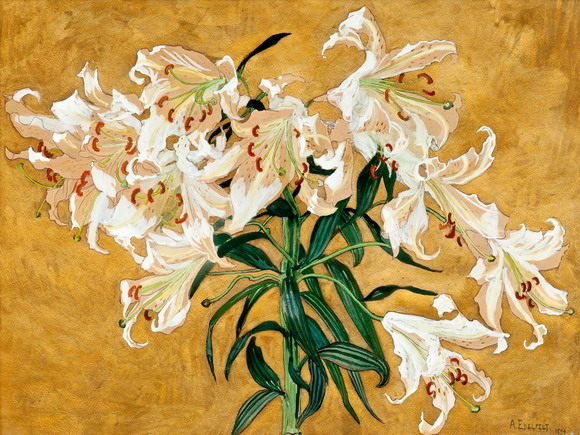
Альберт Едельфельт (1854-1905), «Лілії білі», 1894
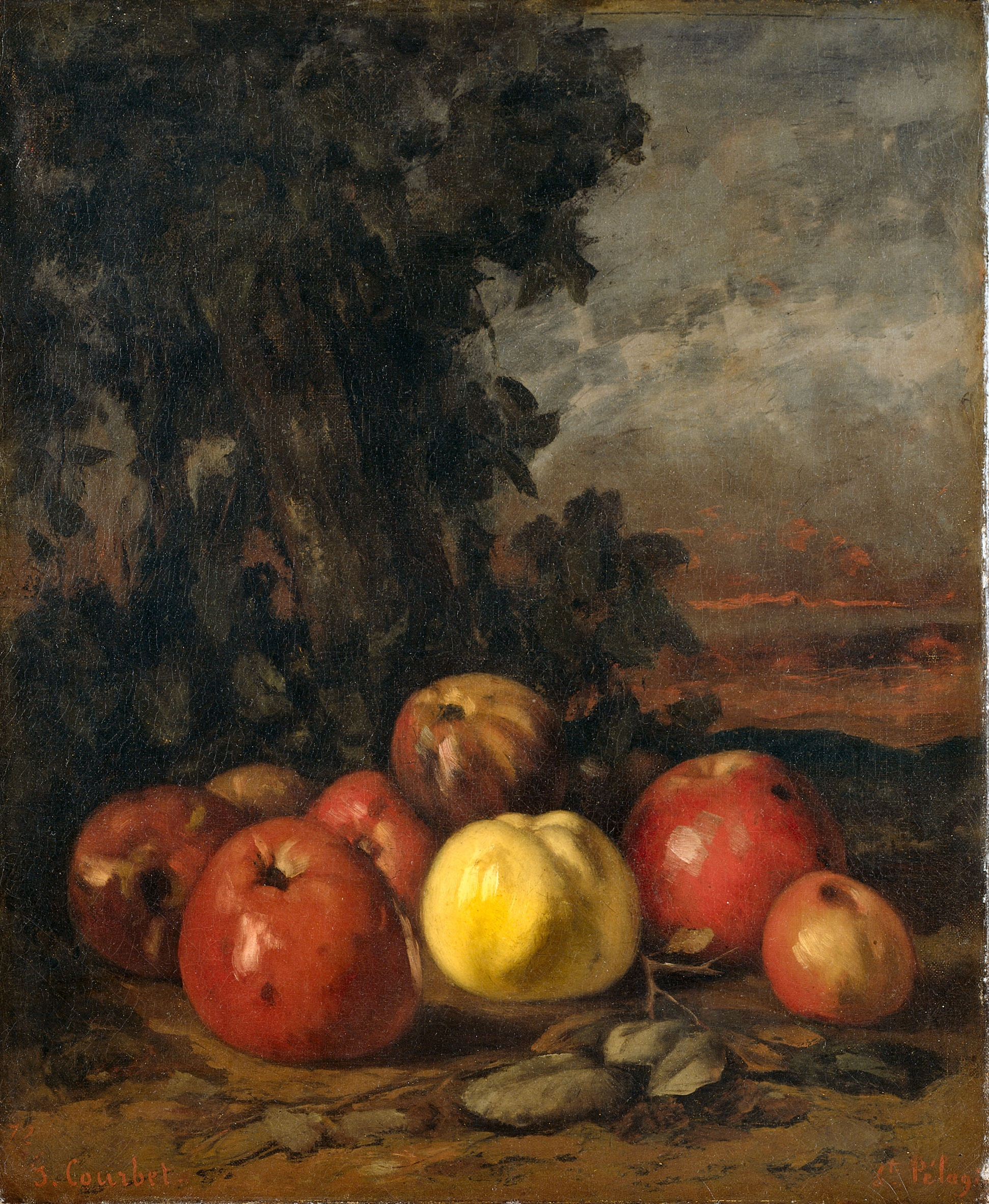
Густав Курбе. «Яблука», 1872 р. Державний музей (Амстердам)
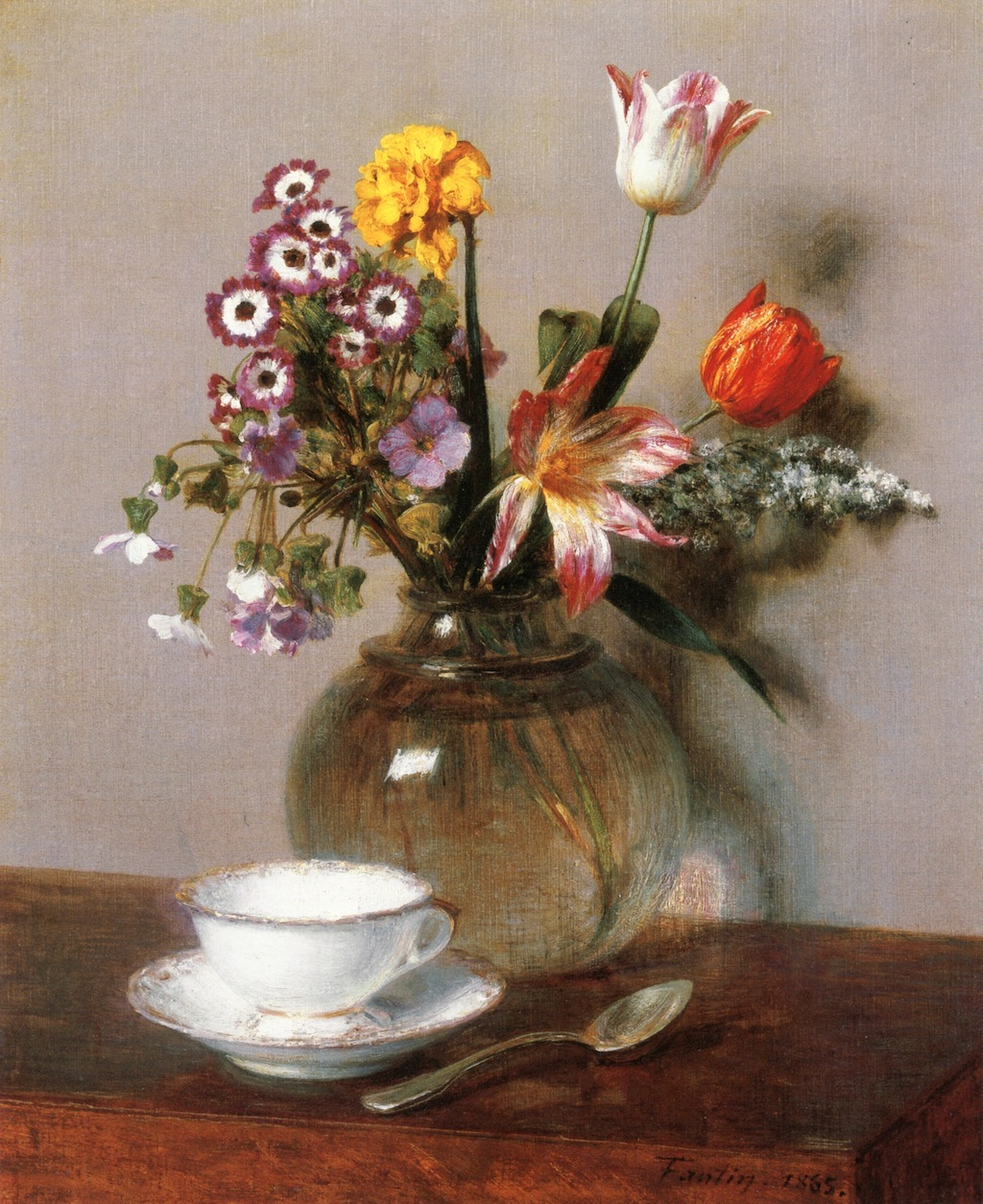
Анрі Фантен-Латур. «Квіти і філіжанка»

## Натюрморти в мистецтві Російської імперії

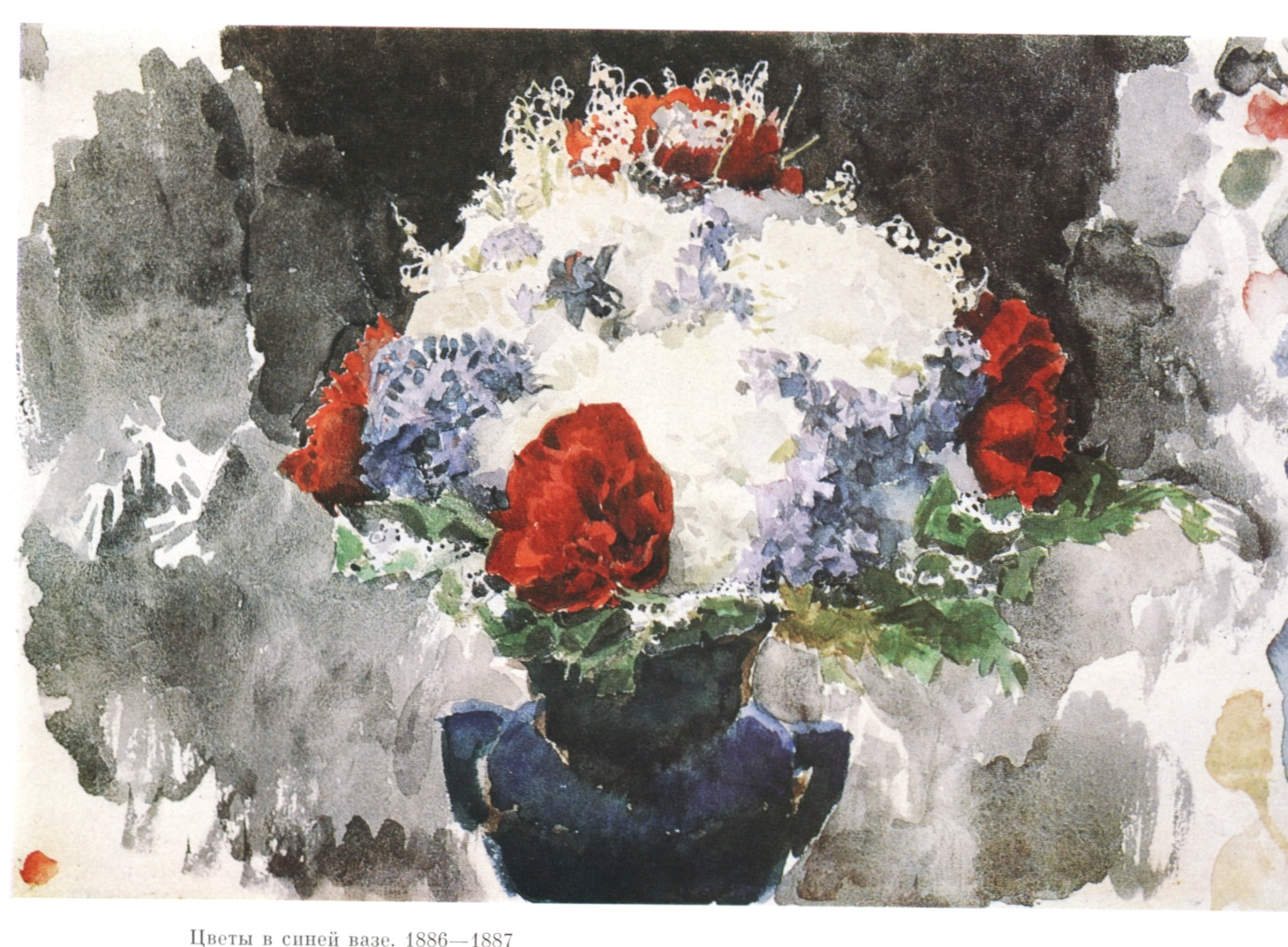
Врубель. Квіти в синій вазі, 1887, Київ.

Російське мистецтво бароко 18 ст. теж йшло шляхом спроб здивувати глядача. Неймовірно реалістичне зображення речей — було родзинкою в палацових кабінетах. Зразки подібних творів — не що інше, як старанно виконані натюрморти. Вони подають книжкові полички з томами, прилади для написання листів, гусячі пера, ножиці тощо. Шість подібних натюрмортів 18 ст. демонструє музей-садиба Кусково. Один з них належить художнику П.Г.Богомолову — «Книги», 1737 р. На жаль, роки життя П. Г. Богомолова не відомі.
Подібний зразок має й збірка мистецьких творів у замку Олесько в Україні — «Натюрморт з гребінцями та мініатюрним портретом невідомого», 18 ст.
Російська імперія 19-20 століть мала своїх прихильників натюрмортів: це художники Мордвінов А. Н.(1800—1858) «Підрамник, папка та гіпсовий барельєф» (Державний Російський музей), твори Хруцького І. Ф.(1810—1885), уславлених Костянтина Коровіна (1861—1939) та Врубеля (1856—1910). Натюрморти Коровіна вражають глядача яскравими фарбами та широким мазком («Троянди» 1912 р., Омськ, «Риби, вино і фрукти», 1916 р.) Скромні натюрморти Врубеля віднайдені в його малюнках («Підсвічник, графин та стакани».) А свій колористичний хист Врубель виплеснув у акварельних натюрмортах («Квіти в синій вазі», 1887, Київська національна картинна галерея, Київ).
Представники новітніх мистецьких угруповань подали свої зразки цього жанру: Кончаловський П. П. («Сігари та сомбреро», 1916, ДРМ), Фальк Роберт Рафаїлович («Натюрморт з фікусом», Харків), І.Машков («Риби», Єреван, Картинна галерея Вірменії, «Натюрморт з червоними маками», 1913, приватна збірка), І.Грабар («Хризантеми в синій вазі», 1905 р.), Д.Штеренберг («Рожева ваза»).
До класичних витоків натюрморту в Голландії та Росії доби бароко в своїх творах вже на новому етапі звертався Микола Смірнов (1938—2005). Він робить селекцію речей за стилем і в його натюрмортах виникають то злами ар нуво («Бабусини романси», 1982 р.), то буремні роки Північної війни з Швецією (натюрморт «Віват, цар Петро Олексійович!»).

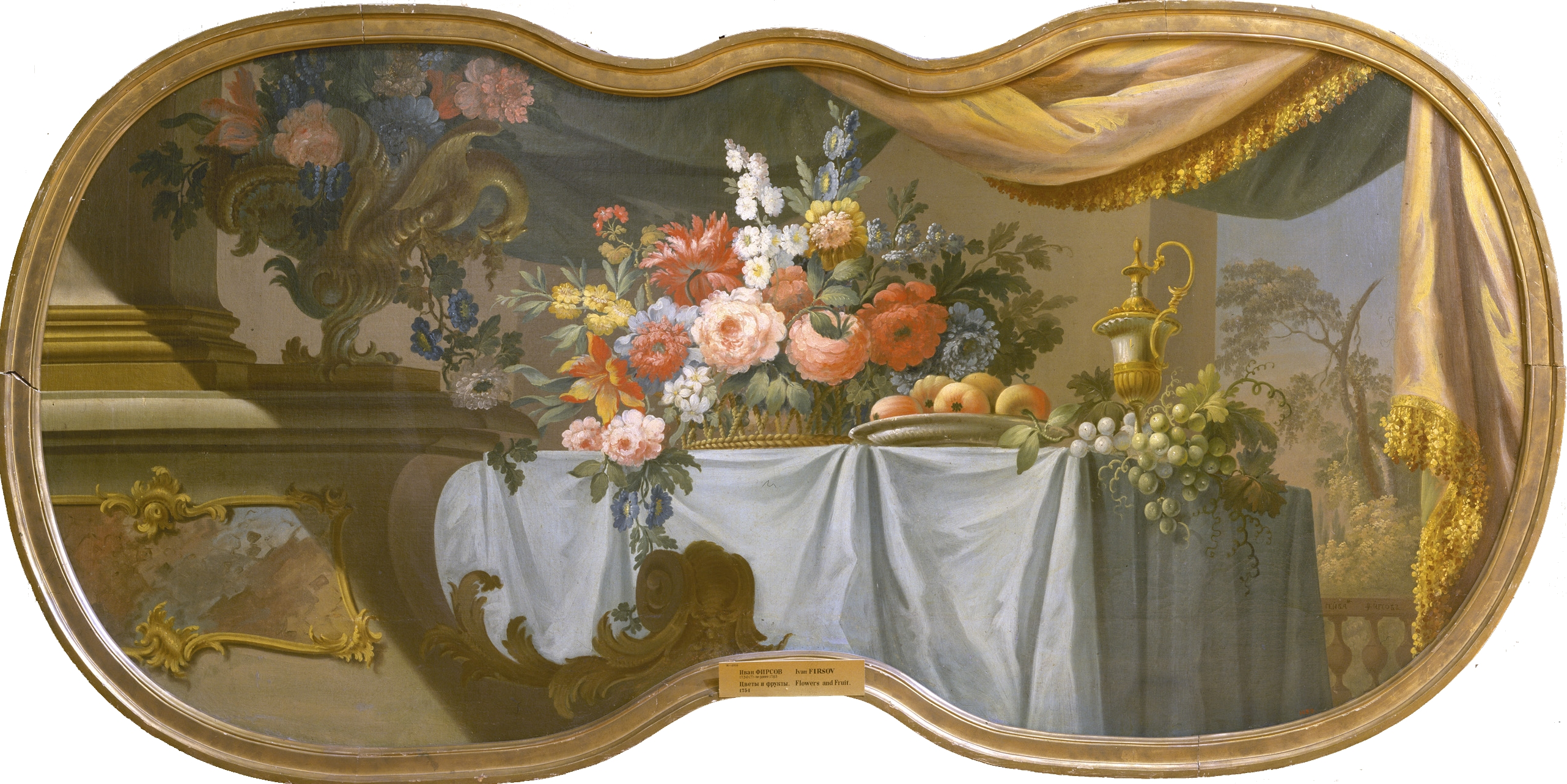
Іван Фірсов. Десюдепорт «Квіти і фрукти на столі», 1754 р. Держ. Російський музей
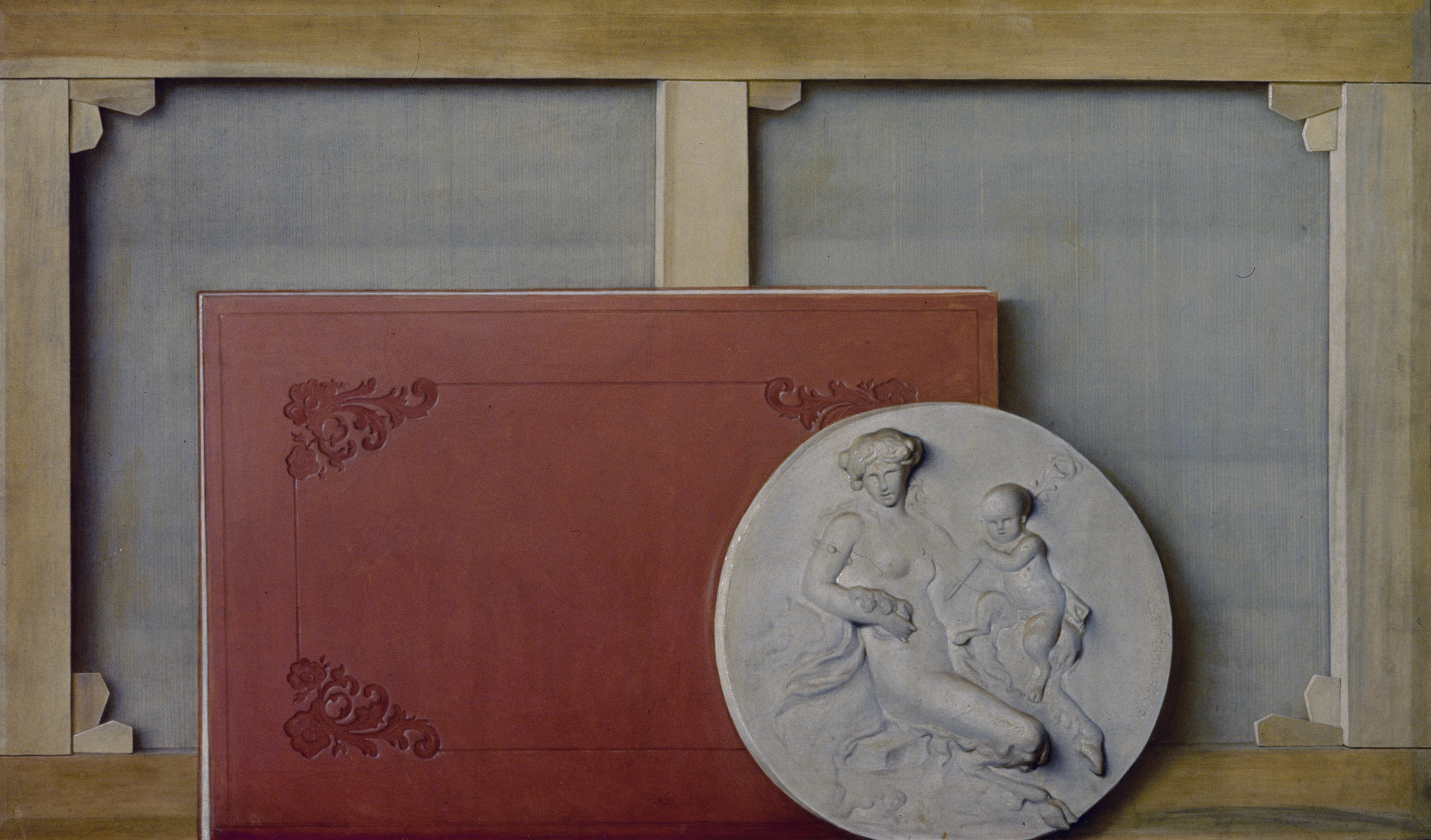
Мордвінов Олександр Миколайович. «Підрамник, папка та гіпсовий рельєф», 1857 р. Держ. Російський музей
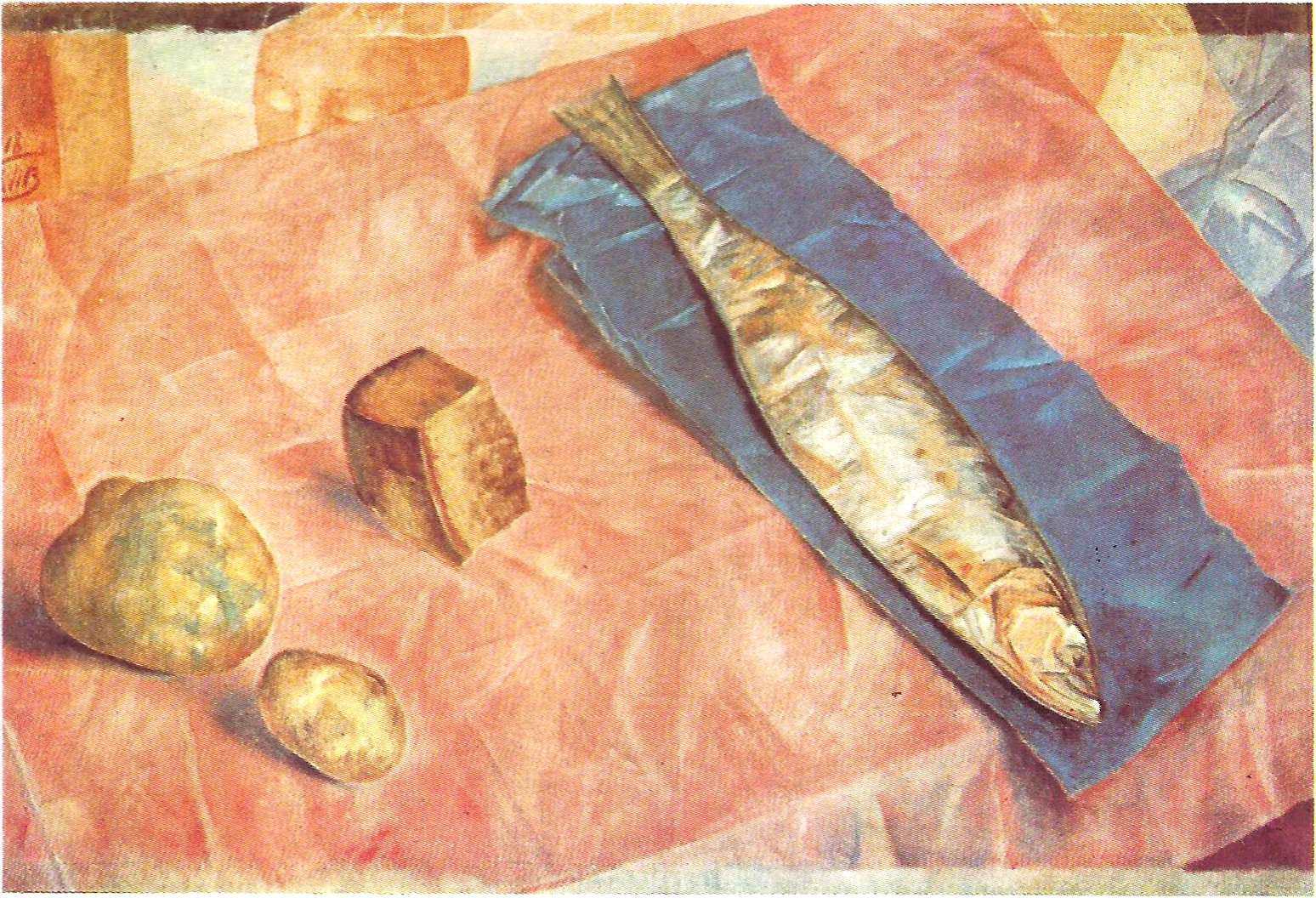
Петров-Водкін Кузьма Сергійович. «Оселедець і чорний хліб», 1918 р. Держ. Російський музей
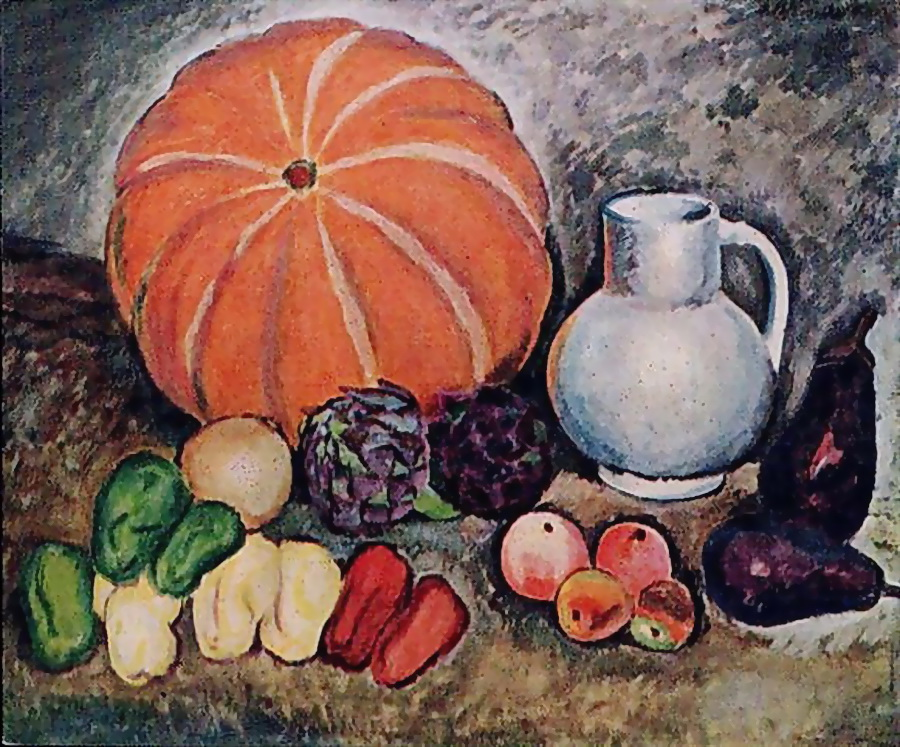
Машков Ілля Іванович. «Овочі і гарбуз», 1914 р., Третьяковська галерея
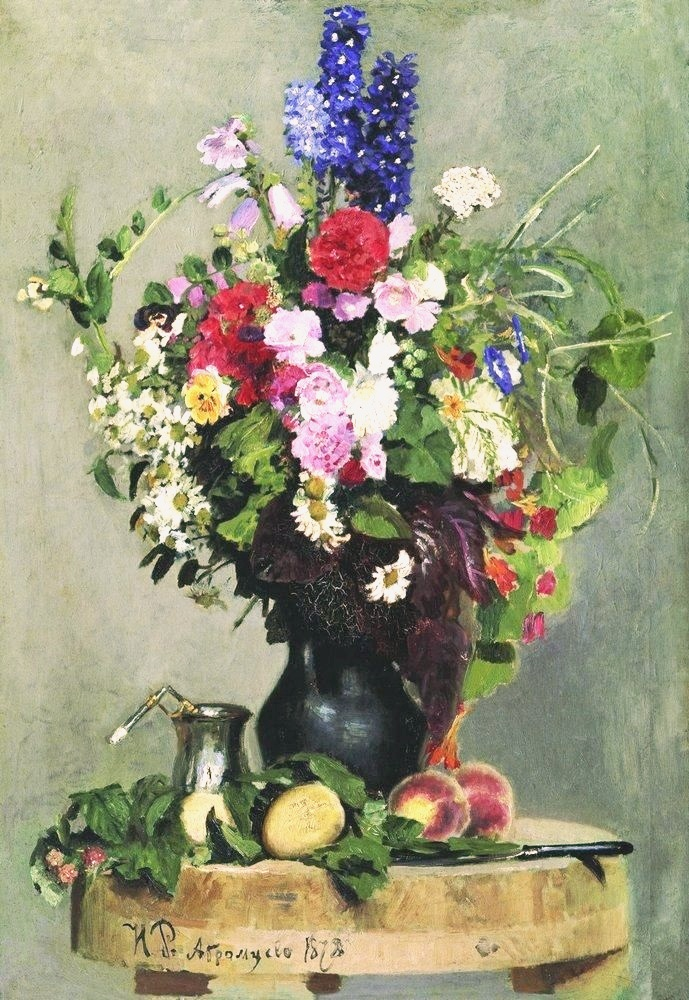
Рєпін І. Ю.«Букет. Абрамцево», 1878 р.

## Натюрморти Китаю й Японії

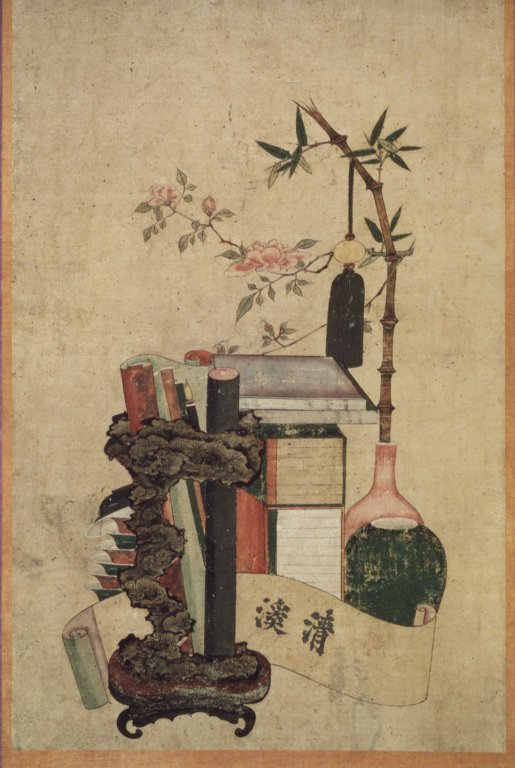
Анонім 19 ст. «Книги і знаряддя науковця»

Зображення суто речей або квітів, риб, комах притаманне й мистецтву інших країн, наприклад, в Китаї, Японії. Особливо багато їх в гравюрі Японії.
Приклади японських натюрмортів неможливо перелічити, так їх багато. Але присутні ті натюрморти і на японських ширмах, в стінописах, на віялах. Бо мистецтво Японії довго не знало картини олійними фарбами західноєвропейського зразку. Японські натюрморти віднайдені в творах Кано Санраку («Півонії»), Сотацу (ширма «Віяла» початку 17 ст.), Огата Корина («Осінні трави» розпис віяла початку 18 ст.), Огата Кендзан («Кошики з квітами», сувій початку 18 ст.)
З поширенням гравюри до натюрмортів звертався велетень мистецтва Японії Кацусіка Хокусай — «Дерев'яний кінь», «Місяць, хурма та комаха», «Лілеї», Риба та мушля. А його «Манга» (замальовки) — повні малюнків речей, де є посуд, одяг, парасолі, паперові ліхтарі.
Фахові митці — гравери Японії постійно шукали нові засоби виразності творів. Від чорно-білої гравюри прийшли до кольорової. Потім кількість кольорів збільшилася настільки, що гравюрі загрожувало перетворення на новий різновид мистецтва. Були й спроби змішати жанри на одному аркуші. Таким твором стала двочастинна гравюра Кацусіка Хокусая «Біля паперового ліхтаря», де ліворуч японка на татамі, а праворуч лише паперовий ліхтар (кольорова ксилографія 1801 р.). Суто натюрмортна й двочастинна ксилографія 1828 року «Риби та діжа» з «Книги лістів-порад». Звичайним натюрмортом став і малюнок Хокусая «Паросток бавовнику, листя й плоди».
На тричастинній гравюрі Утагава Кунійосі «Помста», де самурай готується винищити родину ворога, є несподівана вставка — натюрморт з коробками та серветкою-фуросікі.(Фуросікі використовують для пакування та пересування речей-від книжок до телевізора. Японцям фуросікі довго заміняла європейські торбинки та кошики).

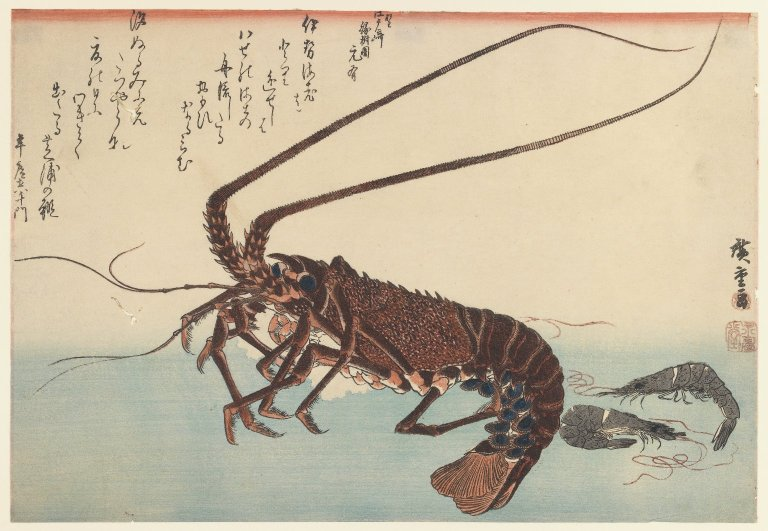
Андо Хіросіге, «Лобстер і креветки»
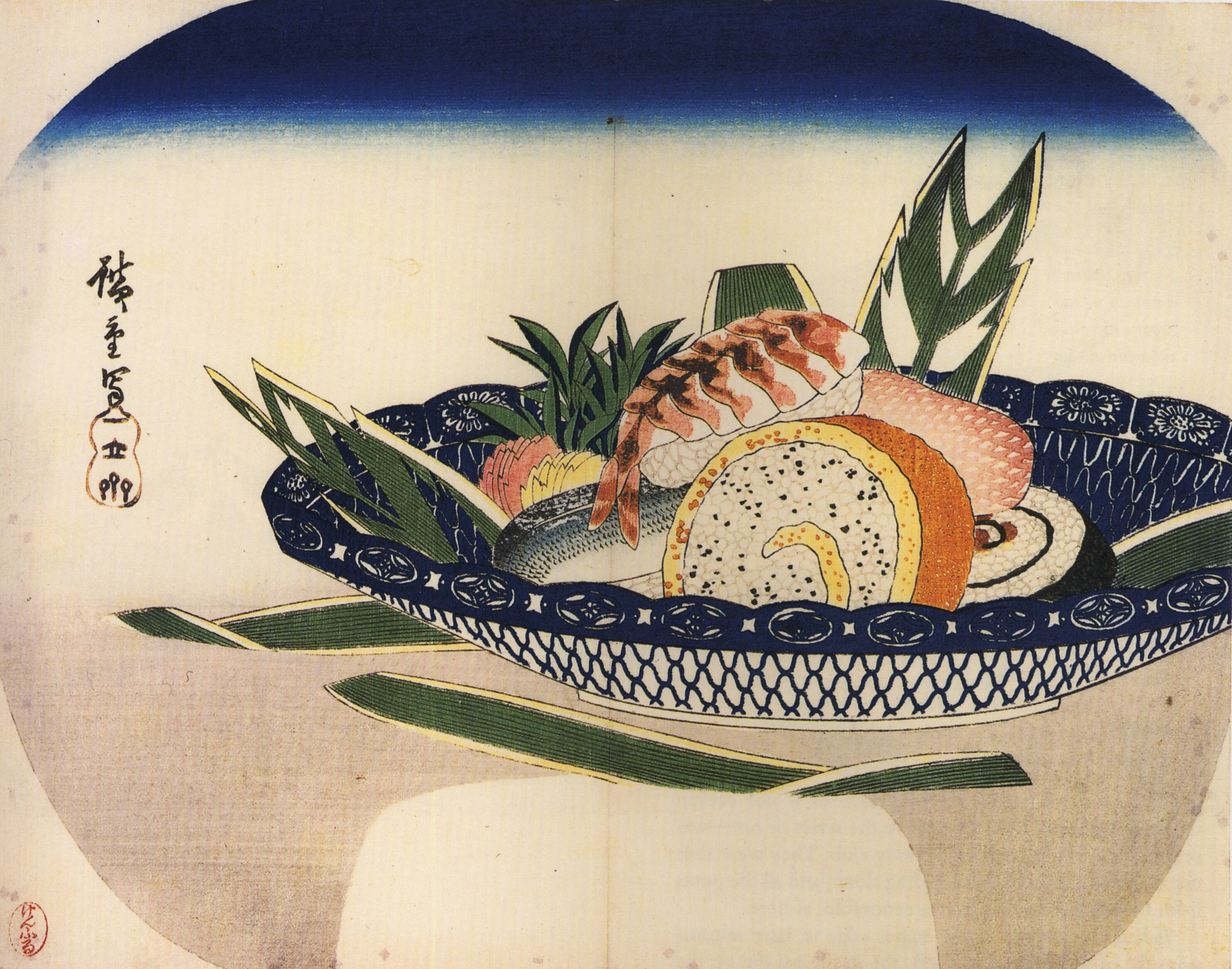
Андо Хіросіге, «Суши»
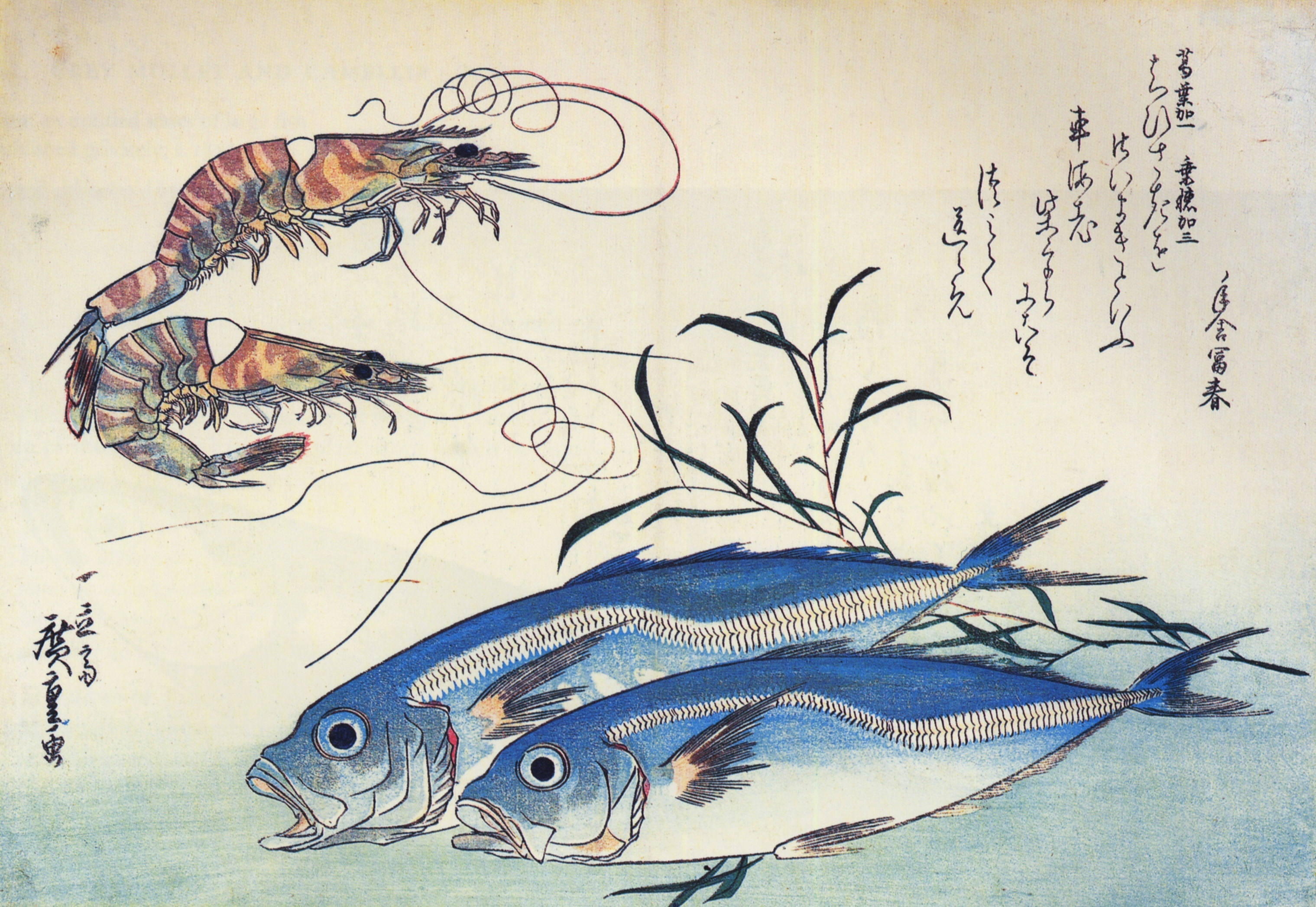
Андо Хіросіге,«Макрель і креветки »
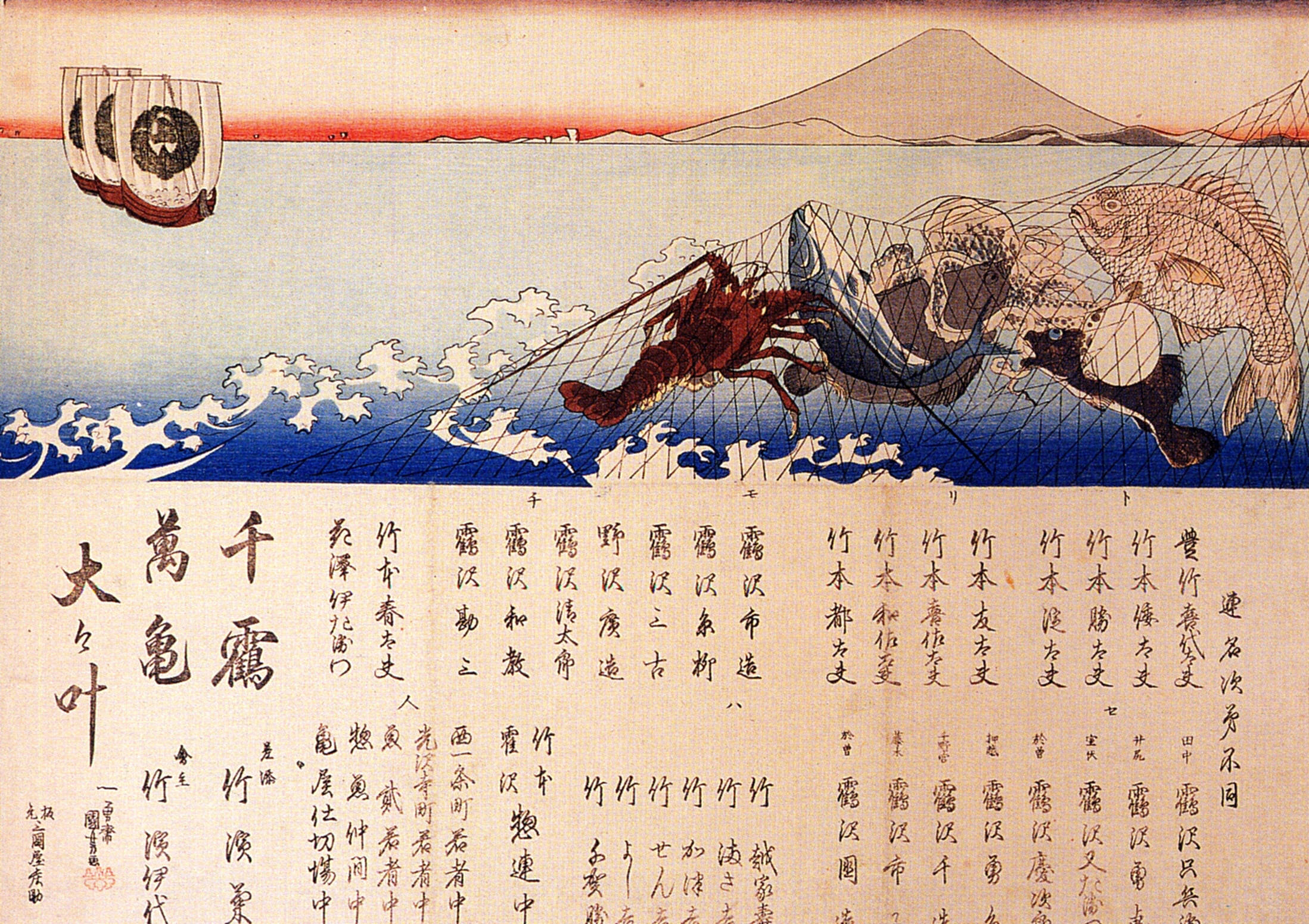
Утагава Кунійосі, натюрморт і краєвид з Фудзі.
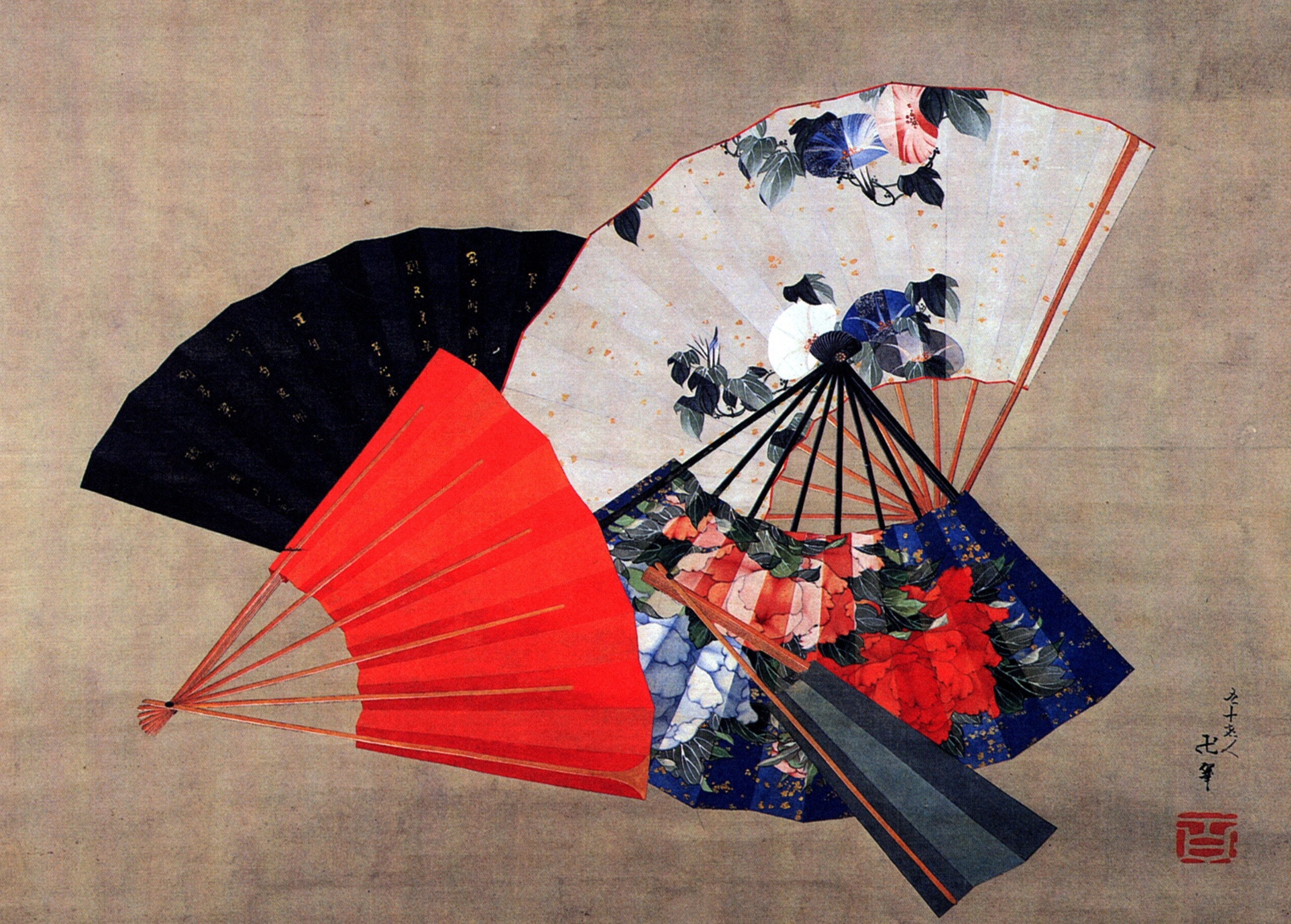
Кацусіка Хокусай, віяла
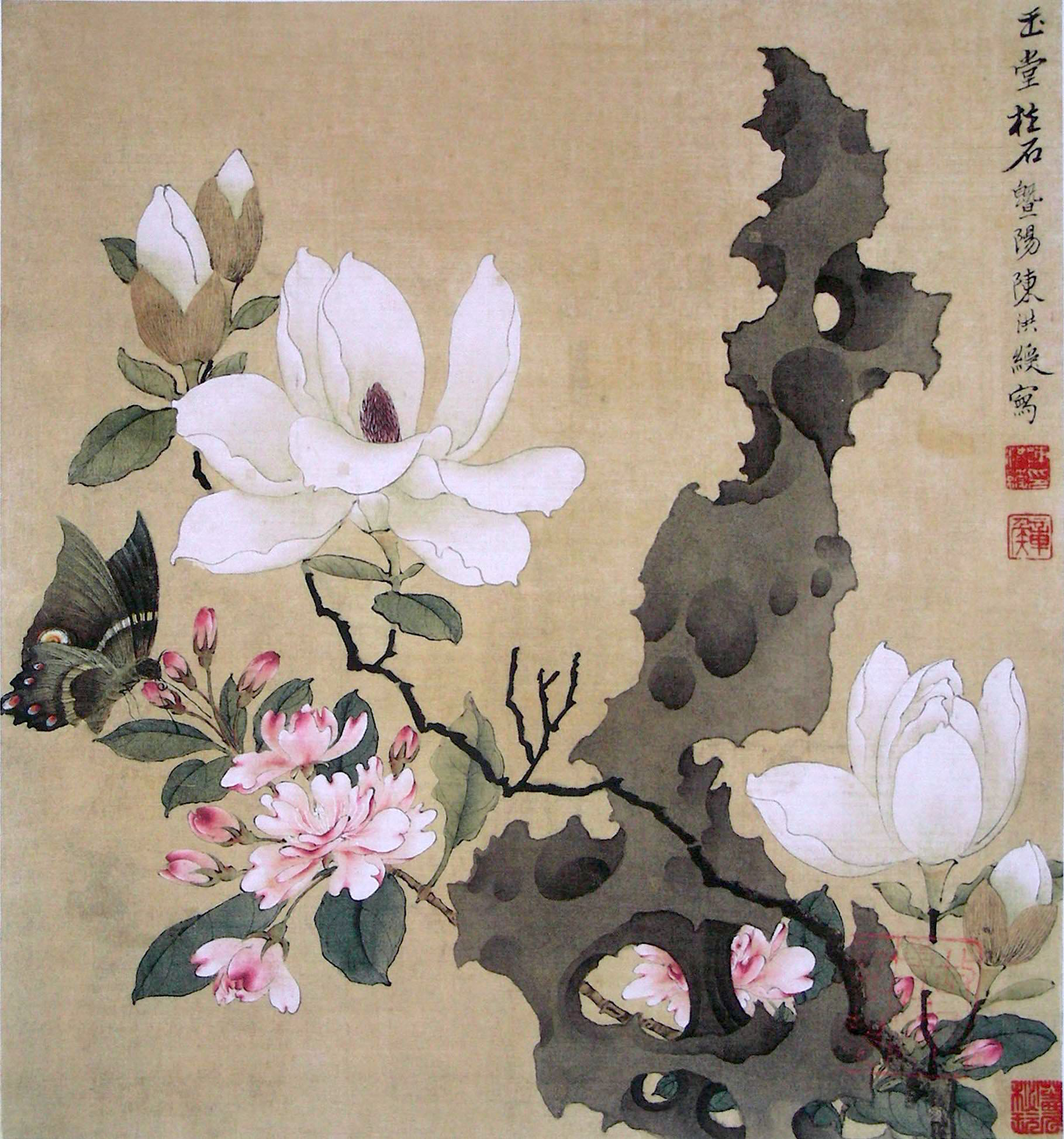
Худ. Чень Хуншоу(1599 —1652),Китай, аркуш альбому
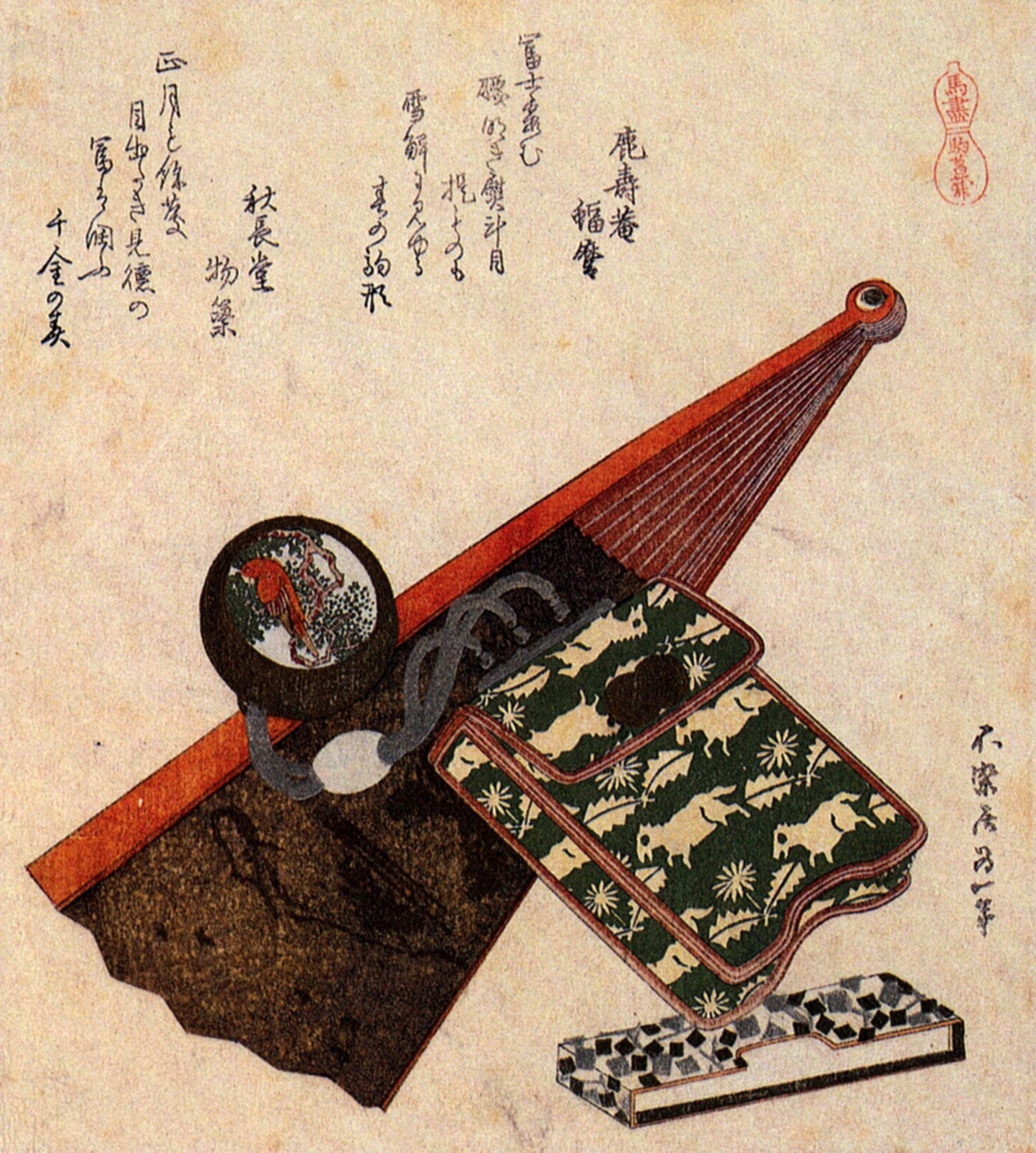
Кацусіка Хокусай, інро, нецке і віяло.
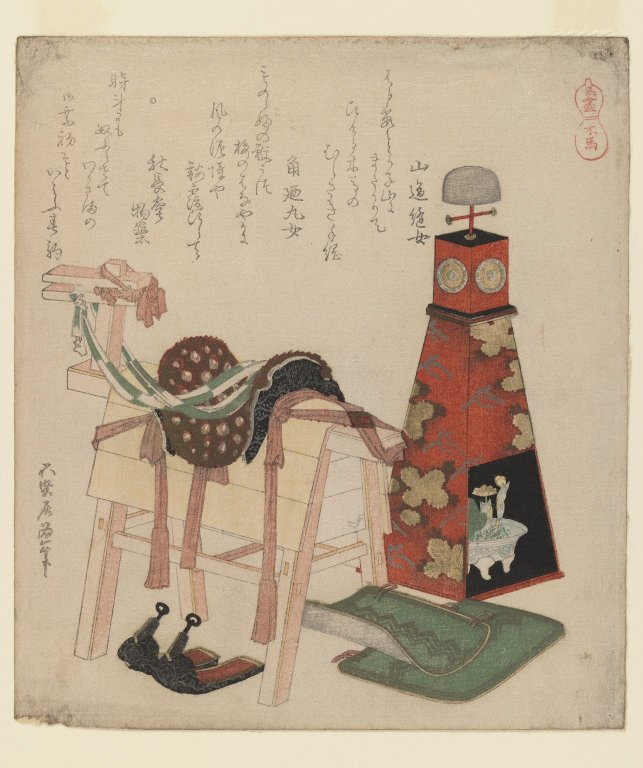
Кацусіка Хокусай, дерев'яний кінь для дитини, 1822 р.

## Натюрморт на Американському континенті

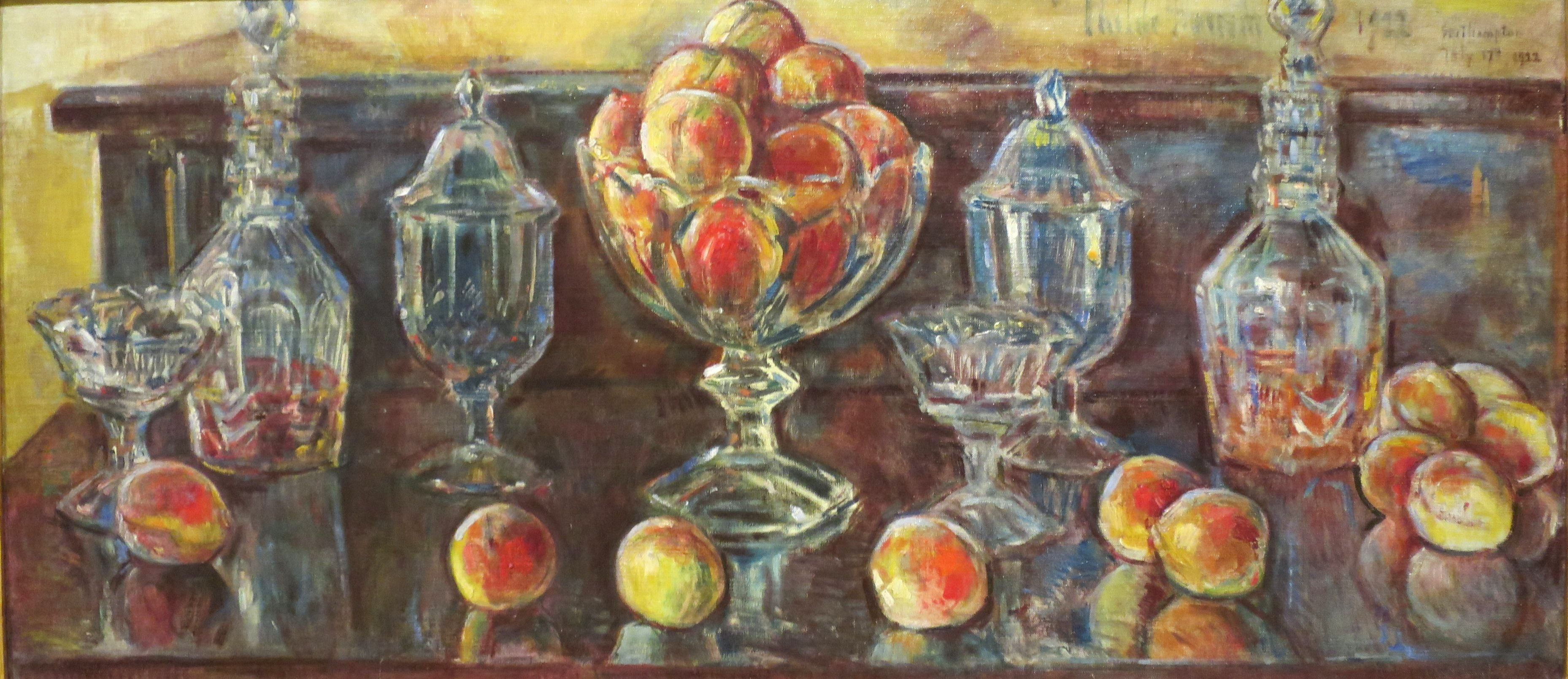
Чайлд Хассам. «Старовинне скло і персики», Художній музей Ель Пасо

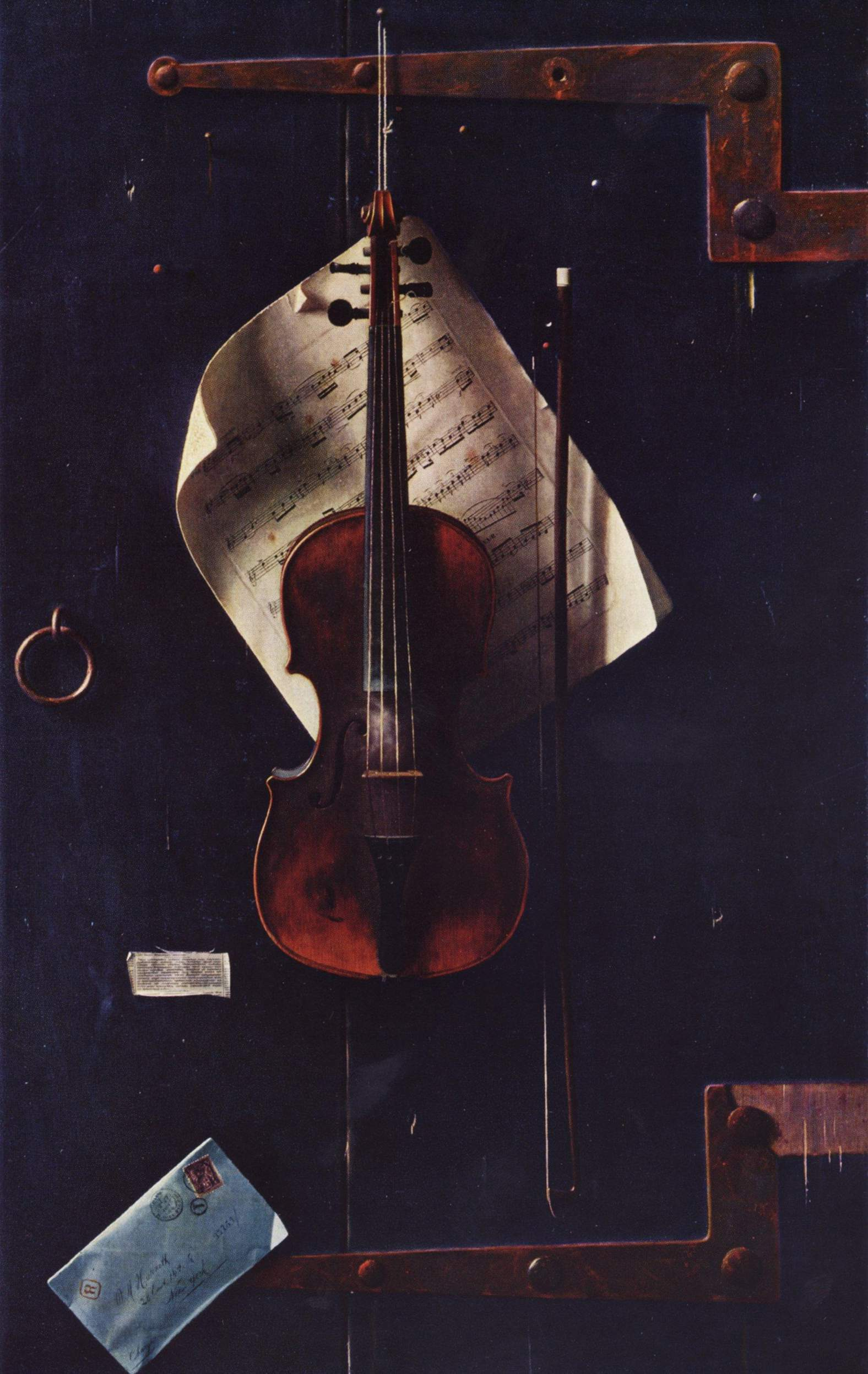
Худ. В. М. Харнет, Натюрморт «Стара скрипка»

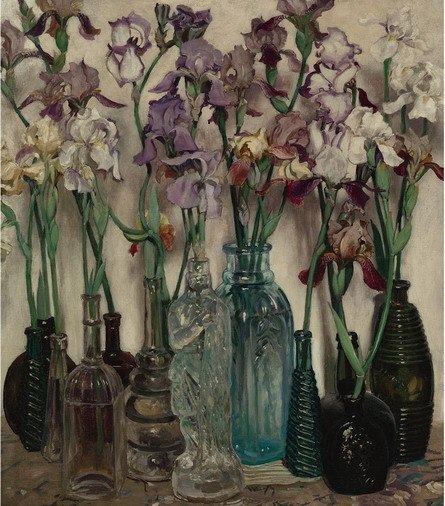
Фредерік Джад Вог. «Нове використання ромових пляшок», 1922, особиста збірка

Своє місце зайняв натюрморт і в мистецтві США 19 та 20 століття.
Вільям Майкл Харнетт (1848—1892) навчався в Нью-Йорку і Мюнхені. У своїх натюрмортах він змішував несхожі речі, але вимальовував їж докуметнально і тверезо. Часто вони справляли враження реальних речей. Уславлений зразок натюрморту Харнетта «Музика та талан» (Метрополітен-музей, Нью-Йорк).
Малював натюрморти і Джон Фредерік Пето(1854—1907). Дивний зразок цього жанру залишив і майстер стінописів з Мексики Дієго Рівера — «Натюрморт» 1913 р., Єрмітаж, Петербург — олійними фарбами. Твори в цьому жанрі залишили і мексиканці Франсіско Досамантес (1910 р.н.) «Натюрморт», 1962 р., і Руфіно Тамайо «Кавун», 1966, літографія.

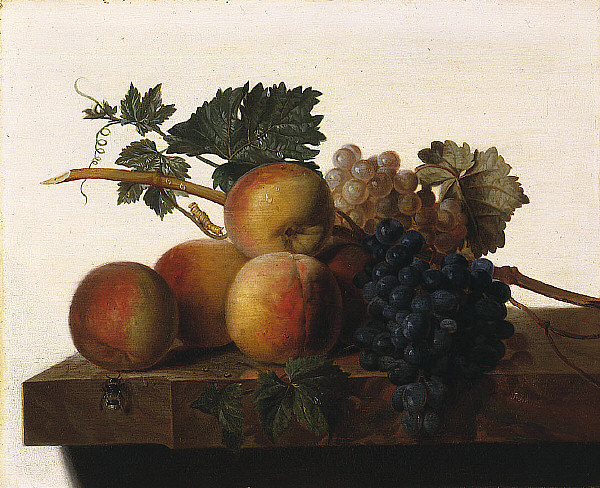
Джон Джонстон. «Натюрморт з фруктами», 1810
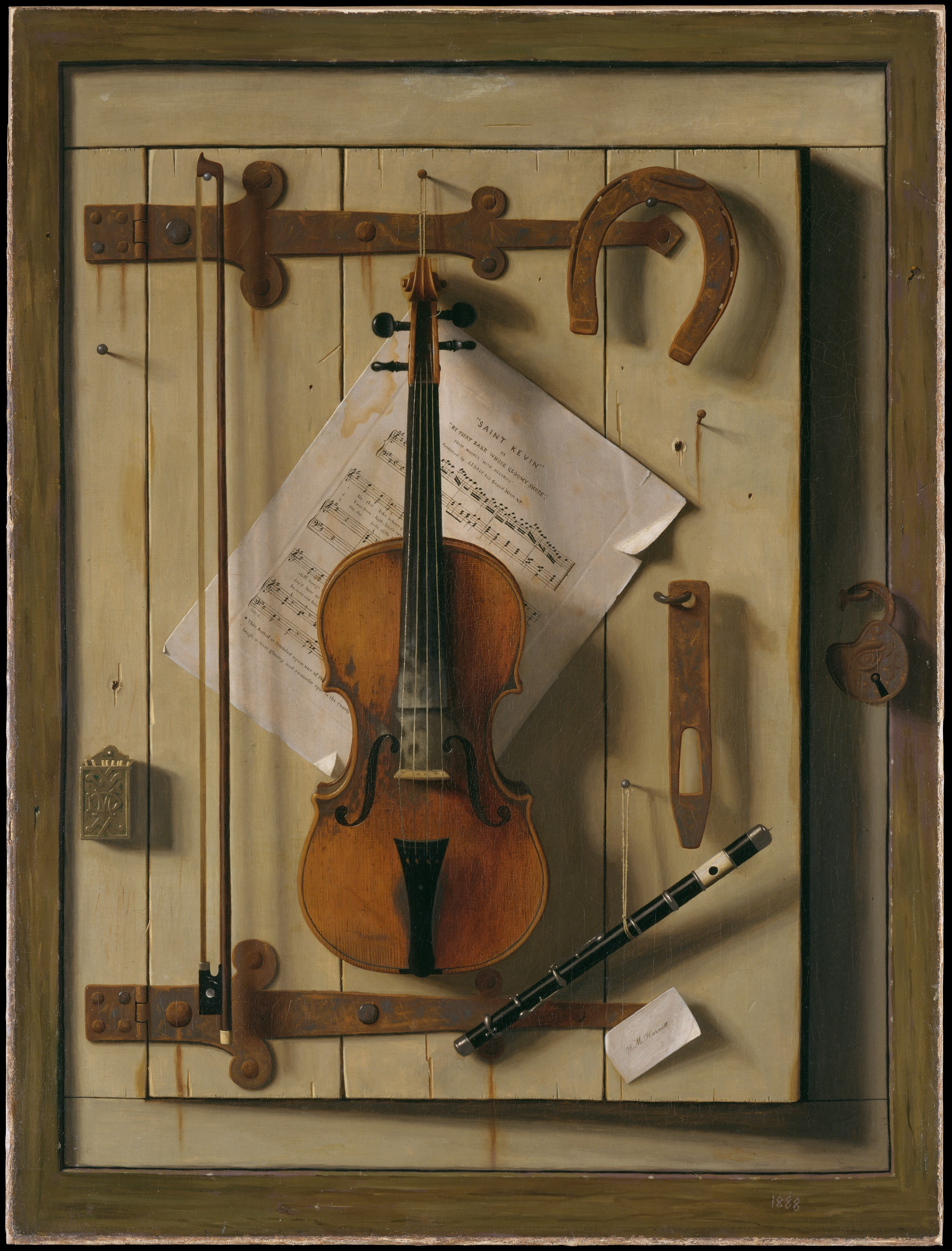
Вільям Гарнет. «Натюрморт зі скрипкою», 1888
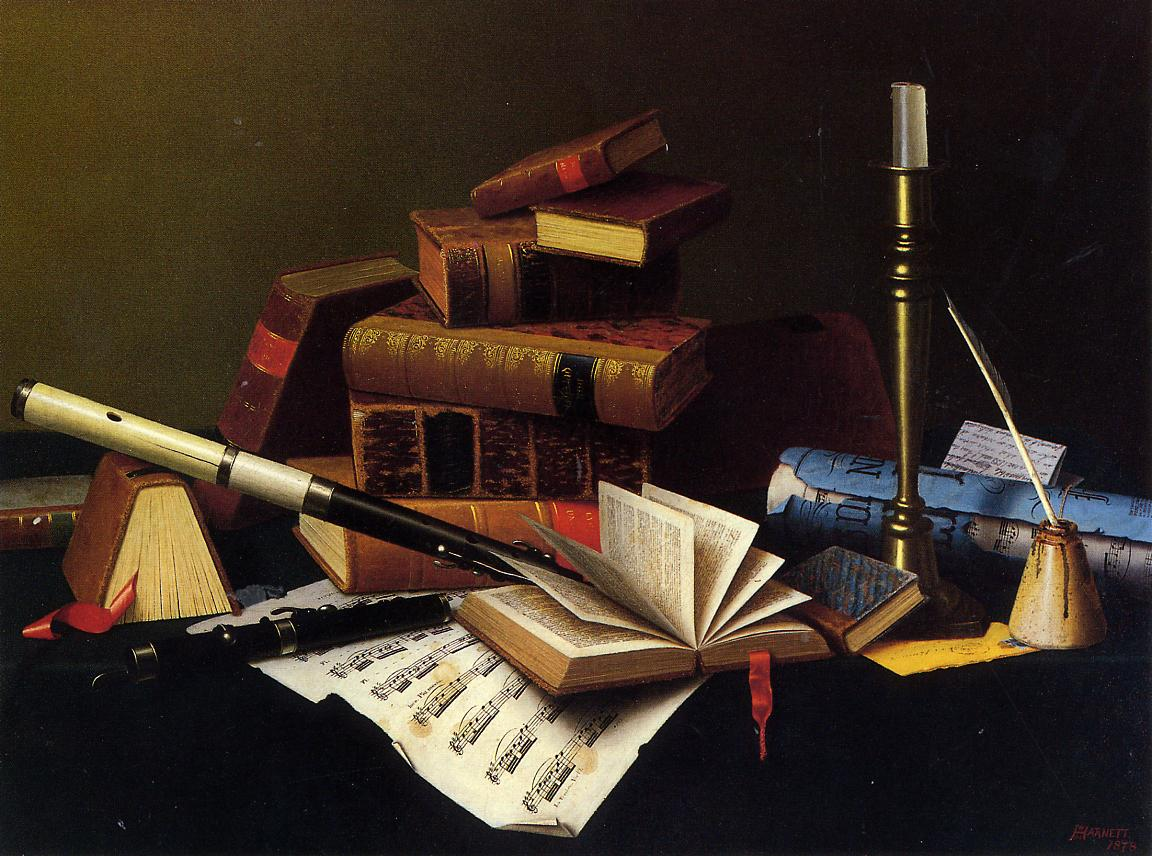
Вільям Гарнет. «Музика і література»,1878
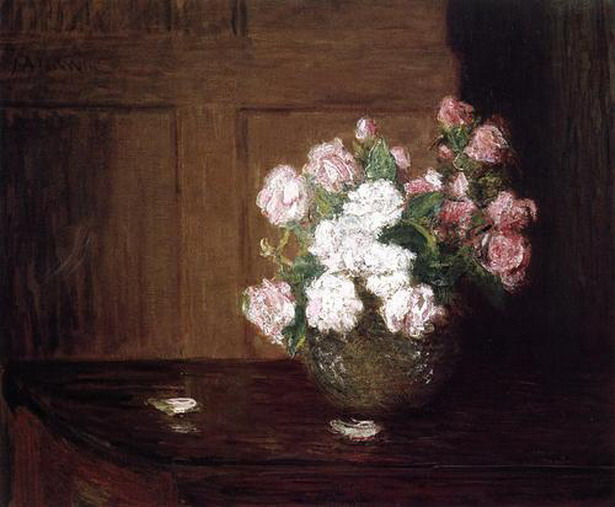
Джуліан Олден Вейр. «Троянди в срібній вазі на столику», 1890
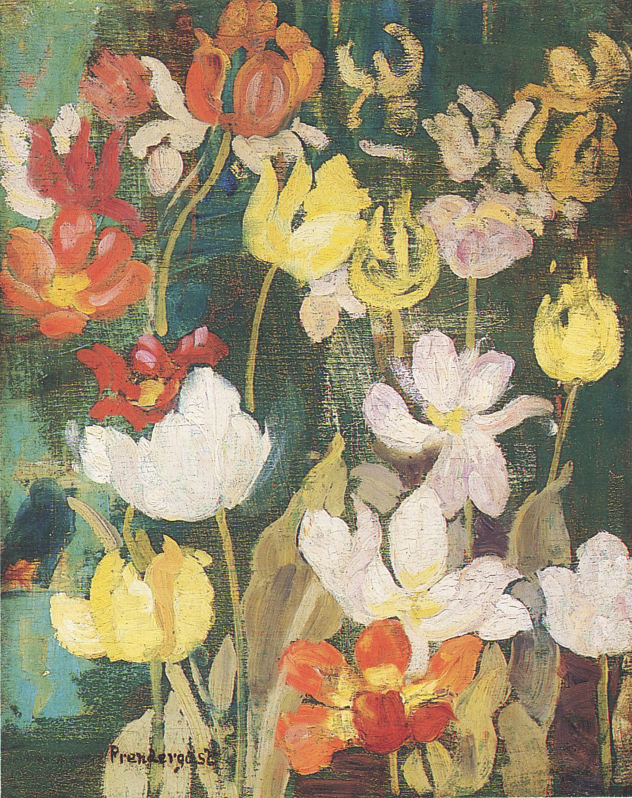
Моріс Прендергаст. «Весняні квіти», 1904
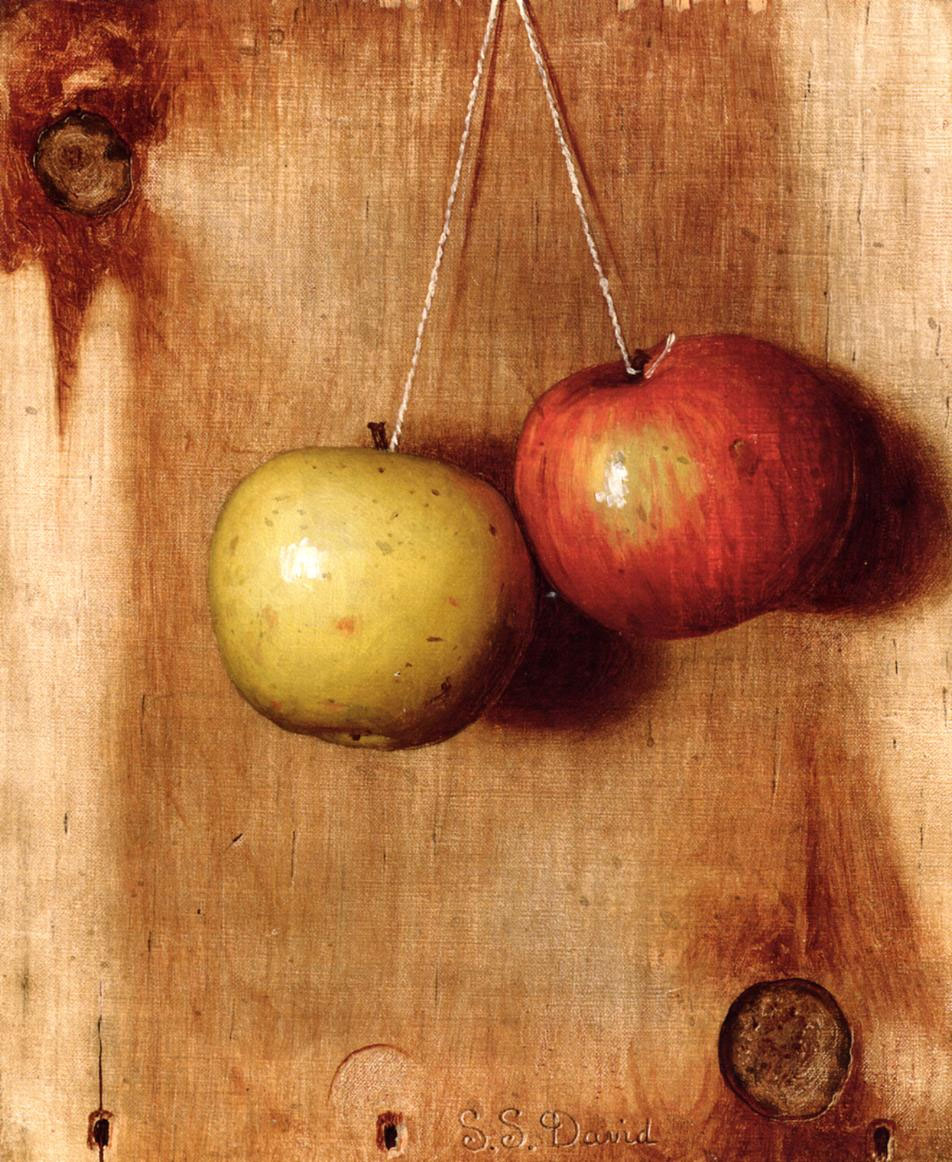
Худ. Ле Скотт Еванс. «Яблука на мотузках», 1891
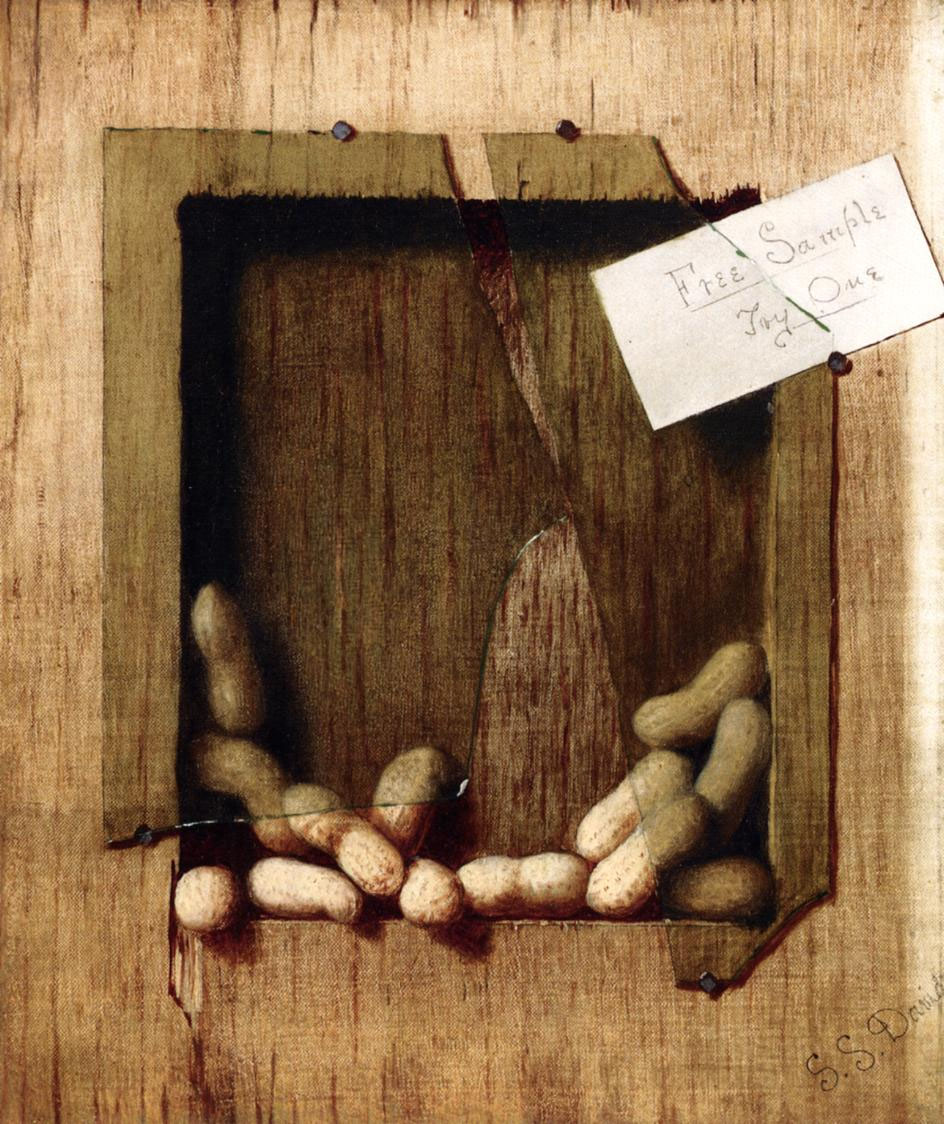
Худ. Ле Скотт Еванс. «Арахіс в ніші», бл. 1890
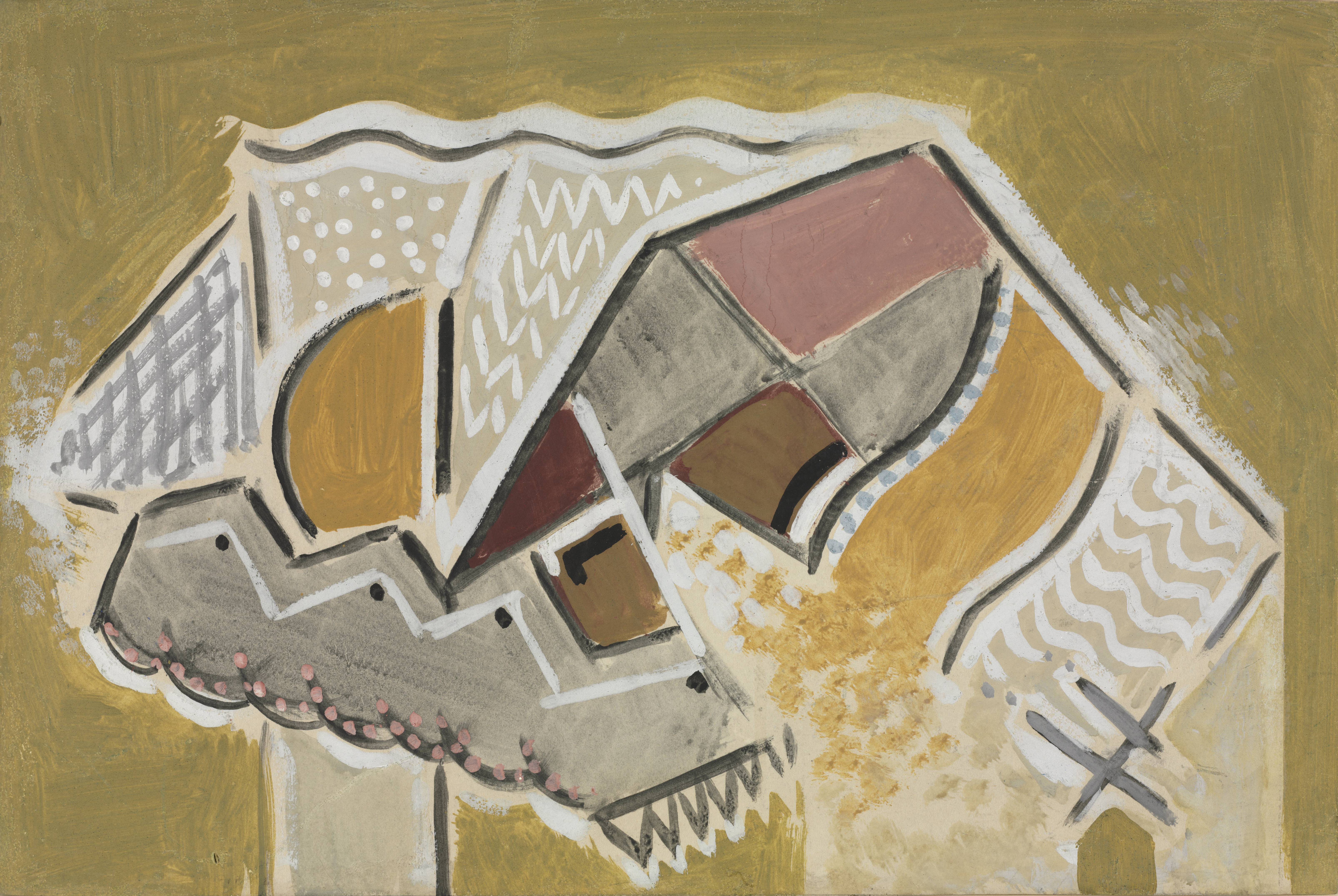
Альфред Генрі Морер. «Абстрактний натюрморт», 1932

## Натюрморт на стінописах
Ще від майстрів Нідерландів та Голландії йде зображення горщиків і ваз з квітами. Поступово вони перейшли на стінописи і плафони (картини олійними фарбами, які кріпили до стель у палацах).
Чудовим взірцем натюрмортів у стінописі є вісім ваз з квітами в секторах розписів купола костела св. Йосипа в Підгірцях, Україна. Дивною є оздоба інтер'єру костела натюрмортами, що більш притаманна палацам доби бароко, а не костелам.